# Спартак (футбольный клуб, Москва)
«Спарта́к» — российский футбольный клуб из Москвы. Основан 18 апреля 1922 года. Самый популярный российский клуб по исследованию «Яндекса», один из самых популярных футбольных клубов страны по исследованию ВЦИОМ. Входит в топ-20 самых популярных клубов Европы.
Самый титулованный футбольный клуб России. 12-кратный чемпион СССР, 10-кратный чемпион России, 10-кратный обладатель Кубка СССР, 4-кратный обладатель Кубка России, обладатель Суперкубка России, 6-кратный обладатель Кубка Содружества, полуфиналист трёх главных клубных европейских турниров (Кубка европейских чемпионов, Кубка обладателей кубков и Кубка УЕФА). Лучший российский клуб в истории Лиги чемпионов. С советских времён распространено клише «„Спартак“ — народная команда».

## Названия
- 1883—1907 год — РГО («Русское гимнастическое общество»)
- 1907—1922 год — РГО «Сокол» («Русское гимнастическое общество „Сокол“»)
  - 1920—1921 год — МКС («Московский клуб спорта») с 1 августа 1920 года по март 1921 года.
- 1922 год — МКС («Московский клуб спорта») с 1 марта 1922 года до 6 апреля 1923 года
- 1923—1925 год — «Красная Пресня» (Краснопресненский спортивный клуб РКСМ)
- 1926—1931 год — «Пищевики» (Центральная команда имени Томского «Союза пищевиков»)
- 1931 год — «Промкооперация»
- 1932—1933 год — «Дукат» (команда входила во Всекопромсовет)
- 1934 год — «Промкооперация»
- с 14 ноября 1934 года — «Спартак» (в советский период команда входила в ДСО «Спартак»)

## История

### 1883—1935 годы

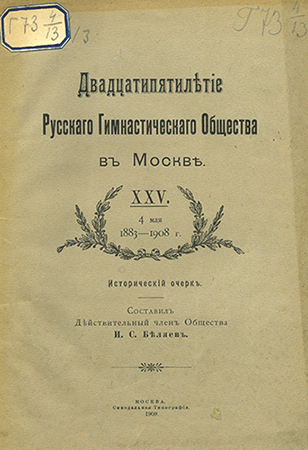
Двадцатипятилетие Русского гимнастического общества в Москве. XXV. 4 Мая 1883—1908 г.: исторический очерк

История футбольного клуба «Спартак» (Москва) берёт своё начало от Русского гимнастического общества (РГО «Сокол»), которое было зарегистрировано и официально основано 4 (16 мая) 1883 года. Сам футбол в РГО «Сокол» появился летом 1897 года. Вот что пишет газета «Русское слово» от 30 июля 1897 года:
Русское гимнастическое общество, не довольствуясь только зимними занятиями гимнастикой, снимает теперь и летом дачу для этой цели (Петровский парк, дача Истомина). В течение настоящего лета общество устроило несколько игр для детей и взрослых, которых всегда бывает масса. Взрослых особенно интересует английская игра в ножной мяч.
 Весной 1917 года после Февральской революции у футбольной команды РГО «Сокол» появляется собственный футбольный стадион в Пресненском районе в Большом Тишинском переулке. До этого футбольная команда РГО «Сокол» арендовала футбольные поля у различных футбольных клубов Москвы. Место для стадиона было посоветовано руководству РГО (Н. Т. Михеев, В. Н. Шустов, П. С. Львов) Николаем Петровичем Старостиным осенью 1916 года, ибо семейство Старостиных жило в собственном доме возле самого пустыря под названием «Горючка», которое и стало неофициальным названием футбольного стадиона РГО «Сокол».

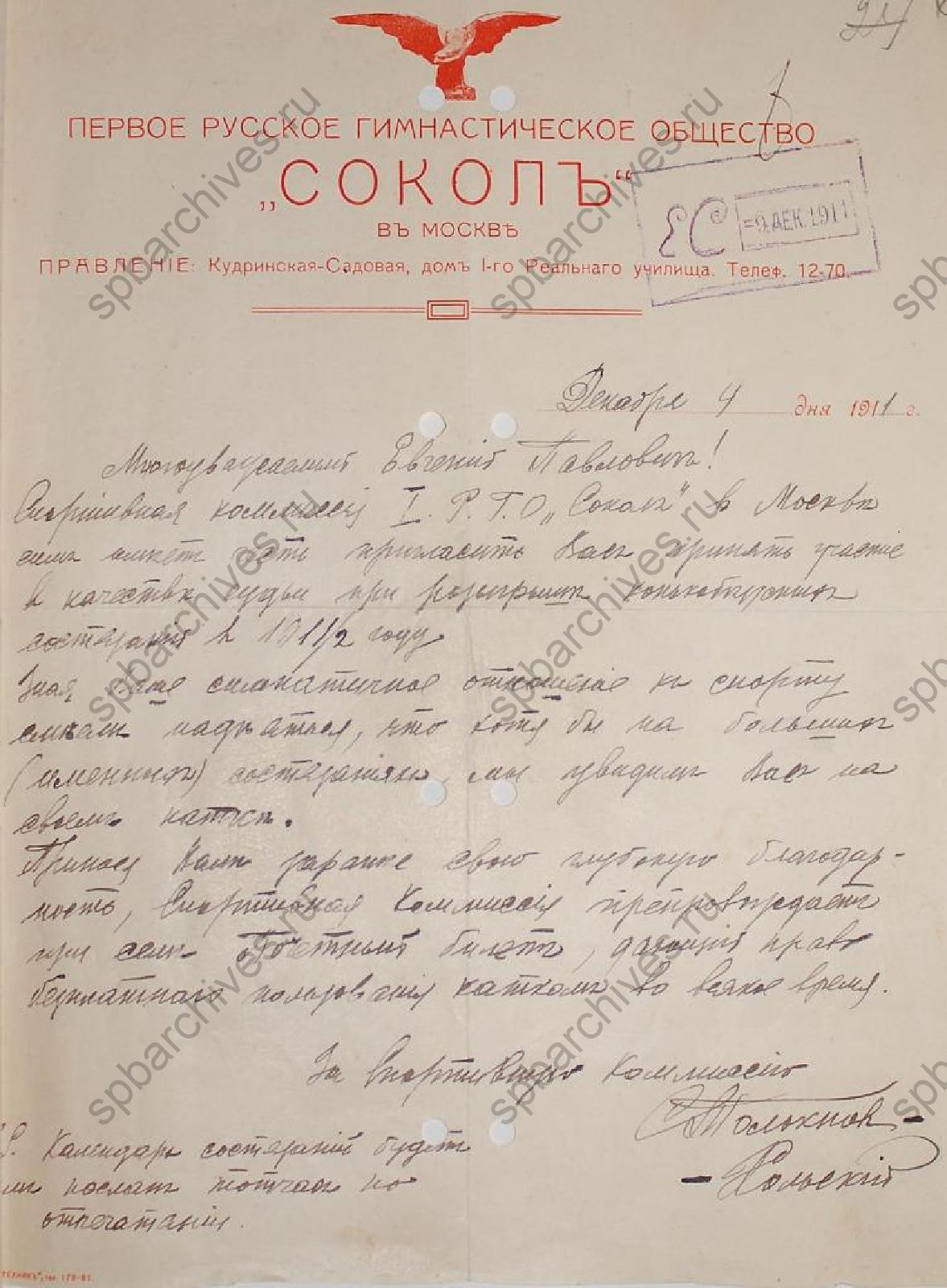
Письмо Спортивной комиссии Первого русского гимнастического общества «Сокол» Е. П. Свешникову с приглашением принять участие в качестве судьи в конькобежных состязаниях. 4 декабря 1911 года

В весеннем первенстве 1918 года в групповой стадии чемпионата Москвы класса «А» ФК РГО «Сокол» занял 4 место из 10 команд. Осенью 1919 года футбольная команда РГО «Сокол» стала победительницей в чемпионате Москвы в Классе «Б», выиграв Кубок Мусси. 1 августа 1920 года футбольная команда РГО Сокол провела первый официальный матч под новым названием МКС (Московский Клуб Спорта). На стадионе ОФВ (Девичье Поле) в Хамовниках вторая футбольная команда МКС сначала выиграла у Благуши-2, а потом первая проиграла Благуше. В 1921 году футбольная команда РГО «Сокол» была финалистом Кубка «КФС-Коломяги» (Кубок абсолютного первенства Москвы). В финале уступили 1:10 клубу СКЗ (Спортивный клуб «Замоскворечье»), выиграв турнир первой территориальной группы. В 1922 году результат повторился, поражение в финале 2:4 от ОЛЛС («Общество любителей лыжного спорта»).
После Октябрьской революции 1917 года Союз русского сокольства распался. В 1918 году возникла инициативная группа для возрождения сокольского движения и созыва сокольского съезда. Однако программа и деятельность «соколов» не устраивала власти Советской России, так как те отмежёвывались от заданий введённого декретом ВЦИК Всевобуча (всеобщего обязательного военного обучения) и придерживались принципов славянофильства. В 1923 году по указанию лидеров большевиков Карла Бернгардовича Радека и Николая Ивановича Бухарина русское сокольство запретили, и многие оставшиеся в России его руководители были арестованы. Русское сокольское движение продолжило существование среди белоэмигрантов, в частности, в Югославии и Франции. Сокольские мероприятия в СССР в 1924 году превратились в Спартакиады.

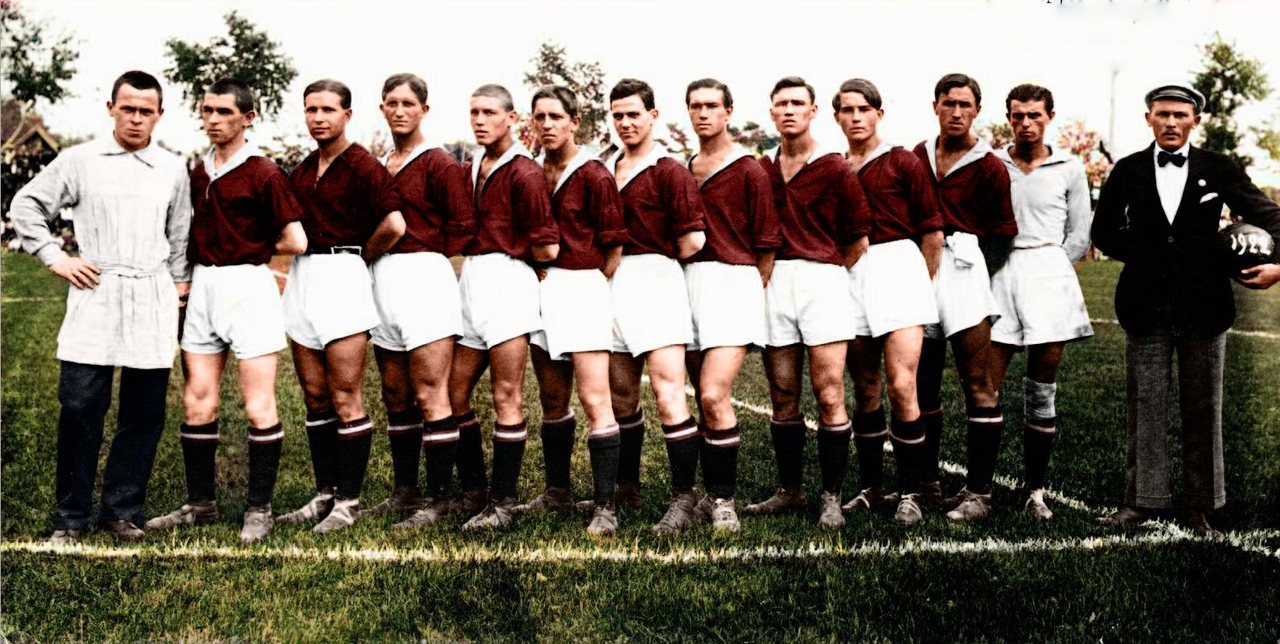
Слева направо: Н. Т. Михеев — глава клуба с 1920—1923 года РГО-МКС (Красная Пресня), Д. Маслов — РГО, В. Прокофьев — РГО, П. Канунников — Сейм (Курск), К. Квашнин — РГО, А. Канунников — КФС, П. Тикстон — КФС, П. Артемьев — КФС, И. Артемьев — КФС, Н. Старостин — РГО, В. Хайдин — РГО, вратарь А. Козлов — РГО и судья Л. Романов

В марте 1922 года футбольная команда РГО «Сокол» была опять переименована в МКС («Московский клуб спорта»). Таким образом, успев переименоваться в МКС, футбольная команда РГО «Сокол» смогла избежать расформирования, чего не избежало в 1923 году большинство футбольных клубов Москвы, у которых было «буржуазное» дореволюционное прошлое.
18 апреля 1922 года бывший футбольный клуб РГО «Сокол», переименованный в МКС, провёл под новым названием первую товарищескую игру с футбольным клубом ЗКС («Замоскворецкий клуб спорта»), и матч закончился со счётом 3:2 в пользу МКС. Первая официальная игра после переименования состоялась 30 апреля, и завершилась победой МКС над КСО (Клуб спорта «Орехово») со счётом 3:1. Группа футболистов команды — такие, как братья Старостины (Александр, Андрей, Николай, Пётр), С. В. Леута, К. П. Квашнин, Н. Т. Михеев — настаивала на том, чтобы сохранить название РГО «Сокол», а группа футболистов из КФС (Кружка футболистов «Сокольники») во главе с И. Т. Артемьевым настаивала на переименовании в «Красная Пресня». Сначала победу в споре одержали игроки из РГО «Сокол», так как их было более шестидесяти человек (Всего из РГО-1921 в спортивном клубе МКС-1922 было около 500 спортсменов), а игроков из КФС было всего пять, но они были все сильные и подходили именно под первую команду. В итоге футболисты РГО «Сокол» согласились на компромисс, чтобы не терять сильных игроков, пришедших из КФС. И футбольной команде и вообще спортивному клубу было дано компромиссное название «Московский клуб спорта», которое уже использовалось у РГО «Сокол» с 1 августа 1920 года.
Построив весной 1922 года свой собственный стадион, команда стала зарабатывать на существование продажей билетов на игры и платным проведением выездных матчей по России. Летом 1922 года футбольный клуб из Краснопресненского района в народе стали называть «Красная Пресня». В 1923 году команда официально вернулась к названию «Красная Пресня». В 1924 и 1929 годах команда выигрывает Кубок Тосмена (Кубок чемпионов двух столиц) обыграв в финалах «Спартак» (ЛЦКС) (Ленинград) (3:1) и «Пищевкус (Ленинград)» (3:1), а в 1923 году уступила со счётом 1:3 клубу «Коломяги (Петроград)». Вследствие реорганизации футбола СССР в 1926 году, Николаю Старостину приходится привлекать к спонсорству клуба союз пищевых производителей, и клуб переезжает на стадион «Томский», рассчитанный на 13 тысяч мест. Впоследствии команда ещё не раз меняла своих спонсоров.
В начале 1930-х Николай Старостин был капитаном сборной Советского Союза. Как высококлассный спортсмен, Старостин достаточно быстро подружился с первым секретарём ЦК ВЛКСМ Александром Косаревым, который к тому времени имел достаточное влияние на спортивную отрасль и при этом активно желал развивать её. В ноябре 1934 года, черпая средства из бухгалтерии команды «Промкооперации», Косарев берёт на работу Николая Старостина и его братьев для того, чтобы усилить свою команду.
12 апреля 1935 года команда «Промкооперация» провела первую игру, после того как была переименована в «Спартак». Сам матч был победным для «Спартака», со счётом 7:1 была обыграна «Трёхгорка». На игре присутствовало пять тысяч зрителей, матч был сыгран на стадионе «Трёхгорная мануфактура».
В 1935 году Косарев решил создать физкультурно-спортивное общество. После того как Комитет по физической культуре и спорту при Совете министров СССР поддержал идею о создании общества, было принято сделать его на основе кружков спорта «Промкооперации». Добро дал директор «Промкооперации» И. Е. Павлов. Для того чтобы создать общество, требовалось название. Для этого на квартиру братьев Старостиных пришли их друзья Пётр Исаков, Иван Филиппов, Станислав Леута, Пётр Попов и другие. Рассматривалось несколько вариантов: «Атака», «Вымпел», «Звезда», «Промкооп», «Сокол», «Стрела», «Феникс», «Штурм».
…Рассказывают, когда обсуждалось название, руководители долго не могли прийти к единому мнению. И тут взгляд Старостина случайно упал на лежавшую на столе книгу итальянца Рафаэлло Джованьоли — «Спартак», весьма популярную на заре Советской власти. Предложение назвать клуб в честь предводителя восстания устроило всех, ибо, с одной стороны, отдавало античной героикой, а с другой — было вполне идеологически выдержанным. Вскоре Старостин сам набросал и логотип — красно-белый ромбик с перечеркнутой буквой С. Правда, белая полоска внутри красного ромба шла тогда по другой диагонали, нежели сейчас. Более привычный нам вид эмблема обрела в 1949 году
На сей раз новое имя оказывается уже постоянным. Как и ставший символом борьбы за свободу древнеримский тёзка, гладиатор Спартак, поднявший восстание в Римской империи, клуб поддерживается только народными массами, в отличие от «Динамо» (Москва), поддерживаемого НКВД, или ЦСКА (Москва), поддерживаемого Советской армией. Все четыре брата Старостина играют в команде, Николай Петрович при этом ещё успешно занимается делами команды.

### Общество «Спартак»

#### Предыстория общества
1921 год — Декрет СНК от 7 июля 1921 года о Промкооперации (Промысловой Кооперации).
1925 год — появление физкультурных кружков артелей Промысловой кооперации.
1928 год — футбольная команда «Кустари» проводит свой первый товарищеский матч. После данной игры, весь спорт в Промысловой кооперации стал развиваться быстрее.
1931 год — «Промкооперация» выступает в чемпионате Москвы с зимы 1930/31 года по хоккею с мячом и с весны 1931 года в чемпионате Москвы по футболу.

#### История общества

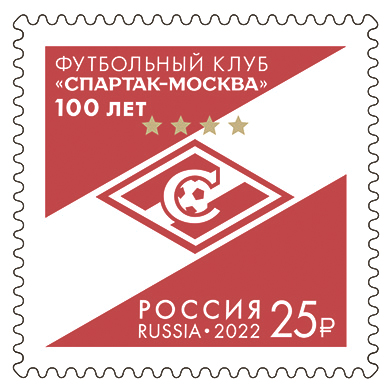
Почтовая марка. 100 лет футбольному клубу «Спартак-Москва»

22 сентября 1934 года — появилась идея создания добровольного спортивного общества на основе физкультурных кружков Промысловой кооперации. Инициатором создания добровольного спортивного общества на основе физкультурных кружков Промысловой кооперации, является А. В. Косарев. Также он является автором названия общества «Спартак». Вместе с Н. П. Старостиным (спортивный организатор) и И. Е. Павловым (директор Промысловой кооперации) занимается созданием «Спартака».
28 января 1935 года — утверждение Устава общества. Устав утверждал Президиум Всесоюзного Совета Промкооперации.
1 февраля 1935 года — создание Всесоюзного добровольного спортивного общества Промкооперации «Спартак».
12 апреля 1935 года — «Спартак» провёл первую игру. Сам матч был победным для «Спартака», со счётом 7:1 была обыграна «Трёхгорка». На игре присутствовало 5000 зрителей, матч был сыгран на стадионе «Трёхгорная мануфактура». 19 апреля 1935 года Всесоюзный совет физической культуры утвердил Устав нового общества «Спартак». Первым председателем общества был избран председатель Всероссийского союза Промысловой кооперации Казимир Васильевич Василевский, вторым председателем общества был избран член президиума Всесоюзного совета физической культуры Семён Львович Привис. Ответственным секретарем — Н. Н. Матросов. Николай Петрович Старостин занял пост ответственного секретаря Московского городского совета «Спартака», а секретариат возглавил С. В. Руднев. 24 апреля 1935 года — первая игра после утверждения устава общества «Спартак» Всесоюзным советом физической культуры. Матч Завод «Динамо» против «Спартака», закончился 3:6, победили гости. Игра проходила на стадионе Завод «Динамо», на игре было 3000 тысяч зрителей.
В 1937 году за заслуги в развитии физкультуры и спорта в СССР общество «Спартак» награждено орденом Ленина.
Так как Промысловая кооперация не относилась к ведомствам, как «Динамо» (НКВД), ЦСКА (Советская армия), а также не относилась к профсоюзам, как «Зенит» (Профсоюз оборонной промышленности), «Локомотив» (Профсоюз железнодорожников), «Торпедо» (Профсоюз автозаводцев). «Спартак» стали поддерживать обычные люди, так «Спартак» стали называть «народной командой».
В 1960 году, после ликвидации Промысловой кооперации, «Спартак» был реорганизован в «Добровольное спортивное общество профсоюзов». После чего «Спартак» стал поддерживаться рабочим профсоюзам.
К 1975 году в обществе «Спартак» насчитывалось более 40 видов спорта.
В 1987 году общество «Спартак» было упразднено, а имущество общества — 238 стадионов, 89 бассейнов, около 1,8 тысячи спортивных залов, более 1,3 тысячи футбольных полей, 2,6 тысячи оздоровительно-спортивных лагерей, домов охотника и рыболова, 264 детско-юношеские спортивные школы, 73 специализированные спортивные школы, было передано непосредственно в ведение профсоюзов.
В 1991 году была учреждена общественная организация — «Международное физкультурно-спортивное общество „Спартак“ имени Н. П. Старостина» (МФСО «Спартак»).

### 1936—1949 годы
В 1936 году был образован чемпионат СССР по футболу, и «Спартак» начал выступать в нём. Первый, весенний, чемпионат выиграло московское «Динамо», а «Спартак» пришёл третьим, осенью «Спартак» победил, оттеснив «Динамо» на второе место. Именно в те годы начиналось непримиримое соперничество этих команд, которое затем только усиливалось после того, как в 1942 году братьев Старостиных репрессировали по личному указанию патрона «Динамо» Лаврентия Берии. Первым тренером «Спартака» в союзных чемпионатах стал чех Антонин Фивебр, ранее тренировавший несколько известных европейских клубов, в том числе «Валенсию», затем во второй половине 1936 года главным тренером работал Михаил Козлов, который и выиграл первое союзное чемпионство. В 1937 году ему на смену пришёл Константин Квашнин, с которым «Спартак» выиграл золото 1938 года.
После удачного сезона 1938 года, когда «Спартак» выиграл Чемпионат и Кубок СССР, в команде сменился тренер. На место Квашнина пришёл Пётр Попов. Смена тренера не повредила команде, коллектив продолжал показывать уверенную игру, удачно стартовав в чемпионате. В итоге без особых проблем «Спартак» выиграл союзное первенство. Кубковый путь красно-белых оказался драматичным и сложным. После полуфинального матча, в котором «Спартак» переиграл тбилисское «Динамо» (1:0), тбилисцы подали протест, оспаривая правильность забитого спартаковцами мяча. В итоге, как многие полагают, не без участия наркома внутренних дел Лаврентия Берии, было принято решение о переигровке полуфинальной встречи. При этом «Спартак» уже победил в финале ленинградский «Сталинец» (3:1), завоевав Кубок СССР, в итоге красно-белым пришлось переигрывать полуфинал. В переигровке «Спартак», забив два мяча, отошёл на свою половину поля, тбилисцы яростно атаковали, однако им удалось лишь сократить разрыв в счете — в итоге, победа «Спартака» 2:1 и второй раз подряд завоевание Кубка страны.
В 1940 году в чемпионате СССР «Спартак» занял третье место, а в Кубке Москвы проиграл в четвертьфинале.
Ход чемпионата СССР 1941 года был прерван Великой Отечественной войной. На 22 июня был назначен матч «Спартака» в Ленинграде с местными одноклубниками, но он не состоялся. Вскоре многих игроков команды призвали в армию. Всю войну отслужил Владислав Жмельков, ушли добровольцами на фронт начальник команды Иван Филиппов и главный тренер Пётр Попов, погиб в бою Анатолий Величкин, Степан Кустылкин умер от ран, полученных во время Советско-финской войны. После отмены чемпионата СССР было принято решение провести осенний чемпионат Москвы и кубок, но и этот чемпионат так и не был завершён из-за приближения немецких войск к столице.
В марте 1942 года были арестованы братья Старостины. В их отсутствие команда выступала в чемпионате Москвы, заняв третье место в весеннем турнире и выиграв осенний. В 1942 году всесоюзные первенства не проводились, «Спартак» продолжал показывать хорошую игру, выиграв чемпионат Москвы. В 1943, 1944 годах команда заняла третье место в чемпионате Москвы, где она продолжала выступать. В 1943 году красно-белые дошли до 1/8 финала Кубка Москвы, а в следующем году до 1/2 финала Кубка СССР.
После окончания войны было принято решение о возобновлении чемпионата СССР. В 1945 году команда выступила неудачно. По подбору игроков «Спартак» уступал соперникам. Помимо этого, в 1945 году в команде часто менялись тренеры. В начале года командой руководил Владимир Горохов, в середине сезона Павел Исаков, которого позже сменил Альберт Вольрат. Вследствие этого команда оказалось под угрозой вылета из элиты советского футбола. Однако в последних матчах спартаковцы сумели избежать вылета, заняв итоговое 10-е место. В Кубке СССР команда также выступила неудачно, вылетев на ранней стадии.
В 1946 году приход на тренерский мостик эстонского специалиста Альберта Вольрата помог «Спартаку» стать крепким середняком чемпионата. Однако вернуть довоенные позиции в советском футболе красно-белым не удалось. Команда начала чемпионат неудачно, проиграв московским армейцам 2:5, крайне неудачно действовали защитники. Однако вскоре игра стала налаживаться, и команда завершила первый круг на 5-м месте. Перед началом второго круга Вольрат поставил задачу команде занять 4-е место: «Рассчитываем занять четвёртое место. Тбилисское „Динамо“, „Торпедо“ и динамовцы Ленинграда — вот наши главные конкуренты».
Однако в очных встречах с главными конкурентами «Спартак» проиграл, заняв по итогам чемпионата 6-е место, чемпионами СССР стали футболисты ЦДКА. В Кубке СССР 1946 года свой путь спартаковцы начали с разгрома команды ВВС 6:2, затем были уверенные победы над «Спартаком» из Ужгорода (5:0), над киевским «Динамо» (3:1), что позволило спартаковцам выйти в финал. В финале «Спартак» встречался с тбилисским «Динамо», на 9-й минуте классная комбинация спартаковцев с участием Дементьева, Глазкова и Конова завершилась взятием ворот грузинской команды. Однако вскоре динамовцы уже вели в счете, но до перерыва красно-белым удалось отыграться — 2:2. Во втором тайме забитых мячей не было, лишь в дополнительное время точный удар Тимакова принёс спартаковцам третий Кубок СССР в истории.
В 1947 году команда пополнилась новыми игроками. Вернулся в «Спартак» Александр Рысцов, демобилизовавшийся из армии. Во второй половине сезона в команде появились Николай Нилов и Алексей Парамонов. Свежие силы не помогли команде, и как итог 8-е место в чемпионате. Однако в Кубке СССР команда Вольрата выступила удачно, в четвёртый раз завоевав почётный трофей. В финале в напряженной борьбе спартаковцы обыграли московское «Торпедо» (2:0).
В следующем сезоне команду принял Константин Квашнин, который выигрывал со «Спартаком» союзное первенство в 1938 году. С приходом нового тренера место в составе получили молодые игроки, а Алексей Парамонов стал твёрдым игроком основы. С приходом нового тренера команда заиграла уверенно, москвичи провели семиматчевую победную серию. После 20 туров «Спартак» вышел на первое место, однако концовку сезона команда провела плохо, заняв в итоге 3-е место, а чемпионами страны вновь стали футболисты ЦДКА. Сезон 1948 года стал для спартаковцев удачным, в Кубке СССР красно-белые дошли до финала, где встретились с чемпионом СССР ЦДКА. Однако завоевать Кубок в третий раз подряд команде не удалось, несмотря на равную игру итоговый счёт был 0:3 в пользу армейцев.
В начале 1949 года в команде сменился тренерский штаб — вместо Константина Квашнина и Петра Исакова пришли Абрам Дангулов и Владимир Горохов. Новый тренерский штаб провёл политику омоложения состава, основным защитником стал 20-летний Юрий Седов, дебютировали в команде Игорь Нетто, Анатолий Ильин, Николай Паршин, Евгений Кулешов. В этом же году в команду пришёл молодой форвард Никита Симонян. В чемпионате команда снова финишировала на 3-м месте, став обладателем бронзовых медалей. В Кубке СССР «Спартак» в полуфинале проиграл московским динамовцам. Третье место в чемпионате 1949 года следует признать закономерным итогом. Добиться большего помешали слабые вратарская и защитная линии. Лишь нападающие «Спартака» показали великолепную игру, забив в чемпионате 93 мяча и установив клубный рекорд, а Никита Симонян стал лучшим бомбардиром первенства.

### 1950—1963 годы
В начале следующего сезона в составе команды произошли изменения, в московское «Динамо» ушёл Сальников, закончил карьеру вратарь Леонтьев. На место нападающего были приглашены Чеканов, Орлов, на место вратаря — Давтян. В чемпионате спартаковцы выступили неудачно, заняв 5-е место. Как и год назад, лучшим бомбардиром чемпионата СССР стал Никита Симонян, забивший 34 мяча. Зато в розыгрыше Кубка СССР «Спартак» показал великолепную игру, завоевав Кубок страны. Красно-белые обыграли соперников с общим счётом 17:1, среди поверженных команд оказались чемпион страны ЦДКА и серебряный призёр московское «Динамо».
В 1951 году «Спартак» занял 6-е место. Стартовала команда по традиции неудачно, после стартовых провальных матчей в отставку был отправлен главный тренер Дангулов, на его место был приглашен бывший форвард команды Георгий Глазков. В Кубке СССР команда выступила также плохо, проиграв в 1/4 финала ВВС (2:3).
В начале 1952 года Глазкова сменил Василий Соколов, бывший защитник красно-белых. Изменений в составе практически не было. Стартовал чемпионат страны лишь в июле, поскольку сборная СССР готовилась к Олимпиаде в Хельсинки. Однако, проиграв югославам во втором матче, советские футболисты бесславно вернулись домой. Костяк сборной составляли футболисты ЦДКА, а главным тренером был армейский наставник Борис Аркадьев. За провал на Олимпиаде и проигрыш принципиальным соперникам из Югославии многие футболисты были лишены звания «заслуженный мастер спорта», а команда ЦДКА была расформирована.
Лишившись главного конкурента многие команды надеялись выиграть чемпионат 1952 года. Стартовав в августе, «Спартак» уверенно захватил лидерство. В итоге спартаковцы, после 9 туров одержав 7 побед и сыграв два раза вничью, оформили чемпионство. В Кубке страны спартаковцы дошли до финала, попутно обыграв в принципиальном дерби московское «Динамо». В финале красно-белые встретились с московским «Торпедо». На протяжении всего матча командам не удавалось распечатать ворота друг друга, однако ошибка спартаковского защитника Белова позволила торпедовцам на последних минутах забить победный мяч. В итоге в 1952 году чемпионом спустя 13 лет стал «Спартак», а обладателем Кубка московское «Торпедо».
В начале 1953 года в команду на место Виктора Белова пришёл Виктор Васильев, а из расформированной после смерти Сталина команды ВВС, которую курировал сын вождя, пришёл вратарь Михаил Пираев. После смены власти в стране расформирование армейских команд продолжилось, вслед за ЦДКА и ВВС был расформирован МВО. Это позволило спартаковцам пригласить из этих команд ряд футболистов, в том числе Всеволода Боброва и Анатолия Исаева. В чемпионате борьба за первое место развернулась между «Спартаком» и тбилисским «Динамо». Перед началом второго круга москвичи отставали от грузинской команды на 2 очка. Однако в очной встрече «Спартак» выиграл 4:1 и во второй раз подряд стал чемпионом. В Кубке СССР спартаковцы проиграли в 1/8 финала московским железнодорожникам.
В 1954 году был воссоздан ЦДСА, куда вернулись спартаковские игроки Разинский и Башашкин, на место которых были приглашены Тучкус и Селицкий. В новом сезоне «Спартак», казалось, шёл к третьему чемпионству подряд, однако в середине сезона команда неожиданно проиграла два важных матча «Трудовым резервам» (1:2), а затем московскому «Динамо» (0:1). В итоге команда, обладая сильнейшим составом и длинной скамейкой запасных, заняла 2-е место, что после двух чемпионских сезонов считалось неудачей. Во многом неудача связана с травмами лидеров: Симоняна, Нетто, Тищенко, Дементьева, которым тренерский штаб не смог найти достойную замену. В Кубке СССР команда также выступила неудачно, проиграв в полуфинале.
Неудача в сезоне 1954 года привела к отставке главного тренера, вместо Соколова в команду пришёл Николай Гуляев. Помимо этого, спустя 15 лет в «Спартак» вернулся Николай Старостин, занявший должность начальника команды. Перед началом сезона был укреплён состав, в команду пришли вратарь Микулец, нападающие Коршунов и Кегеян. Также из московского «Динамо» в команду вернулся ветеран Сальников, однако руководство бело-голубых омрачило возвращения Сергея в состав красно-белых, футболиста лишили звания «Заслуженный мастер спорта». Начало сезона оказалось для москвичей неудачным, после пяти матчей была добыта всего лишь одна победа, помимо этого травму получил ведущий форвард Симонян. Однако вскоре игра команды стала налаживаться. В великолепном матче был обыгран принципиальный соперник и конкурент в борьбе за золото московское «Динамо» (4:1). К середине сезона «Спартак» отставал от лидера московских динамовцев всего лишь на одно очко. Однако поражение на финише от московского «Торпедо» поставило крест на чемпионских амбициях красно-белых. В итоге команда второй раз подряд заняла 2-е место в чемпионате. В розыгрыше Кубка страны в полуфинале красно-белые крупно уступили «Динамо» (1:4), которое смогло взять реванш за поражения в рамках чемпионата страны.
В следующем сезоне тренерский штаб сделал акцент на удачный старт в чемпионате. В новом сезоне в команду был приглашён Иван Мозер. Коллектив Гуляева стартовал убедительно, одержав 4 победы в первых 4-х матчах. Перед очной встречей с главными конкурентами, московскими динамовцами, красно-белые лидировали, и ничья 1:1 позволила им остаться на первой строчке в турнирной таблице. «Спартак» на протяжении всего сезона показывал атакующий, слаженный футбол и вполне закономерно завоевал шестое чемпионство в своей истории. Кубок СССР в 1956 году не разыгрывался из-за подготовки сборной СССР к Олимпиаде в Мельбурне. Сборная СССР практически полностью состояла из игроков «Спартака», в итоге советские футболисты, впервые в своей истории, добились крупного успеха, выиграв Олимпийские игры. В финале в ворота югославов «золотой гол» провёл Анатолий Исаев. Олимпийскими чемпионами стали спартаковцы: Тищенко, Огоньков, Нетто, Парамонов, Масленкин, Сальников, Татушин, Ильин, Исаев, Симонян.
Сезон 1957 года «Спартак» начал неудачно, в пяти матчах удалось набрать 5 очков. Несмотря на победу над главным соперником московским «Динамо» (1:0), команда продолжала терять очки. В итоге из-за сложного календаря и подготовки спартаковцев к отборочным играм чемпионата мира в составе сборной СССР, красно-белые заняли лишь 3-е место. Также разочарование ждало спартаковцев в розыгрыше Кубка СССР, где в финале они проиграли московскому «Локомотиву».
В следующем году «Спартак» начал первенство уверенно, в стартовых восьми турах красно-белые ни разу не проиграли. Затем в чемпионате последовал перерыв, связанный с чемпионатом мира 1958 года в Швеции, в сборную СССР были включены: Нетто, Симонян, Ильин и Сальников. Однако советская команда, выйдя из группы, проиграла в четвертьфинале сборной Швеции 0:2 и была вынуждена покинуть мировой форум. После возобновления чемпионата спартаковцы продолжали показывать уверенную игру и, обыграв динамовцев и армейцев, заслуженно выиграли первый круг. Второй круг «Спартак» начал с шести побед подряд, в этих матчах в составе команды блистали Мишин, Мозер, Чистяков. Однако в конце сезона «Спартак», проведя ряд неудачных матчей и проиграв очную встречу главному конкуренту в борьбе за золото московскому «Динамо», уступил первую строчку в турнирной таблице. В который раз не обошлось без закулисной борьбы в первенстве СССР. В августе «Спартак» принимал киевское «Динамо», за 12 секунд до окончания матча Никита Симонян провёл победный гол. Однако киевляне подали протест, который был удовлетворён и матч должен был быть переигран. К этому времени московское «Динамо» опережало красно-белых на 1 очко, то есть «Спартаку» для завоевания первого места была необходима победа. В переигровке 8 ноября «Спартак» в упорнейшей борьбе обыграл киевское «Динамо» (3:2) и завоевал звание чемпиона СССР. В розыгрыше национального Кубка спартаковцы также показали уверенную игру, обыграв в финале «Торпедо» (2:1). Таким образом, «Спартак» третий раз в своей истории сделал «золотой дубль», выиграв союзное первенство и Кубок страны.
Сезон 1959 года оказался провальным для команды, «Спартак» занял лишь 6-е место в чемпионате СССР. Болезненно для команды происходила «смена поколений». Закончили свои выступления Симонян и Сальников, из опытных игроков появился лишь Анатолий Крутиков. Молодые игроки были недостаточно опытны и квалифицированны, чтобы решать турнирные задачи.
После провала в сезоне 1959 года Николай Гуляев был отправлен в отставку, а его место по решению Николая Старостина занял Никита Симонян, недавно закончивший карьеру футболиста. Помимо ухода ветеранов, «Спартак» потерял ещё 8 игроков, в том числе Парамонова и Амбарцумяна. Симонян принялся формировать новый состав команды, в «Спартак» были приглашены опытный Крутиков и молодые игроки Севидов, Коновалов, Рейнгольд. В итоге сезон 1960 года красно-белая команда завершила на итоговом 7-м месте. Помимо этого, спартаковские игроки Нетто, Масленкин и Крутиков в составе сборной СССР завоевали в Париже первый Кубок Европы.
В 1961 году из команды ушла целая группа футболистов, на место которых Симонян пригласил 13 новых игроков, среди которых были Хусаинов и Логофет. Несмотря на адаптацию новичков, «Спартак» показывал достойную игру. В итоге красно-белые боролись за медали, однако сумели занять лишь 3-е место, что после двух провальных сезонов было хорошим результатом.

Анатолий Крутиков с мячом

В 1962 году в команду пришёл вратарь Владимир Маслаченко. К середине сезона «Спартак» шёл на пятом месте, отставая от лидеров армейцев и динамовцев Киева на 4 очка. В конце сезона команда выдала девятиматчевую победную серию. В этих матчах был дважды повержен действующий чемпион страны киевское «Динамо» (2:1), (2:0). Это позволило красно-белым в восьмой раз стать чемпионами СССР. Однако тот «золотой» сезон стал последним для ветеранов команды: Исаева, Ильина, Ивакина.
Сезон 1963 года «Спартак» начал неудачно, к середине чемпионата команда оказалась на 14-м месте. Затем из 24 туров команда проиграла лишь однажды, поднявшись на 2-е место. Однако догнать лидировавшее московское «Динамо» подопечным Симоняна не удалось. В розыгрыше Кубка СССР «Спартак», переиграв в финале донецкий «Шахтер» (2:1), в седьмой раз стал обладателем национального Кубка.

### 1964—1977 годы
В следующем сезоне «Спартак» долгое время шёл на первом месте в первенстве страны. Однако неожиданное поражение от московского «Торпедо» (0:5) отрицательно повлияло на положение в команде. Далее последовала череда поражений, и в итоге команда заняла лишь 8-е место. Сезон 1965 года «Спартак» также провёл неудачно, снова заняв 8-е место. Однако в отличие от предыдущего чемпионата на протяжении всего первенства находился в середине турнирной таблицы. Утешением для красно-белых стал розыгрыш Кубка СССР, где они в упорной борьбе в финале сумели обыграть минское «Динамо» (2:1) и в восьмой раз в своей истории завоевали хрустально-серебряный трофей.
В 1966 году на тренерский мостик «Спартака» вновь вернулся Николай Гуляев, сменивший Никиту Симоняна. Также команда укрепилась форвардом Осяниным из куйбышевских «Крыльев Советов». Стартовала команда удачно: в семи матчах было шесть побед. Однако затем последовали поражения от киевского «Динамо» (0:1), «Черноморца» (0:4), «Торпедо» (0:2). Это стало причиной потери уверенности в коллективе. В конце сезона красно-белые ещё сохраняли шансы на медали, однако после поражения от «Нефтчи» (0:3) «Спартак» занял лишь 4-е место. Также в 1966 году «Спартак» дебютировал в еврокубках. В розыгрыше Кубка обладателей кубков, в первом раунде, спартаковцы обыграли югославский ОФК (3:1) и (3:0), однако в следующем раунде уступили австрийскому «Рапиду» (1:1) и (0:1).
В сезоне 1967 года команда стартовала неудачно, в мае красно-белые находились на последнем месте в турнирной таблице. Но затем игра команды преобразилась, последовали 16 матчей без поражений, казалось, «Спартак» вот-вот вступит в чемпионскую гонку. Однако вскоре последовала череда неудачных встреч, и в итоге москвичи оказались на 7-м месте. В течение сезона командой руководили Гуляев, затем Сальников, в конце сезона на пост главного тренера вновь был назначен Симонян. По итогам сезона из команды были отчислены ряд футболистов, в том числе Сёмин и Рейнгольд, с формулировкой «для оздоровления коллектива».
В начале сезона 1968 года «Спартак» пополнили: Киселёв, Папаев, Силагадзе. 16 апреля красно-белые, после не совсем удачного старта, победили принципиального соперника — московское «Динамо» (2:1). Победа в дерби благоприятно сказалась на состоянии команды, которая выдала 5 побед подряд. Однако вскоре следует неожиданное поражение от «Торпедо» (1:5). Тем не менее, красно-белые выиграли первый круг и всерьёз претендовали на золотые медали. Но во втором круге спартаковцы проиграли московским динамовцам, затем последовали поражения от кутаисского «Торпедо» и ростовского СКА. Это позволило киевскому «Динамо» обойти спартаковцев. В итоге москвичи в пятый раз стали обладателями серебряных медалей чемпионата СССР.
Перед началом сезона 1969 года «Спартак» покинули основной голкипер Маслаченко и опытный защитник Крутиков, завершившие выступления. Однако вскоре руководство команды пригласило одного из лучших вратарей страны Анзора Кавазашвили. Также в команду был приглашён молодой игрок Евгений Ловчев. Несмотря на минимальные изменения в составе селекцию в начале 1969 года следует признать очень удачной, поскольку оба приглашённых игрока вскоре показали свою незаменимость для «Спартака». В начале первенства главными соперниками «Спартака» стали московское «Торпедо» и динамовцы Тбилиси. Пройдя первый этап чемпионата, спартаковцы вышли в финальный раунд, где им предстояла борьба с бессменным лидером советского футбола тех лет киевским «Динамо». Обыграв главного конкурента на выезде, спартаковцы добились необходимого результата для чемпионства в матчах с ЦСКА. В девятый раз «Спартак» стал лучшей командой Советского Союза.
После триумфа в 1969 году «Спартак» не мог похвастаться стабильной игрой в союзном чемпионате 1970 года. Казалось, команда сможет рассчитывать только на место в середине турнирной таблицы. Но затем во втором круге последовал ряд удачных матчей, и красно-белые возглавили чемпионскую гонку. Однако провальная концовка чемпионата позволила спартаковцам завоевать лишь бронзовые медали. В Кубке СССР красно-белые проиграли в четвертьфинале «Нефтчи» (0:1). Помимо этого в сезоне 1970 года москвичи дебютировали в розыгрыше Кубка европейских чемпионов. В 1/16 финала «Спартак» встретился со швейцарским «Базелем». В первой игре в Москве спартаковцы выиграли 3:2, хотя вели после первого тайма 3:0. В ответном матче швейцарцы добились нужного им результата 2:1, оставив «Спартак» за бортом турнира.
В сезоне 1971 года чемпионат страны довольно легко выиграло киевское «Динамо», московские команды выступили неудачно. «Динамо» заняло место в середине турнирной таблицы, прошлогодний чемпион ЦСКА лишь по разнице мячей избежал вылета в первую лигу, а «Спартак» занял 6-е место. Команда на протяжении всего сезона не могла похвастаться хорошей игрой. Неудачно выступили новички команды: Мирзоев, Егорович, Пискарёв. Однако в Кубке СССР «Спартак» выступил хорошо, легко добравшись до финала, где спартаковцам предстоял матч с ростовским СКА. Финальный матч выдался тяжёлым для «Спартака». Проигрывая 1:2, спартаковцы смогли отыграться лишь на последней минуте (Геннадий Логофет). Матч закончился со счётом 2:2, что означало переигровку. Во втором матче «Спартак» одержал победу (1:0), став обладателем Кубка СССР 1971 года. Также красно-белые приняли участие в розыгрыше Кубка УЕФА, в 1/32 финала спартаковцы по сумме двух матчей переиграли чехословацкий клуб ВВС. Однако в следующем раунде «Спартак», проиграв по сумме двух встреч португальской «Витории» (0:0 и 0:4), вылетел из розыгрыша.
В начале нового сезона «Спартак» покинули 11 футболистов, на их место были приглашены новые игроки, среди которых было очень много молодых воспитанников клуба. Изменения в составе вселяли надежду на удачное проведение сезона у спартаковских болельщиков. Однако команда не смогла наладить стабильную игру. «Спартак» терпел поражения не только на выезде, но и дома. В итоге худший (на то время) результат в истории команды — 11-е место в чемпионате. Спартаковцы сделали ставку на успешное выступление в Кубке страны. В финале в упорной борьбе спартаковцы уступили московскому «Торпедо». Основное время матча закончилось вничью 1:1, в серии послематчевых пенальти сильнее оказались автозаводцы 1:5. В итоге спартаковцам не удалось сгладить провал в чемпионате победой в Кубке. Всё-таки спартаковцы сумели порадовать своих болельщиков в конце сезона, выйдя в весеннюю стадию розыгрыша Кубка кубков. «Спартак», пройдя нидерландский клуб АДО Ден Хааг и испанский «Атлетико Мадрид», в четвертьфинале уступил итальянскому «Милану» (0:1 и 1:1). Победа над испанцами и равная игра с итальянскими футболистами были достойными результатами для москвичей.
В сезоне 1973 года вместо Никиты Симоняна главным тренером вновь стал Николай Гуляев. При новом тренере в составе уверенно заиграли молодые, перспективные игроки: Прохоров, Булгаков, Минаев. Вместе с этим хорошую игру демонстрировали ветераны команды: Ловчев, Папаев, Ольшанский, Киселёв. В итоге по сравнению с предыдущим сезоном команда выступила удачно, заняв 4-е место и обеспечив себе участие в еврокубках.
Новый сезон «Спартак» начал хорошо, были обыграны тбилисское «Динамо», действующий чемпион СССР «Арарат» и динамовцы Киева. Однако в чемпионской гонке с киевлянами красно-белые оказались вторыми. Украинская команда уверенно завоевала первое место, «Спартак» же довольствовался серебряными медалями, что после нескольких неудачных сезонов являлось по меньшей мере приемлемым результатом. В кубковых турнирах спартаковцы выступили неудачно, в Кубке УЕФА проиграли в первом раунде югославскому «Вележу», а в Кубке СССР уступили в четвертьфинале ворошиловградской «Заре».
В 1975 году «Спартак» не сумел показать достойной игры и в итоге занял 10-е место в чемпионате. В Кубке страны спартаковцы также выступили неудачно, проиграв в 1/8 финала ташкентскому «Пахтакору». Однако в Кубке УЕФА красно-белые смогли продемонстрировать качественный футбол. Одолев шведский АИК, спартаковцы обыграли немецкий клуб «Кёльн» (2:0 и 1:0). В 1/8 финала москвичи встретились с итальянским «Миланом». Проиграв в гостях (0:4), спартаковцы фактически лишились шансов на продолжение борьбы в турнире. Одержав победу дома (2:0), красно-белые в итоге вылетели из розыгрыша.
В связи с переходом чемпионата на схему осень—весна в сезоне 1976 года было проведено два усечённых чемпионата (весна, осень). В 1976 году клуб впервые в своей истории покинул высший эшелон советского футбола. В начале сезона были сняты со своих постов главный тренер Николай Гуляев и начальник команды Николай Старостин. Новым главным тренером команды стал Анатолий Крутиков. Помимо кадровых изменений в руководстве команды, состав игроков также претерпел изменения. Ушли два голкипера, ключевой защитник Логофет завершил карьеру, Осянин получил травму, покинул команду Пискарёв. Новое руководство пригласило ряд новых футболистов, среди которых были Олег Романцев и Вагиз Хидиятуллин. В весеннем чемпионате «Спартак» занял 14-е место. В осеннем первенстве москвичи могли обеспечить себе спокойную жизнь и гарантировать место в высшей лиге, однако команда показывала отвратительную игру. В матче с «Зенитом» на своём поле красно-белые, ведя 1:0, проиграли 1:2. С «Черноморцем» спартаковцам было достаточно ничьей, однако нелепая ошибка Осянина позволила одесситам забить гол. После этой неудачи судьба «Спартака» оказалась в руках оформивших чемпионство московских торпедовцев. Однако в Ереване чемпион проиграл «Арарату» 0:1, при этом «Спартак», проиграв в Киеве 1:3, вылетел в первую лигу. В Кубке СССР команда выступила также неудачно, проиграв на ранней стадии симферопольской «Таврии».
Новый сезон команда начинала в первой лиге. Руководство команды поставило задачу вернуться в элитный дивизион. После провала 1976 года в команду вернулся Николай Старостин, который по предложению брата, Андрея Старостина, решился пригласить на должность главного тренера Константина Бескова. Новый тренер провёл «чистку» рядов. Николай Осянин завершил карьеру, ушли из команды Абрамов, Пилипко, Редин, Папаев и другие. В команду пришли 6 новых игроков, вернулся Михаил Булгаков, Александр Прохоров стал вновь основным голкипером. Также удачными приобретениями стали Шавло, Родионов, Ярцев. Перестроив команду практически полностью, Бесков принялся решать задачу выхода в высшую лигу. Первые игры сезона получились трудными, соперники с максимальным настроем играли против 9-кратного чемпиона страны. Затем последовали поражения от «Нистру» и «Кузбасса», задача выхода в высший дивизион осложнилась, после первого круга «Спартак» занимал лишь 5-е место. Однако во втором круге победы над главными конкурентами «Пахтакором» (3:1) и «Нистру» (5:3) позволили москвичам выйти на первое место. За два тура до окончания первенства в первой лиге «Спартак» обеспечил себе 1-е место, а следовательно, решил задачу выхода в высшую лигу.

### 1978—1991 годы
Сезон 1978 года в высшей лиге «Спартак» начал неудачно, после первых шести туров команда находилась на последнем месте. Долгое время ситуацию не удавалось исправить, ветеран команды Евгений Ловчев попросил руководство о переходе в московское «Динамо», мотивируя это тем, что больше не хочет играть в первой лиге. Также сдали нервы у основного голкипера Александра Прохорова: проведя ряд неудачных матчей, он попросил некоторое время не ставить его в ворота. Бескову пришлось привлекать молодого вратаря Рината Дасаева, который уверенно дебютировал в составе красно-белых. Также в 1978 году в команде дебютировал другой будущий мастер Федор Черенков. Команда начала набирать ход. Последовали победы, были обыграны «Пахтакор» (3:1), «Кайрат» (4:1) — в этих матчах все 7 мячей спартаковцев забил Георгий Ярцев. Во втором круге спартаковцы обыграли будущих чемпионы страны — динамовцев Тбилиси (2:1), — в итоге команда заняла 5-е место.
В начале 1979 года «Спартак» покинуло несколько ведущих игроков, ушёл ключевой полузащитник Гладилин, вратарь Прохоров, форвард Павленко. В середине сезона команду покинул Булгаков. Казалось, что, потеряв нескольких ключевых игроков, «Спартак» не сможет рассчитывать на многое в предстоящем сезоне. В начале сезона, несмотря на победу над принципиальным соперником киевским «Динамо», спартаковцы прочно обосновались в середине турнирной таблицы. Но затем команда стала набирать очки, в первую очередь благодаря «забивным» игрокам: Родионову, Гаврилову, Ярцеву, Шавло и молодому Черенкову. Первый круг «Спартак» завершил на 5-м месте. Второй круг спартаковцы начали, обыграв московское «Динамо» (2:1), после этого команда набрала хороший ход. Победа над «Локомотивом» со счётом 8:1 показала слаженность спартаковского коллектива. В этом матче хет-трик провёл лучший нападающий команды Ярцев, красивейший гол забил пришедший летом в команду Эдгар Гесс, мячи также забили Гаврилов и Черенков. 28 сентября «Спартак» встречался с лидером первенства и главным соперником киевским «Динамо». Уже на 10-й минуте Гаврилов открыл счёт, киевляне пытались отыграться, но великолепно действовал в воротах Ринат Дасаев. В конце матча спартаковцам удалось реализовать контратаку, на 81-й минуте мяч в сетку украинской команды отправил Ярцев. «Спартак» возглавил турнирную таблицу, однако затем последовали 2 ничьи, которые не принесли спартаковцам очков (регламент чемпионата страны устанавливал лимит на ничьи — команде разрешалось сыграть 8 матчей вничью, остальные ничейные результаты не приносили очков). В последнем туре, чтобы оформить чемпионство, спартаковцам необходимо было побеждать в Ростове-на-Дону. В начале матча спартаковцы забили 2 гола, однако затем Дасаев получил травму, вышедший на поле молодой вратарь Прудников не вошёл в игру, пропустив гол — 2:1. Во втором тайме команды обменялись голами, в итоге победа «Спартака» 3:2. Красно-белые заслуженно стали чемпионами страны спустя всего лишь 2 сезона после возвращения из первой лиги.
В начале сезона 1980 года спартаковцам удалось сохранить чемпионский состав. Однако начало чемпионата было откровенно неудачным для красно-белых: ничья с «Черноморцем» (0:0) и проигрыш СКА (1:2). Но затем коллектив Бескова провёл 13-матчевую беспроигрышную серию, в этих матчах в упорнейшей борьбе были обыграны автозаводцы и киевские динамовцы. «Спартак» шёл на втором месте, отставая от лидера киевского «Динамо» на 1 очко. Матч в Ленинграде против «Зенита» спартаковцы сыграли вничью (1:1), после этого, чтобы возглавить турнирную таблицу, красно-белым необходимо было побеждать в Киеве. Но в матче против «Динамо» спартаковцы были слабее киевлян и проиграли 0:2. Спартаковцы заняли 2-е место. В Кубке СССР спартаковцы проиграли в полуфинале донецкому «Шахтёру». Также после долгого перерыва москвичи вернулись в розыгрыш Кубка европейских чемпионов. На первой стадии красно-белые довольно легко побеждают чемпиона Люксембурга «Женесс», в 1/8 финала попадают на чемпиона Дании «Эсбьерг». В первом матче дома спартаковцы уверенно победили 3:0, в гостях у красно-белых возникли трудности, однако приемлемый счёт отстоять удалось — 0:2. После чего «Спартак» вышел в четвертьфинал, где его соперником стал грозный «Реал Мадрид».
В марте 1981 года состоялись матчи с «Реалом». На своём поле спартаковцы сумели добиться ничьей, однако в Мадриде сильнее оказалась испанская команда — 0:2. Также перед стартом чемпионата СССР в команде произошли изменения. Константин Бесков пригласил Сергея Швецова, Сергея Крестененко, Владимира Сочнова, Владимира Сафроненко. В ЦСКА ушёл Вагиз Хидиятуллин, в «Локомотив» — Георгий Ярцев, также стан «красно-белых» покинули ещё ряд игроков. Весной 1981 года «Спартак» вышел в финал Кубка СССР, в котором его ждало противостояние с ростовским СКА. «Спартак» на протяжении всего матча атаковал, не были реализованы многие моменты у ворот ростовчан, Мирзоян не забил пенальти. А в одной из редких контратак армейцы сумели забить гол, который оказался победным. «Спартак», имея подавляющее преимущество над соперником, не сумел выиграть Кубок страны. В стартовавшем чемпионате страны спартаковцы не смогли составить достойную конкуренцию киевскому «Динамо». Как и в прошлом году, красно-белые завоевали серебряные медали чемпионата страны. Также осенью москвичи начали выступления в Кубке УЕФА, первый соперник был пройден легко — дома и в гостях был повержен бельгийский «Брюгге». В 1/16 финала, против немецкого «Кайзерслаутерна» в Москве спартаковцы одержали победу 2:1, однако в ФРГ были повержены со счётом 0:4 и завершили свою европейскую кампанию в том сезоне.

Памятник погибшим 20 октября 1982 года в Лужниках

В сезоне 1982 года команду пополнили Евгений Кузнецов, вернувшийся Владимир Букиевский, а также ряд других футболистов, которые не смогли закрепиться в составе. Несколько футболистов покинули команду: Виктор Самохин отправился в ЦСКА, Евгений Сидоров в ростовский СКА, Сафроненко и Крестененко в «Локомотив». Новый сезон красно-белые начали неуверенно, ничья с «Зенитом» и поражение от минского «Динамо» отрицательно сказались на турнирном положении команды. Затем последовали победы над московским «Динамо», ЦСКА и «Кубанью». Однако затем снова в игре спартаковцев последовал спад. Вскоре спартаковцам удалось наладить игру и одержать ряд ярких побед, среди которых был и разгром «Нефтчи» (5:0). Однако неудачные игры с «Пахтакором», «Черноморцем» и «Араратом» не позволили красно-белым включиться в чемпионскую гонку. В итоге команда заняла третье место, завоевав бронзовые медали. Также в 1982 году «Спартак» принял участие в розыгрыше очередного Кубка УЕФА, уже в 1/32 финала красно-белым достался лондонский «Арсенал». В первом матче в Москве «Спартак» одержал волевую победу 3:2, проигрывая по ходу матча 0:2. В ответном матче в Лондоне спартаковцы продемонстрировали великолепный футбол, разгромив соперника 5:2. В следующем раунде спартаковцам достался голландский клуб «Харлем». 20 октября 1982 года в Лужниках состоялся первый матч, закончившийся трагедией. Тот день выдался на редкость морозным (-10°С). Счёт был 1:0 в пользу «Спартака», когда часть болельщиков, довольно замёрзших к тому времени, в конце матча начала покидать стадион, торопясь первыми попасть на метро. После падения одной из болельщиц на лестнице № 1 трибуны «С» в подтрибунном пространстве «Лужников» началась давка. В это время на поле, всего за несколько секунд до конца встречи, Швецов провёл ещё один гол в ворота голландского клуба. В результате той давки погибли 66 болельщиков. Ещё 61 человек был ранен. В ответной игре «Спартак», одержав победу (3:1), вышел в следующий раунд где соперником красно-белых стала испанская «Валенсия». По итогам двух встреч сильнее оказались испанские футболисты (0:0 и 0:2).
В 1983 году «Спартак» в первенстве страны стартовал неудачно. После первого круга красно-белые занимали лишь 9-е место. Отсутствие результатов в первом круге во многом объяснялось травмами лидеров: Романцева, Гесса, Родионова, Швецова. Второй круг спартаковцы провели просто блестяще, не проиграв ни одной встречи на протяжении 14 туров. Однако москвичи неожиданно проиграли минскому «Динамо» (0:2) и перед последним туром отставали от лидера днепропетровского «Днепра» на 2 очка. По иронии судьбы, в последнем туре спартаковцам предстоял выезд именно в Днепропетровск, и в случае победы они получали шанс на золотой матч. В обоюдоострой игре команды сумели поразить ворота друг друга 6 раз. Итоговый счёт 4:2 в пользу украинской команды позволил «Спартаку» завоевать лишь серебряные медали. В Кубке УЕФА после уверенной победы над финским клубом ХИК спартаковцам предстояли матчи с английской «Астон Виллой». В Москве команды сыграли 2:2, что делало шансы на выход в следующий круг более предпочтительным для английской команды. В ответном матче в Бирмингеме спартаковцы, показав достойный футбол, сумели обыграть соперника 2:1. В 1/8 финала спартаковцы выбили из розыгрыша голландскую «Спарту». Однако в четвертьфинале европейская кампания 1983/1984 для спартаковцев закончилась, команда проиграла бельгийскому «Андерлехту».
Сезон 1984 года команда начала удачно, не проиграв ни разу в первых девяти турах. Однако затем последовали поражения от «Черноморца» (0:1) и СКА (1:6). Но потом команда уверенно продолжила поход за золотыми медалями чемпионата, были обыграны минское и киевское «Динамо», «Зенит». Однако неудачная серия в концовке чемпионата снова не позволила спартаковцам завоевать первое место в первенстве СССР. В Кубке УЕФА «Спартак», довольно легко пройдя датский «Оденсе» и «Локомотив» из ГДР, уступил по сумме двух игр западногерманскому «Кёльну».
В начале 1985 года состав команды претерпел некоторые изменения. Первенство страны москвичи начали с побед над СКА, «Факелом» и действующим чемпионом «Зенитом». Однако затем последовала целая череда ничейных матчей, в которых спартаковцы забили в ворота соперников всего лишь 3 мяча. Но вскоре спартаковские игроки Гаврилов и Кузнецов, которых критиковал Бесков, принялись изрядно забивать, кроме них хорошую форму набрал новичок команды Рудаков, перебравшийся в состав красно-белых из «Шинника». Именно эти игроки прекрасно выглядели в матчах с «Черноморцем» и «Торпедо». Во встрече с главными конкурентами в борьбе за золото, киевскими динамовцами, «Спартак» проиграл — 0:2. Красно-белые отстали от киевлян, однако уверенно шли на втором месте, одерживая уверенные победы над «Металлистом», московским «Динамо» и «Днепром». Казалось, в этом сезоне «Спартак» наконец завоюет золотые медали чемпионата страны. Однако сверхлимитная ничья с «Кайратом» (4:4), домашнее поражение от киевских динамовцев (1:2) и проигрыш московским динамовцам поставили крест на чемпионских амбициях красно-белых. Третий раз подряд москвичи стали обладателями серебряных медалей. В Кубке УЕФА москвичи довольно уверенно обыграли финский ТПС, затем бельгийский «Брюгге». В 1/8 финала спартаковцы не смогли одолеть французский «Нант» и завершили сезон 1985 года.
Сезон 1986 выдался для «Спартака» довольно неоднозначным: после трети чемпионата команда шла на последнем месте в турнирной таблице, изменениям подвергся состав команды (её покинули ветераны Юрий Гаврилов и Сергей Шавло, уровень игры которых перестал устраивать Бескова). Однако постепенно команда обретала новый костяк, а в роли её лидера выступал опытный Сергей Родионов, в итоге по ходу сезона игра красно-белых значительно улучшилась и они сумели завоевать бронзовые медали первенства, отстав от ставшего чемпионом киевского «Динамо» всего на два очка. В Кубке УЕФА «Спартак» дошёл до третьего раунда, где в упорной борьбе уступил австрийскому клубу «Сваровски-Тироль».
Следующий сезон, 1987 года, ставший 50-м чемпионатом СССР, закончился для «Спартака» триумфом: команда впервые за восемь лет смогла завоевать золотые медали. «Спартак» установил уникальное достижение, оставаясь лидером чемпионата с первого до последнего тура, несмотря на это упорная борьба с главным преследователем «Днепром» велась до последнего тура, очная встреча этих команд завершилась со счётом 1:1. Судьба чемпионства решалась в матче 30-го тура против аутсайдера чемпионата «Гурии». Победный «золотой» гол в ворота грузинской команды провёл опытный Фёдор Черенков с подачи 18-летнего полузащитника Александра Мостового за пять минут до окончания матча.
1988 год стал последним годом Бескова в «Спартаке», этот сезон не принёс команде каких либо успехов: впервые за десять лет красно-белые оказались за пределами первой тройки, а внутри команды случился разлад между Бесковым и группой ветеранов, на сторону которых встал Николай Старостин, а Андрей Старостин, друживший с Бесковым и гасивший все ссоры того со своим старшим братом, к тому времени уже умер (в октябре 1987 года). В результате в межсезонье Бесков был отправлен в отставку. Несмотря на не самый удачный сезон для «Спартака», капитан команды Ринат Дасаев, который был основным голкипером сборной СССР нам Евро-1988, был признан лучшим вратарём мира по версии МФФИИС.
В 1989 году пост главного тренера «Спартака» занял бывший капитан команды 35-летний Олег Романцев, кандидатуру которого поддержали все игроки. В межсезонье команду покинули отправившиеся играть за границу многолетние лидеры Ринат Дасаев и Вагиз Хидиятуллин, а по ходу сезона во Францию уехал Александр Бубнов. Романцев провёл кампанию по возвращению в команду бывших «спартаковцев», среди которых был вратарь Станислав Черчесов, ставший преемником Дасаева (и впоследствии лучшим голкипером первенства). Вопреки ожиданиям «Спартаку» в сезоне 1989 года удалось стать чемпионом, вырвав победу со счётом 2:1 в решающем матче против киевского «Динамо», победный мяч в ворота киевлян ударом со штрафного забил Валерий Шмаров. По ходу всего сезона лидерами команды были опытные Фёдор Черенков и Сергей Родионов (ставший лучшим бомбардиром чемпионата). В других турнирах «Спартаку» успеха добиться не удалось, он на ранних стадиях вылетел из Кубка СССР и Кубка УЕФА, уступив в двухматчевом противостоянии немецкому «Кёльну».
В 1990 году в советском первенстве «Спартак» выступил неудачно, сложив чемпионские полномочия. Команда до последнего претендовала на попадание в призёры, однако на завершающем отрезке первенства потеряла много очков и завершила сезон лишь на пятом месте. Кроме того, в этом году команду покинули её многолетние лидеры Родионов и Черенков. Постепенно в «Спартаке» на заметные роли вышли Александр Мостовой, Игорь Шалимов, молодой Валерий Карпин. Именно в этом сезоне красно-белые добились самого большого успеха в еврокубках, дойдя до полуфинала Кубка европейских чемпионов. На пути к этой стадии «Спартаку» удалось выбить в серии послематчевых пенальти чемпиона Италии «Наполи» (за который в то время играл Диего Марадона), а также многократного обладателя трофея «Реал Мадрид» (одолев его на выезде со счётом 3:1 после нулевой ничьи в Москве). В полуфинале подопечным Романцев противостоял французский «Олимпик Марсель», который в обоих матчах обыграл «Спартак» (со счётом 3:1 и 2:1 соответственно) и вышел в финал турнира.
Последний в истории СССР чемпионат «Спартак» начал в заметно обновлённом составе, несмотря на это команда сумела завоевать серебряные медали первенства, лишь на два очка отстав от ставшего чемпионом ЦСКА. Однако спартаковцам удалось взять реванш у ЦСКА, выиграв последний трофей в истории советского футбола — Кубок СССР—СНГ в 1992 году. Финальный матч закончился со счётом 2:0 в пользу «Спартака», а дублем в ворота армейцев отметился 18-летний Владимир Бесчастных.

### «Золотая» эпоха Олега Романцева (1992—2003)
После распада СССР «Спартак» занял лидирующие позиции в российском футболе, команду продолжал возглавлять Олег Романцев (который с 1993 года являлся также президентом клуба). Уже в 1992 году «красно-белые» стали первыми чемпионами России, последними обладателями Кубка СССР (в финале со счётом 2:0 были обыграны принципиальные соперники — ЦСКА). С этого сезона в команде появился Андрей Тихонов — будущая легенда клуба. Следующий сезон вновь стал чемпионским для «Спартака», а помимо этого подопечные Олега Романцева дошли до полуфинала Кубка обладателей кубков, где уступили бельгийскому «Антверпену». В сезоне 1994 «красно-белые» сделали золотой дубль, в третий раз подряд взяв золото чемпионата России и впервые в истории завоевав Кубок России (в финале в серии пенальти вновь был повержен ЦСКА). На следующий год «Спартак» откатился на 3-е место в чемпионате, пропустив вперёд себя «Спартак-Аланию» и московский «Локомотив».

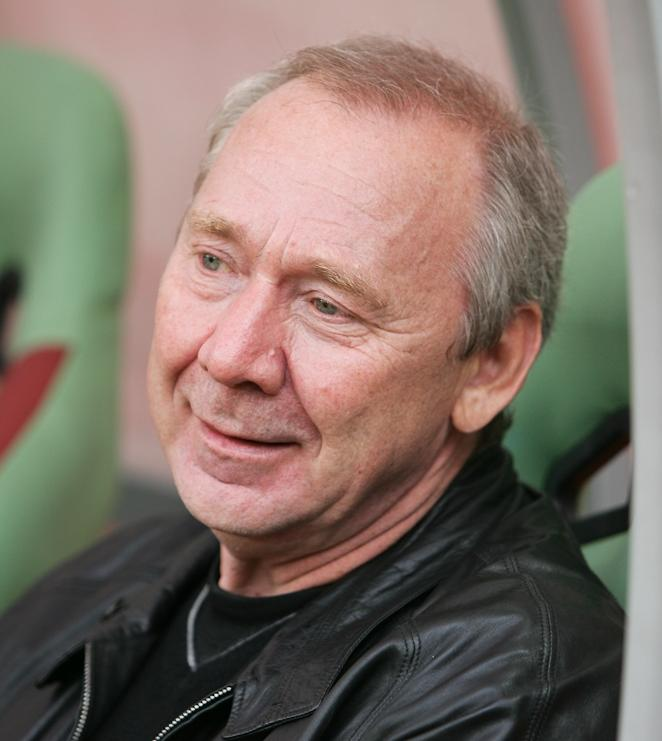
Олег Романцев — самый успешный тренер в истории «Спартака»

В 1996 году пост главного тренера занял Георгий Ярцев (Олег Романцев остался президентом клуба, однако уже через год вновь занял должность главного тренера). После этого «Спартак» выдал самый яркий отрезок в истории: шесть раз подряд (с 1996 по 2001 год) становился чемпионом России. Особенно удачным получился сезон 1998: команда сумела выиграть дубль, завоевав ещё и Кубок России (в финальном матче благодаря голу Тихонова был повержен «Локомотив»), а также дошла до полуфинала Кубка УЕФА. На пути к финалу у «красно-белых» встал будущий победитель турнира — итальянский «Интер». В 1995 году за «Спартак» дебютировал будущий капитан команды Егор Титов. В этот период помимо Тихонова и Титова важнейшими игрокам для команды были Александр Филимонов, Дмитрий Аленичев, Илья Цымбаларь, Дмитрий Хлестов и многие другие яркие футболисты.
1 марта 2000 года генеральным спонсором команды стала нефтяная компания «Лукойл». Контракт был заключён на три года.
С началом XXI века у команды начался кризис: в 2002 году обладателем контрольного пакета акций «Спартака» и его президентом стал Андрей Червиченко. В сезоне 2002/03 «Спартак» провёл худшую еврокубковую кампанию, уступив на групповом этапе Лиги чемпионов во всех шести матчах со счётом 1:18. Сезон 2003 «красно-белые» завершили на 10-м месте, единственным светлым пятном в сезоне стала победа в Кубке России: в финальном матче благодаря единственному голу Титова был обыгран «Ростов». Этот матч стал последним для Олега Романцева, который был уволен из-за конфликта с Червиченко. После его отставки в команде началась тренерская чехарда: ненадолго пост главного тренера занимали Андрей Чернышов, Владимир Федотов, итальянский специалист Невио Скала. Помимо этого, начался массовый приход легионеров и игроков из разнообразных команд, одно время их насчитывалось 60.

### Леонид Федун и трофейная «засуха» (2004—2014)
Весной 2004 года Червиченко продал контрольный пакет акций «Спартака» вице-президенту «Лукойла» Леониду Федуну, с приходом которого результаты команды стали улучшаться. После Евро-2004 пост главного тренера «Спартака» занял Александр Старков, в качестве капитана команды был возвращён легендарный полузащитник Дмитрий Аленичев. Сезон 2004 ему спасти не удалось (команда заняла 8-е место в чемпионате), однако уже на следующий год «Спартак» занял второе место в чемпионате. В апреле 2006 года между капитаном и главным тренером произошёл конфликт: в своём интервью Аленичев подверг резкой критике работу Старкова. Руководство клуба встало на сторону тренера и приняло решение отчислить недовольного футболиста, болельщики же в большинстве своём в этом вопросе поддержали Аленичева. Закончился конфликт тем, что «Спартак» покинули оба: Аленичев завершил карьеру футболиста, а Старков был уволен. Уже под руководством нового тренера Владимира Федотова «Спартак» второй год подряд завоевал серебряные медали первенства, лишь по дополнительным показателям уступив первое место ЦСКА (оба коллектива набрали по 58 очков). В Кубке России «красно-белые» дошли до финала, но и там остались лишь вторыми, с крупным счётом (0:3) уступив всё тому же ЦСКА. Но после неплохого отрезка у «Спартака» вновь наступили не лучшие времена. Не доработав до конца сезона 2007, после серии неудачных матчей Федотов был уволен. Ему на смену пришёл бывший вратарь и капитан команды Станислав Черчесов. Вторую часть сезона команда провела, до последнего борясь за чемпионство, и лишь в последнем туре уступив его «Зениту», став серебряным призёром первенства в третий раз подряд.

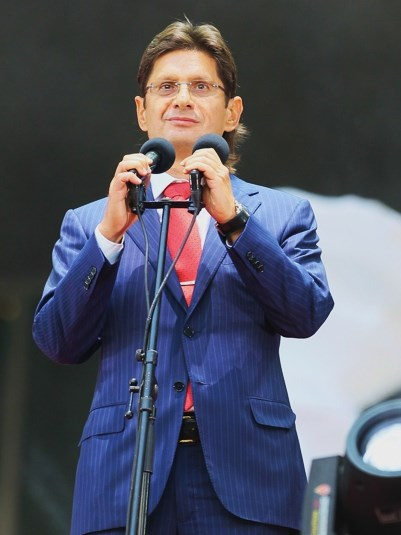
Леонид Федун — один из владельцев «Спартака» с 2004 года

Неприятности начались в 2008 году. Первую часть чемпионата «Спартак» выступал крайне нестабильно, а в 13-м туре «красно-белые» на своём поле были разгромлены самым принципиальным соперником ЦСКА со счётом 1:5. После этого по инициативе Черчесова в дубль были отправлены ведущие игроки команды Егор Титов и Максим Калиниченко (впоследствии оба покинули клуб). Это решение вызвало негодование болельщиков клуба, которые стали требовать отставки главного тренера Черчесова и генерального директора Сергея Шавло. В августе Шавло оставил свой пост, новым генеральным директором «Спартака» стал Валерий Карпин. Тем временем в квалификации Лиги чемпионов «Спартак» встречался с ещё одним принципиальным соперником — киевским «Динамо». По итогам противостояния российский коллектив покинул турнир, уступив в обоих матчах с одинаковым счётом 1:4. После этого покинул клуб и Станислав Черчесов. Следующим рулевым «Спартака» стал датчанин Микаэль Лаудруп, однако спасти сезон ему не удалось — команда закончила турнир на 8-м месте. Не получилось у Лаудрупа наладить игру и на старте следующего сезона, и уже в апреле 2009 года он был уволен, а главным тренером команды стал Валерий Карпин, сохранивший за собой и пост генерального директора. На определённое время Карпину удалось наладить игру команды, и в сезоне 2009 «Спартак» сумел завоевать серебряные медали чемпионата. В следующем году «Спартак» несколько снизил обороты и занял лишь четвёртое место, но довольно удачно выступил в Лиге Европы, где дошёл до четвертьфинала, уступив там «Порту». В Кубке России подопечные Карпина дошли до полуфинала, где в серии пенальти уступили ЦСКА (основное и дополнительное время завершилось со счётом 3:3). Переходный сезон («весна — осень — весна») 2011/12 «Спартак» вновь завершил на втором месте, лишь в последний момент обогнав ЦСКА и «Динамо» (Москва). После этого было решено, что Карпин оставит пост главного тренера, оставаясь при этом генеральным директором команды.
Новым главным тренером команды был назначен испанский специалист Унаи Эмери, хорошо зарекомендовавший себя по работе с «Валенсией». Первые матчи под его руководством «Спартак» провёл уверенно, ненадолго возглавив турнирную таблицу чемпионата, а также вышел в групповой этап Лиги чемпионов, пройдя в квалификации турецкий «Фенербахче». Однако потом результаты команды стали стремительно ухудшаться, «красно-белые» опустились в середину турнирной таблицы, а в Лиге чемпионов заняли в группе последнее место. Помимо этого у Эмери наметился конфликт с русскоязычными игроками команды. После поражения от «Динамо» со счётом 1:5 нападающий команды Артём Дзюба назвал Эмери «тренеришкой». На следующий день после этого поражения испанец был уволен, а пост главного тренера вновь занял Карпин. Пост генерального директора клуба занял Роман Асхабадзе. Карпину вновь удалось наладить игру команды, «Спартак» остался в шаге от попадания в призёры. Перед стартом нового сезона Карпину была поставлена задача выиграть один из трёх возможных турниров, в которых участвует «Спартак». Однако поставленная задача была провалена, и в марте 2014 года Карпин был уволен, исполняющим обязанности главного тренера был назначен Дмитрий Гунько, но ему не удалось вывести команду из кризиса. Сезон «Спартак» завершил на 6-м месте.

### «Открытие Арена» и Массимо Каррера (2014—2018)

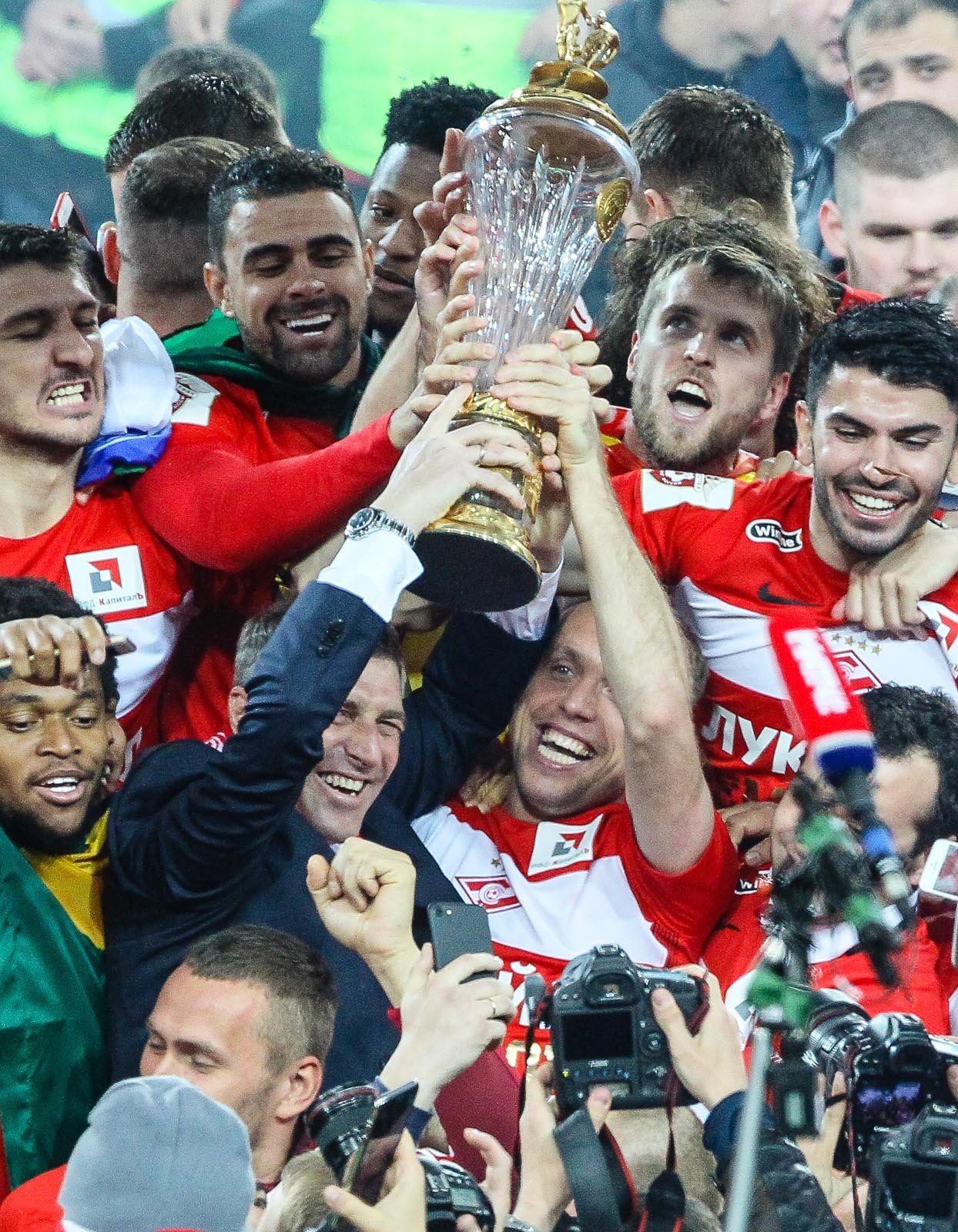
Под руководством Массимо Карреры «красно-белые» выиграли чемпионат России впервые за 16 лет

В сезоне 2014/15 руководство «Спартака» вновь предприняло попытку пригласить на пост главного тренера иностранца. На этот раз им стал швейцарец Мурат Якин. 5 сентября 2014 года состоялось открытие нового стадиона «Спартака» «Открытие Арена», в матче открытия стадиона «красно-белые» сыграли вничью 1:1 с сербским клубом «Црвена звезда» (первый гол на новом стадионе забил Дмитрий Комбаров). В чемпионате «Спартак» вновь занял 6-е место. По окончании сезона Леонид Федун заявил, что покидает пост председателя совета директоров клуба. Покинули клуб также Якин и генеральный директор Асхабадзе. Ведущие посты в «Спартаке» заняли Сергей Родионов (генеральный директор) и Дмитрий Аленичев (главный тренер). В тренерский штаб вошли бывшие игроки «Спартака» — Егор Титов (помощник главного тренера) и Дмитрий Ананко (помощник главного тренера). Единственный сезон 2015/16 под руководством Аленичева «Спартак» завершил на 5-м месте и квалифицировался в Лигу Европы.
Перед сезоном 2016/17 вместо Ананко помощником Аленичева стал итальянский тренер Массимо Каррера. 4 августа «Спартак» в конце домашнего ответного матча третьего квалификационного раунда Лиги Европы пропустил гол от кипрского клуба АЕК, что привело к поражению команды и вылету из еврокубков. АЕК перед началом сезона занимал 280-е место в рейтинге УЕФА. Аленичев охарактеризовал произошедшее позором и на следующий день подал в отставку. Место главного тренера занял Каррера. Под его руководством «Спартак» захватил лидерство в чемпионате уже с 4-го тура. Первый круг чемпионата «Спартак» уверенно завершил на первом месте, опережая ближайшего преследователя на 6 очков. В весенней части первенства подопечные Карреры поочередно обыграли своих главных преследователей — «Зенит» и ЦСКА (нанеся красно-синим первое поражение на новой арене) с одинаковым счётом 2:1 и практически гарантировали себе чемпионство. Официально это произошло в рамках 27-го тура чемпионата, после того как «Спартак» одолел с минимальным счётом «Томь» (победный гол с пенальти забил Квинси Промес), а на следующий день «Зенит» с таким же счётом уступил «Тереку», после этого отрыв красно-белых от ближайшего преследователя стал десять очков. Таким образом «Спартаку» удалось выиграть первое за 16 лет чемпионство и прервать 13-летнюю серию без трофеев.

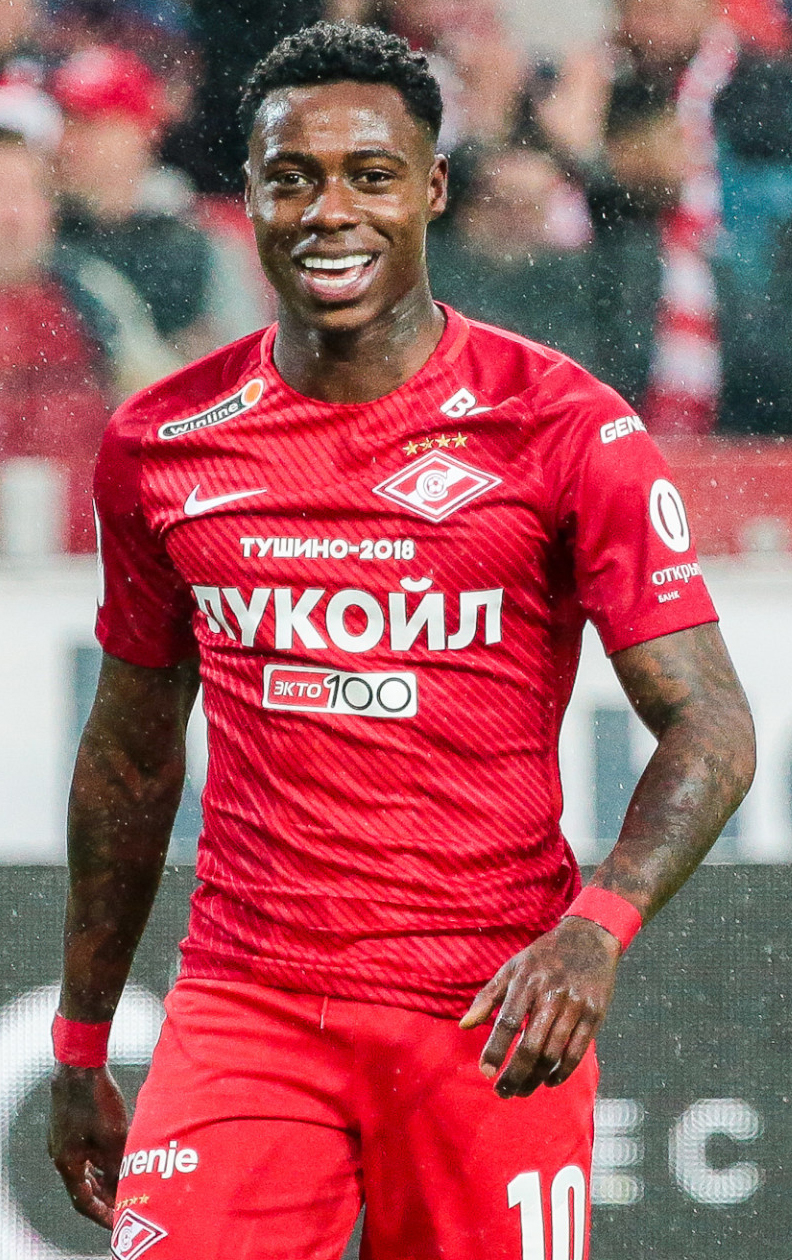
Квинси Промес — самый результативный легионер в истории «Спартака»

В Суперкубке России соперником был московский «Локомотив». В основное время матча голов забито не было, а в дополнительное сильнее оказался «Спартак» (голы забили Квинси Промес и Луис Адриано) — 2:1. Таким образом, «Спартак» впервые завоевал Суперкубок России.
Сезон 2017/18 в чемпионате в 4-м, 6-м и 7-м турах «Спартак» потерпел три поражения от основных конкурентов — «Зенита», ЦСКА и «Локомотива», в 8-м туре — нулевая ничья с футбольным клубом «СКА-Хабаровск» (дебютант чемпионата). С 8 тура у «Спартака» началась беспроигрышная серия в матчах чемпионата, которая продлилась до 25 тура, при этом с 16-го по 20-й туры «Спартак» одержал 5 побед подряд. Эта беспроигрышная серия в 18 матчей и выигрышная серия в 5 матчей стали рекордными среди всех клубов в сезоне. После этой серии последовали три поражения подряд, одно из которых было в Кубке России от «Тосно». В последнем туре «Спартак» потерпел домашнее поражение от московского «Динамо» (0:1) и уступил второе место ЦСКА. Лучшим бомбардиром «Спартака» и всего чемпионата стал Квинси Промес.
После продажи Квинси Промеса в испанскую «Севилью» в игре «Спартака» наступил кризис. В первых девяти матчах без Промеса клуб одержал всего две победы. Помимо этого, в «Спартаке» случился скандал с отстранением капитана Дениса Глушакова и защитника Андрея Ещенко от основного состава команды. Специалисты утверждали о том, что Каррера потерял контроль над командой, и отставка тренера неизбежна. 21 октября 2018 года «Спартак» проиграл дома «Арсеналу» 2:3, после чего Каррера был уволен. Совет директоров отметил, что «результаты и игра команды в нынешнем сезоне показали, что тенденции к улучшению нет», и это на фоне итогов прошлого сезона, которые «были признаны неудовлетворительными: ни одна из поставленных задач не была выполнена» и поблагодарил Карреру.
23 октября объединение болельщиков «Фратрия» распространило заявление, в котором выразило «категорическое несогласие» с принятым решением об увольнении, не согласившись ни с сутью решения, ни с формой его принятия. «Фратрия» также потребовала отстранить Глушакова от матчей основы.

### Тренерство Олега Кононова (2018—2019)

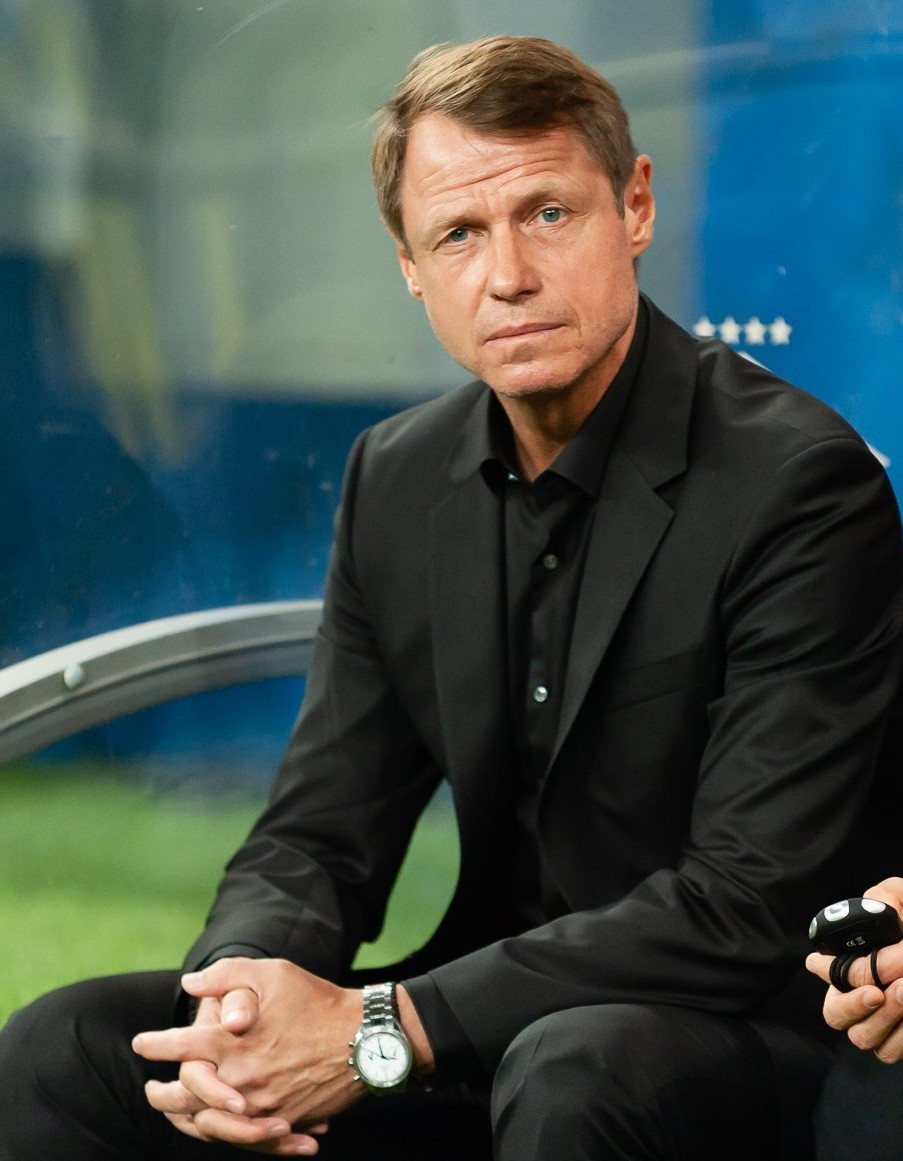
Олег Кононов

12 ноября 2018 года Кононов был назначен главным тренером «Спартака», к команде присоединились Сергей Кузнецов, Даниэл Тудор, Михаил Кожевников, Сантьяго Суарес, Стергиос Фотопулос, которые до этого были в штабе тульского «Арсенала», а также Рамиль Шарипов, который был в штабе Карреры. «Спартак» до зимней паузы в чемпионате одержал три победы, а в Лиге Европы проиграл два матча, заняв последнее место в группе. 18 декабря Сергей Родионов покинул пост генерального директора «Спартака» по собственному желанию и был назначен спортивным директором клуба. В январе 2019 года «Спартак» выиграл товарищеский турнир Кубок «Матч Премьер». 26 апреля совет директоров «Спартака» удовлетворил просьбу вице-президента Наиля Измайлова и Сергея Родионова об отставке. В оставшейся части чемпионата «Спартак» 6 раз победил, 3 раза сыграл вничью и 4 раза проиграл и вылетел из Кубка страны. 14 мая футбольный агент Томас Цорн стал новым генеральным директором «Спартака», а также главой спортивного отдела клуба. В 30-м туре «Спартак» проиграл на выезде «Оренбургу» (0:2), команда заняла 5-е место, что дало ей право в сезоне 2019/20 сыграть в Лиге Европы, начав с 3-го квалификационного раунда. При этом победа давала бы им выход сразу в групповой этап, но в итоге их обошёл ЦСКА. В ходе совета директоров, проходивший 28 мая, было сказано о том, что выступление основной команды во всех турнирах было признано неудовлетворительным.
Летом 2019 года команду покинули ряд лидеров, включая защитника Сальваторе Боккетти, полузащитников Фернандо и Дениса Глушакова, а также форвардов Луиса Адриано и Зе Луиша. На смену им были приобретены менее опытные хавбеки Алекс Крал и Гус Тил, а также нападающие Эсекьель Понсе и Джордан Ларссон. 27 июля «Спартак» в гостевом матче 3-го тура в Саранске проиграл дебютанту лиги «Тамбову» 0:2, при этом, практически на протяжении всего матча звучали кричалки болельщиков «Спартака» с требованиями отставки Олега Кононова и возвращения Массимо Карреры. 29 августа «Спартак» завершил выступления в Лиге Европы, проиграв «Браге» в раунде плей-офф 0:1 в гостях, 1:2 дома). 20 сентября «Спартак» в гостях потерпел 4-е подряд поражение, на этот раз от «Уфы» (0:1). 29 сентября 2019 был проигран матч против «Оренбурга» (1:2), при этом «Спартак» последние 20 минут матча провёл в большинстве, но так и не смог ничего сделать, это стало уже 4 подряд поражение в рамках РПЛ, что не случалось с 2010 года. После матча Кононов подал в отставку и она была принята советом директоров. По опросу пользователей издания «Sports.ru» Кононов был признан худшим тренером в истории «Спартака». После его ухода обязанности главного тренера исполнял Сергей Кузнецов, ранее работавший помощником специалиста.

### Омолаживание команды и Доменико Тедеско (2019—2021)

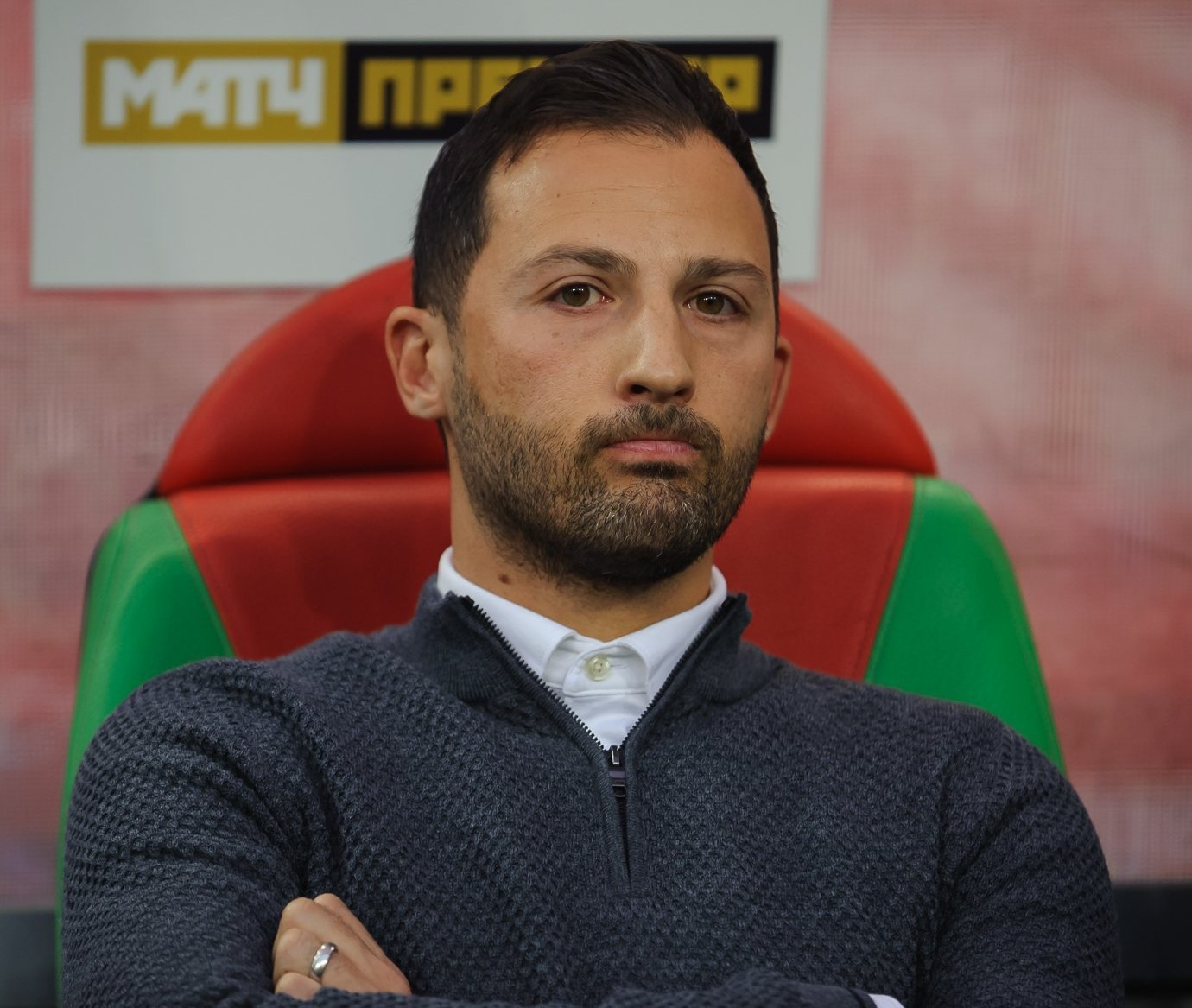
Доменико Тедеско

14 октября 2019 года был назначен новый главный тренер «Спартака», им стал 34-х летний Доменико Тедеско, он первый немецкий специалист во главе клуба. Контракт был рассчитан до лета 2021 года. В штаб также вошли Андреас Хинкель и Макс Урванчки. Первый матч Тедеско провёл 19 октября 2019 года в 13-м туре чемпионата России 2019/20 против «Рубина» (0:0). Первую победу одержал 27 октября в гостевом матче 14-го тура в дерби с «Локомотивом» (3:0), в этом матче Тедеско использовал схему с тремя центральными защитниками. 8 февраля 2020 года «Спартак» выиграл товарищеский турнир Кубок «Париматч» Премьер. 14 марта 2020 года в гостевом матче 22-го тура чемпионата России против «Оренбурга» (3:1) «Спартак» вышел на матч самым молодым составом для команды в XXI веке. В чемпионате клуб занял 7-е место, а в Кубке России дошёл до полуфинала, где уступил «Зениту» (1:2).
— Меня поддерживать не надо! Я завтра объявлю, что мы снимаемся с чемпионата. Пусть играют без нас.
– Серьёзно?
– Да. Можете так и написать. В этой клоунаде, которую устроили, я участвовать не хочу. И тратить деньги тоже. Не нужен «Спартак», значит, не нужен!
 7 июля 2020 года клуб сообщил о том, что совет директоров принял решение отправить генерального директора Томаса Цорна в отставку. 10 июля «Спартак» объявил о назначении Шамиля Газизова на пост генерального директора клуба. Во время летнего трансферного окна «красно-белые» подписали контракты с нападающим Александром Кокориным и полузащитником Остоном Уруновым. На правах аренды ушли нападающие Георгий Мелкадзе и Александр Руденко, а также полузащитники Александр Ломовицкий и Артём Тимофеев. Также перед закрытием трансферного окна у «Челси» был арендовал полузащитник Виктор Мозес.
9 августа 2020 года «Спартак» начал новый сезон домашним матчем с «Сочи» (2:2), в котором случился очередной судейский скандал, которые длились с концовки прошлого сезона. Арбитр этой встречи Василий Казарцев поставил два спорных пенальти. После матча руководитель судейского департамента Виктор Кашшаи завил, что пенальти на 88-й минуте матча назначен ошибочно, а также арбитр матча Казарцев отстранён от судейства и он вместе с судьёй ВАР Алексеем Еськовым пройдёт проверку на полиграфе. 12 августа Леонид Федун выступил с заявлением, в котором сообщил, что «Спартак» продолжает выступление в чемпионате России, однако в случае продолжения судейской травли команда готова покинуть футбольное поле. 29 августа «Спартак» обыграл тульский «Арсенал» (2:1) и ушёл на двухнедельную паузу в чемпионате России в качестве лидера, красно-белые возглавили турнирную таблицу по итогам тура впервые с 21 мая 2017 года, когда стал чемпионом. Период без лидерства составил 1197 дней.
26 ноября на пост спортивного директора вернулся Дмитрий Попов. 5 декабря «Спартак» в домашнем матче разгромил «Тамбов» (5:1), в этом матче «дубли» оформили Джордан Ларссон и Эсекьель Понсе, двух «дублей» за матч у спартаковцев не было семь лет (последний раз подобное случалось в декабре 2013 года), также «Спартак» забил пять мячей в чемпионате России впервые за семь лет. 8 декабря было объявлено об уходе Газизова с поста генерального директора спустя 151 день после назначения. 16 декабря после гостевого матча 19-го тура против «Зенита» (1:3) Доменико Тедеско заявил, что не будет продлевать контракт со «Спартаком» и покинет его в мае 2021 года.
Это было очень сложное решение для меня. Я горд быть тренером такого огромного клуба, всегда буду гордиться этим. Но ситуация с коронавирусом… У нас полный локдаун в Германии, я хочу быть ближе к семье. Ситуация изменилась. Когда я подписывал контракт, границы были открыты, мы могли видеться с семьёй, но сейчас ситуация изменилась. Это главная причина, по которой я принял такое решение. Это самое сложное решение в моей карьере. «Спартак» для меня семья, я верю в наших игроков.— сказал Тедеско на пресс-конференции после матча с «Зенитом».
25 декабря «Спартак» выступил с заявлением, в котором рассказали, что клуб выражает полную поддержку Доменико Тедеско и заявляет о желании продолжить сотрудничество с ним до мая 2021 года, в свою очередь Тедеско заявил, что он полностью мотивирован и ждёт возобновления сезона. Первым зимним трансфером «красно-белых» стал нидерландский полузащитник Йоррит Хендрикс. В аренду отправились Максим Глушенков и Остон Урунов. 25 февраля 2021 года «Спартак» официально сообщил о возвращении Квинси Промеса, который подписал контракт на 3,5 года. 7 марта «Спартак», обыграл в домашнем матче 21-го тура «Краснодар» 6:1, это стала самой крупной победа клуба на стадионе «Открытие Банк Арена».
10 мая 2021 года «Спартак» в домашнем матче 29-го тура чемпионата России против «Химок» (2:1) одержал шестую волевую победу и повторил рекорд чемпионата России (в 1999 году московский «Локомотив» также одержал шесть волевых побед). Этот матч стал последним домашним матчем для Тедеско, «Спартак» после окончания матча устроил проводы тренеру. 16 мая 2021 года, в последнем матче под руководством Тедеско, «Спартак» сыграл вничью с «Ахматом» (2:2), отыгравшись со счёта 0:2. Этот результат позволил «красно-белым» занять второе место по итогам сезона и квалифицироваться в Лигу чемпионов. Второе место в сезоне 2020/21 стало для «Спартака» лучшим результатом за последние четыре сезона.

### Два тренера за один сезон (2021—2022)

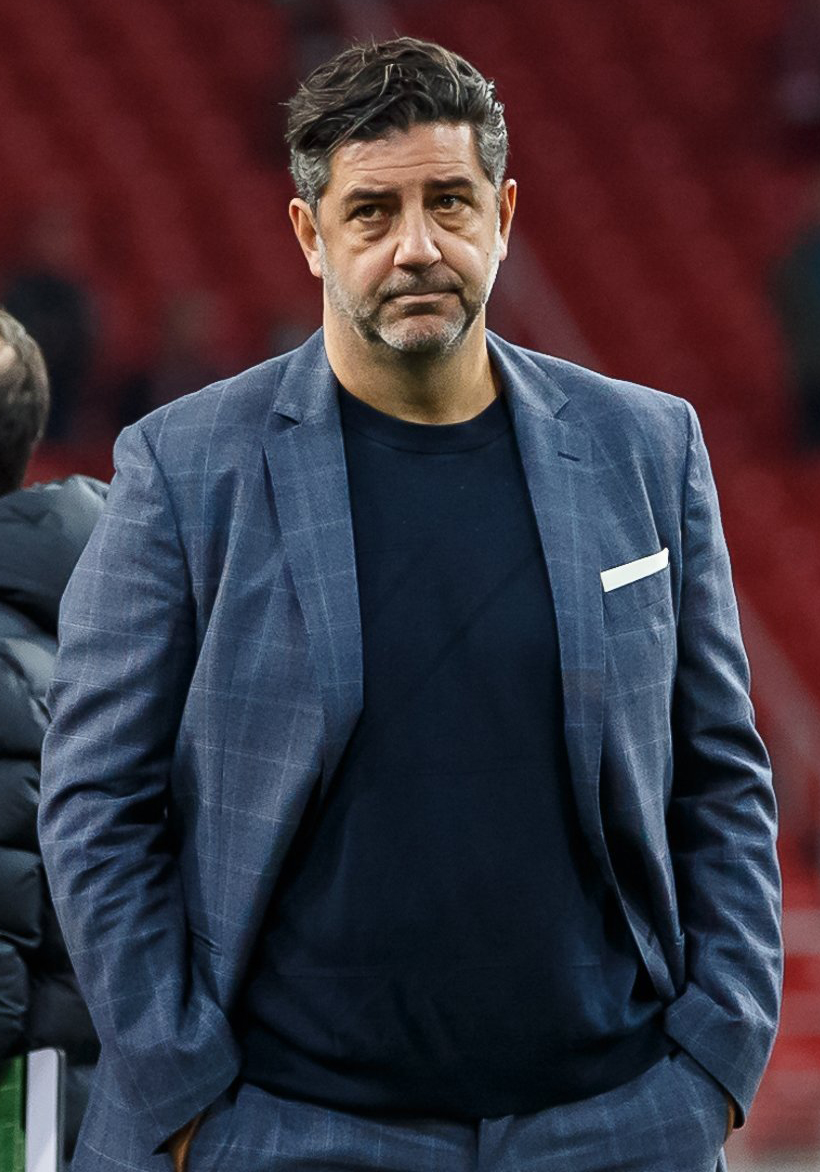
Руй Витория показал худший старт на посту наставника «красно-белых» за последние 45 лет

24 мая 2021 года совет директоров ФК «Спартак-Москва» утвердил новым главным тренером команды Руя Виторию. Контракт с 51-летним португальцем был подписан на два года. В тренерский штаб вошли ассистенты Арналду Тейшейра, Сержиу Ботелью и Вальтер Диаш; тренер вратарей Луиш Эштевеш; тренеры по физподготовке Владимир Чепзанович и Рамиль Шарипов (которые ранее работали в штабах Кононова и Тедеско). 6 июня управляющий директор клуба Евгений Мележиков перешёл на пост генерального директора.
Перед стартом сезона 2021/22, 18 июля 2021 года «Спартак» под руководством нового специалиста стал победителем предсезонного турнира «Кубка Матч Премьер», обыграв «Сочи» (4:0), «Рубин» (4:0) и «Химки» (5:1). 24 июля 2021 года клуб провёл свой первый официальный матч в сезоне, гостевой матч 1-го тура чемпионата России против казанского «Рубина» завершился поражением 1:0. «Красно-белые» проиграли матч открытия сезона РПЛ впервые за 10 лет, а также впервые за семь лет проиграли в Казани. 30 июля 2021 года «красно-белые» одержали свою первую победу в сезоне, обыграв в гостевом матче 2-го тура чемпионата России «Крылья Советов» (1:0).
7 августа 2021 года команда проиграла в 3-м туре дебютанту лиги «Нижнему Новгороду» (1:2). «Спартак» проиграл два из трёх стартовым матчей РПЛ впервые с сезона 2011/12. Кроме того, Руй Витория повторил тренерский антирекорд «Спартака» по числу матчей, потребовавшихся для того, что потерпеть третье поражение. 4 и 10 августа 2021 года «Спартак» проиграл оба матча 3-го квалификационного рауда Лиги чемпионов лиссабонской «Бенфике» (0:2, 0:2) и покинул турнир, «красно-белые» получили право сыграть на групповом этапе Лиги Европы. За пять игр во главе московской команды Витория потерпел четыре поражения, кроме того команда забила лишь один мяч с игры, ещё один мяч был забит с пенальти. За первые пять туров чемпионата красно-белые набрали всего 7 очков — это худший результат с 2011 года. 26 августа 2021 года команда проиграла домашний матч 6-го тура чемпионата России «Сочи» (1:2). Три поражения в шести матчах — повторение антирекорда «Спартака» в российской истории, хуже клуб стартовал только в последнем сезоне Олега Романцева.
15 сентября 2021 года «Спартак» стартовал в групповом этапе Лиги Европы домашним матчем против «Легии» (0:1), в котором команда проиграла. Это стало уже четвёртое домашнее поражение при шесть сыгранных матчах. Кроме того, «Спартак» проиграл 6 из 10 матчей после назначения Руя Витории на пост главного тренера, до португальца такой старт команда выдавал лишь раз в истории — красно-белые также уступили в 6 из 10 матчах после того, как тренером команды стал Анатолий Крутиков в 1976 году.
24 октября 2021 года в гостевом матче против петербургского «Зенита» (1:7), команда под руководством Руя Витории потерпела 200 поражение в чемпионатах России, а также впервые в истории чемпионатов России и СССР пропустила 7 мячей. 24 ноября 2021 года команда прервала семиматчевую безвыигрышную серию, обыграв в домашнем матче 5-го тура Лиги Европы «Наполи» (2:1). Впервые за 11 лет «Спартак» одержал две победы в групповом этапе еврокубков.
4 декабря 2021 года в матче 17-го тура против «Ахмата» (2:1) была прервана двухмесячная серия без побед в Российской премьер-лиге. 9 декабря 2021 года «Спартак» обыграл «Легию» (1:0) в матче 6-го тура Лиги Европы и занял первое место в группе, единственный мяч забил Зелимхан Бакаев, а на 90+8-й минуте Александр Селихов отразил пенальти. Команда впервые в истории вышла из группы Лиги Европы, а также впервые с 1995 года заняли в еврокубковой группе первое место. 15 декабря 2021 года «Спартак» и Витория приняли решение о расторжении контракта по взаимному согласию сторон.

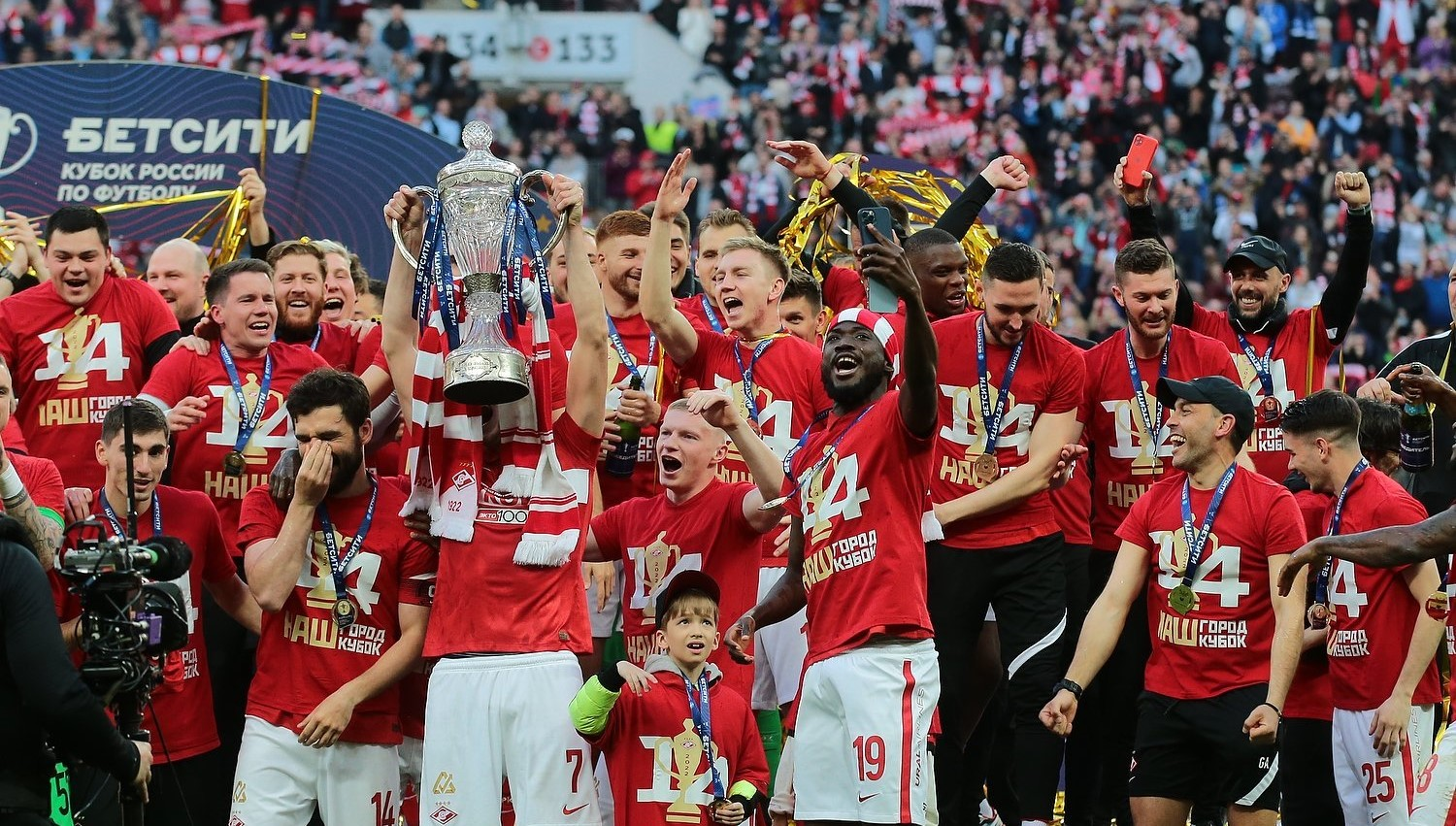
Под руководством Ваноли «Спартак» впервые с 2003 года стал обладателем Кубка России

17 декабря 2021 года «Спартак» объявил имя нового главного тренера, им стал 49-летний итальянский специалист Паоло Ваноли, он подписал контракт до конца сезона 2022/23 с опцией продления ещё на год. Также Паоло пригласил в клуб бригаду итальянских тренеров — ассистента Марко Донаделя, тренера вратарей Марко Дзуккера, тренера по физподготовке Джампьеро Ашенци и аналитика Андреа Бьянки. 21 декабря 2021 года был назначен новый спортивный директор, им стал 40-летний итальянский специалист Лука Каттани, который до этого на протяжении пяти сезонов возглавлял скаутский отдел ПСЖ. 26 февраля 2022 года «Спартак» провёл свой первый матч под руководством Паоло Ваноли, домашний матч 19-го тура против московского ЦСКА завершился поражением 0:2. Первую победу с красно-белыми одержал 2 марта 2022 года в домашнем матче 1/8 финала Кубка России, в котором была разгромлена «Кубань» (6:1). 11 мая 2022 года «Спартак» в полуфинальном матче Кубка России обыграл «Енисей» (3:0) и впервые за 16 лет вышел в финал. Для «Спартака» это стал 21-й кубковый финал в истории клуба. 29 мая 2022 года «Спартак» обыграл в «Лужниках» в финальном матче московское «Динамо» со счётом 2:1 и впервые за 19 лет стал обладателем Кубка России, голами отметились Александр Соболев и Квинси Промес. 9 июня 2022 года по не зависящим от «Спартака» обстоятельствам, Паоло Ваноли и его тренерский штаб приняли решение покинуть клуб, расторгнув контракт по соглашению сторон.

### Новые владельцы клуба (с 2022 года)

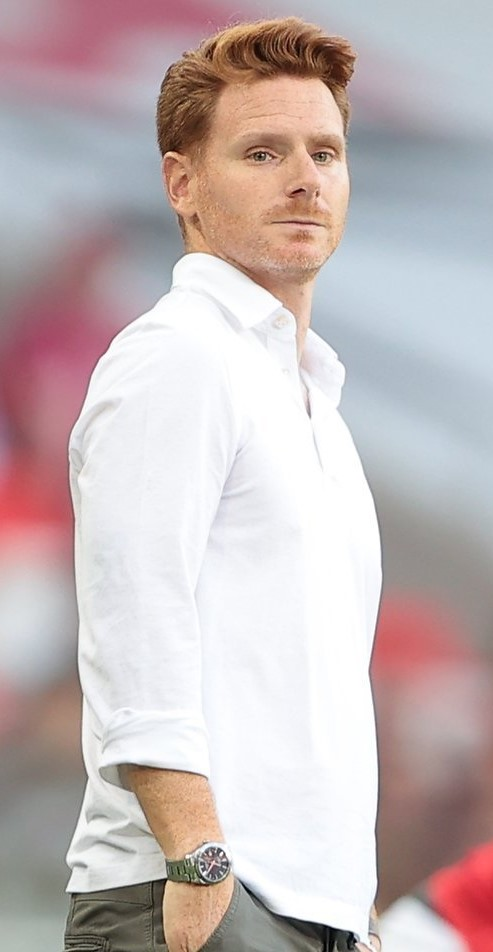
Гильермо Абаскаль

10 июня 2022 года был назначен новый главный тренер «Спартака», им стал 33-летний испанский специалист Гильермо Абаскаль, контракт был подписан на два года. Вместе с Абаскалем в тренерский штаб «Спартака» вошли: ассистенты — Карлос Мария Валье Морено и Владимир Слишкович, тренеры по физической подготовке — Фернандо Перес Лопес и Александр Зайченко, а также тренер вратарей Василий Кузнецов. 16 июля 2022 года «Спартак» провёл свой первый матч в Премьер-лиге в гостях против «Ахмата» (1:1). Третий год подряд команда не смогла начать чемпионат России с победы. За первые три тура чемпионата России «Спартак» забил девять мячей, что стало лучшим результатом с сезона 1995, также клуб набрал семь очков — это лучший старт клуба с сезона 2012/13. 14 августа 2022 года в матче 5-го тура чемпионата России клуб обыграл «Сочи» (3:0) и единолично возглавил турнирную таблицу впервые с сезона 2020/21, также «Спартак» первым в истории чемпионата России достиг отметки в 500 побед.
22 августа 2022 года ПАО «Лукойл» объявил о приобретении 100 % акций АО «Футбольный клуб „Спартак-Москва“», а также стадиона «Открытие Банк Арена». Также было сообщено о выходе из состава акционеров клуба Леонида Федуна, он сложил полномочия президента, члена и председателя совета директоров клуба и прекратил принимать участие в управлении «Спартаком». Федун владел клубом 18 лет и 4 месяца, за это время «Спартак» по одному разу стал чемпионом России, обладателем Кубка России и Суперкубка России, шесть раз завоёвывал серебряные и один раз бронзовые медали чемпионата, четырежды пробивался в групповой раунд Лиги чемпионов. 26 сентября 2022 года председателем совета директоров ФК «Спартак» стал первый вице-президент «Лукойла» Александр Матыцын. В совет директоров также вошли топ-менеджеры «Лукойла» — Павел Жданов, Иван Масляев и Евгений Хавкин, гендиректор клуба Евгений Мележиков, президент академии «Спартак» Сергей Родионов, а также независимые директора Олег Малышев и Юсуф Алекперов. Также был назначен новый спортивный директор клуба, им стал 52-летний англичанин Пол Эшуорт.
По итогам 2022 года «Спартак» стал самым убыточным клубом Российской премьер-лиги, его чистый убыток составил 2,351 млрд рублей. 22 февраля 2023 года в матче 1/4 финала Кубка России против московского «Локомотива» (1:0) «Спартак» вышел составом с 11 российскими футболистами, впервые с 1999 года. Команда завершила сезон 2022/23 на третьем месте, тем самым впервые за два года завоевав медали чемпионата России.
Перед началом сезона 2023/24, 20 июня 2023 года, советом директоров ФК «Спартак-Москва» был назначен новый генеральный директор клуба, им стал Олег Малышев, в свою очередь Евгений Мележиков, ранее занимавший эту должность, покинул «Спартак» по соглашению сторон. 8 августа 2023 года в матче 2-го тура группового этапа пути РПЛ Кубка России против «Пари НН» (5:4) «Спартак» одержал пятую победу подряд на старте сезона, что стало впервые в истории клуба. Также красно-белые забили 16 мячей в пяти стартовых играх цикла впервые в 21-м веке, больше в начале сезона «Спартак» забивал лишь в 1948 и 1956 году. 28 октября 2023 года команда в гостевом матче 13-го тура чемпионата России проиграла воронежскому «Факелу» (0:2), красно-белые проиграли четыре выездных матча в РПЛ подряд, что стало повторением клубного антирекорда в чемпионате России, до этого подобное случалось в 2004 году при главном тренере Невио Скале. Также «Спартак» не забивал в трёх гостевых матчах РПЛ подряд — также повторение антирекорда красно-белых. За пять матчей у команды лишь одна победа и три поражения. 9 декабря 2023 года «Спартак» в домашнем, заключительном матче года, обыграл «Крылья Советов» (3:0) в 18-м туре чемпионата России. В 2023 году «Спартак» провёл 18 домашних матчей чемпионата России: 10 побед, 7 ничьих, 1 поражение. В гостевых матчах в сезоне 2023/24 клуб одержал лишь две победы в восьми встречах. После зимней паузы «Спартак» не смог забить в трёх матчах подряд в РПЛ и повторил свою худшую сухую серию в чемпионатах России, в последний раз «красно‑белые» не забивали в трёх матчах подряд в 2014 году при Дмитрии Гунько. 14 апреля 2024 года, после поражения от «Сочи» (0:1), руководство «Спартака» приняло решение об увольнении Абаскаля с поста главного тренера. Исполнять обязанности главного тренера стал ассистент Абаскаля Владимир Слишкович. Под его руководством «красно-белые» не потерпели ни одного поражения в матчах РПЛ. По итогам сезона 2023/24 «Спартак» занял в чемпионате России 5-е место, а в Кубке России дошёл до финала пути регионов.

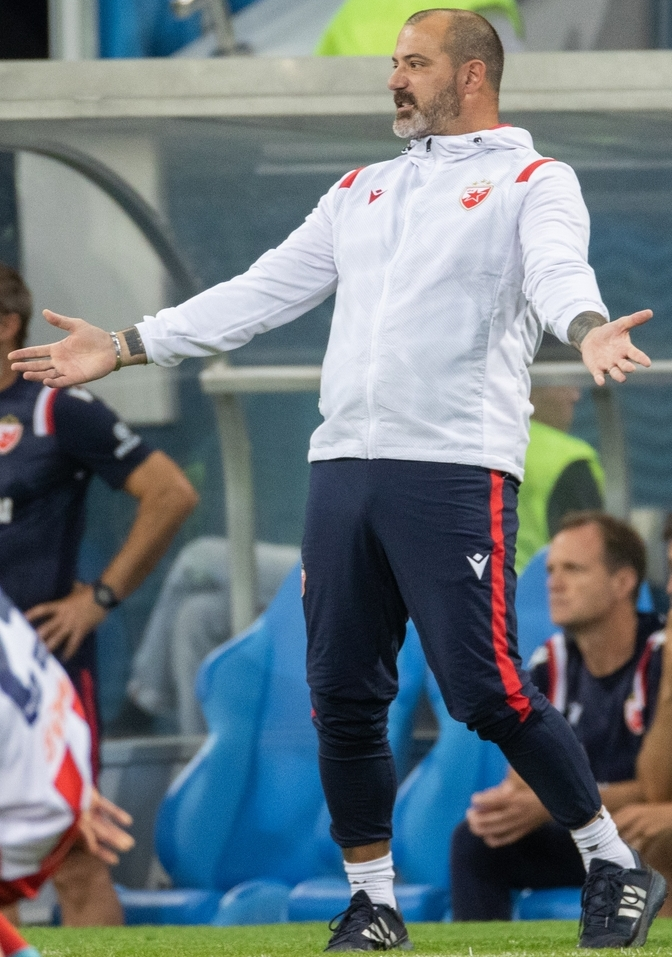
Деян Станкович

16 мая 2024 года «Спартак» объявил о том, что 45-летний сербский специалист Деян Станкович станет новым главным тренером команды начиная с сезона 2024/25, а контракт будет подписан на два года. В тренерский штаб Станковича вошли: ассистенты Ненад Сакич и Вадим Романов, тренер вратарей Пьерлуиджи Бривио, тренер по физической подготовке Федерико Паннончини и аналитик Винченцо Сассо. 19 июня 2024 года серб был представлен в качестве главного тренера «Спартака». Первый матч для нового главного тренера «Спартака» был сыгран 21 июля 2024 года в гостевой встрече 1-го тура чемпионата России против «Оренбурга», в котором команда Станковича потерпела поражение со счётом 2:0. Станкович стал пятым подряд тренером «Спартака», не сумевшим победить в своём дебютном матче в клубе. В семи стартовых матчах сезона спартаковцы под руководством Станковича одержали четыре крупные победы, единственный раз такое удавалось тренеру «красно-белых» Олегу Романцеву в 1989 году. 31 августа 2024 года «Спартак» в меньшинстве одержал победу над «Рубином» (1:0), команда сыграла на ноль в пяти матчах РПЛ подряд — лучшая сухая серия с 1998 года, когда было семь сухих матчей подряд. Также «Спартак» ни разу не пропустил дома в четырёх матчах в РПЛ при Деяне Станковиче, серб стал первым тренером с четырьмя сухими домашними матчами подряд в чемпионате России на старте работы в «Спартаке». 1 декабря 2024 года «красно-белые» обыграли «Краснодар» (3:0) и впервые с 2017 года одержал пять побед подряд в РПЛ, победив в них с общим счётом 16:2. Для «Спартака» разгромная победа над «Краснодаром» стала девятой за сезон во всех турнирах, что случилось впервые в XXI веке. Также «красно-белые» впервые с 2009 года одержали три подряд разгромные победы в чемпионате России. 7 декабря 2024 года «Спартак» одержал победу над «Пари Нижним Новгородом» (3:0), эта победа стала для клуба четвёртой подряд в РПЛ с крупным счётом, тем самым «красно-белые» повторили рекорд лиги. Также «Спартак» впервые в XXI веке одержал десятую разгромную победу за сезон. В шести матчах РПЛ команда забила 19 мячей, пропустив при этом два мяча. По итогам ноября—декабря 2024 года Станкович был признан лучшим тренером месяца Российской премьер-лиги. 6 апреля 2025 года «Спартак» обыграл «Ростов» (3:0) и установил новый клубный рекорд по количеству крупных побед за сезон в ХXI веке, одержав восьмую крупную победу в сезоне. Также «Спартак» установил клубный рекорд по сухим матчам после 23 туров, сыграв 14 раз в сезоне на ноль. После возобновления РПЛ после зимней паузы, «Спартак» потерпел четыре поражения в 11 матчах (за осенний отрезок было три за 18 игр), дважды сыграл вничью с аутсайдерами («Факелом» и «Ахматом») и откатился на пятую строчку турнирной таблицы, к тому же упустил возможность выйти в суперфинал Кубка России, уступив в матче финала пути регионов «Ростову» (1:2). По итогам чемпионата России 2024/25 команда заняла четвёртое место в турнирной таблице. 25 мая 2025 года «Спартак» объявил о продлении контракта со Станковичем до лета 2027 года.

## Хронология
- 1922 — победитель чемпионата Москвы в классе «Б» (весна
осень).
- 1923 — чемпион Москвы (весна).
- 1924 — чемпион Москвы (весна)
2-е место в чемпионате Москвы (осень)
- 1925 — чемпионат Москвы не был окончен
- 1926 — 3-е место в чемпионате Москвы
- 1927 — 3-е место чемпионате Москвы (весна)
Чемпион Москвы (осень)
- 1928 — 3-е место в чемпионате Москвы
- 1929 — чемпион Москвы (весна)
2-е место в чемпионате Москвы (осень)
- 1930 — 6-е место в чемпионате Москвы (весна)
8-е место в чемпионате Москвы (осень)

- 1931 — 7-е место в чемпионате Москвы
- 1932 — участник турнира Замоскворецкого района
- 1933 — участник турнира Замоскворецкого района
- 1934 — чемпион Москвы (весна)
4-е место в чемпионате Москвы (осень)
- 1935 — 2-е место чемпионате Москвы (весна)
- 1936 — 3-е место в чемпионате СССР (весна)
Чемпион СССР (осень) (1-й титул)
1/4 финала Кубка СССР
- 1937 — 2-е место в чемпионате СССР
1/8 финала Кубка СССР
- 1938 — чемпион СССР (2-й титул)
Обладатель Кубка СССР (1-й титул)
- 1939 — чемпион СССР (3-й титул)
Обладатель Кубка СССР (2-й титул)
Обладатель Кубка Москвы
Финалист Кубка РСФСР

- 1940 — 3-е место в чемпионате СССР
1/4 финала Кубка Москвы
- 1941 — чемпионат СССР доигран не был
1/4 финала Кубка Москвы
- 1942 — чемпион Москвы (осень)
3-е место в чемпионате Москвы (весна)
1/4 финала Кубка Москвы
- 1943 — 3-е место в чемпионате Москвы
1/8 финала Кубка Москвы
- 1944 — 3-е место в чемпионате Москвы
1/2 финала Кубка СССР
- 1945 — 10-е место в чемпионате СССР
1/8 финала Кубка СССР
- 1946 — 6-е место в чемпионате СССР
Обладатель Кубка СССР (3-й титул)
- 1947 — 8-е место в чемпионате СССР
Обладатель Кубка СССР (4-й титул)
- 1948 — 3-е место в чемпионате СССР
Финалист Кубка СССР
- 1949 — 3-е место в чемпионате СССР
1/2 финала Кубка СССР

- 1950 — 5-е место в чемпионате СССР
Обладатель Кубка СССР (5-й титул)
- 1951 — 6-е место в чемпионате СССР
1/4 финала Кубка СССР
- 1952 — чемпион СССР (4-й титул)
Финалист Кубка СССР
- 1953 — чемпион СССР (5-й титул)
1/4 финала Кубка СССР
- 1954 — 2-е место в чемпионате СССР
1/8 финала Кубка СССР
- 1955 — 2-е место в чемпионате СССР
1/2 финала Кубка СССР
- 1956 — чемпион СССР (6-й титул)
- 1957 — 3-е место в чемпионате СССР
Финалист Кубка СССР
- 1958 — чемпион СССР (7-й титул)
Обладатель Кубка СССР (6-й титул)
- 1959 — 6-е место в чемпионате СССР

- 1960 — 4-е место в чемпионате СССР
1/8 финала Кубка СССР
- 1961 — 3-е место в чемпионате СССР
Финалист Кубка СССР
- 1962 — чемпион СССР (8-й титул)
1/8 финала Кубка СССР
- 1963 — 2-е место в чемпионате СССР
Обладатель Кубка СССР (7-й титул)
- 1964 — 8-е место в чемпионате СССР
1/2 финала Кубка СССР
- 1965 — 8-е место в чемпионате СССР
Обладатель Кубка СССР (8-й титул)
- 1966 — 4-е место в чемпионате СССР
1/4 финала Кубка СССР
- 1967 — 7-е место в чемпионате СССР
1/16 финала Кубка СССР
1/8 финала Кубка кубков УЕФА
- 1968 — 2-е место в чемпионате СССР
1/16 финала Кубка СССР
- 1969 — чемпион СССР (9-й титул)
1/16 финала Кубка СССР

- 1970 — 3-е место в чемпионате СССР
1/4 финала Кубка СССР
- 1971 — 6-е место в чемпионате СССР
Обладатель Кубка СССР (8-й титул)
1/16 финала Кубка европейских чемпионов
- 1972 — 11-е место в чемпионате СССР
Финалист Кубка СССР
1/16 финала Кубка УЕФА
- 1973 — 4-е место в чемпионате СССР
Финалист Кубка СССР
1/4 финала Кубка кубков УЕФА
- 1974 — 2-е место в чемпионате СССР
1/4 финала Кубка СССР
- 1975 — 10-е место в чемпионате СССР
1/8 финала Кубка СССР
1/32 финала Кубка УЕФА
- 1976 — 14-е место в чемпионате СССР (весна)
15-е место в чемпионате СССР (осень) (вылет в первую лигу)
1/16 финала Кубка СССР
1/8 финала Кубка УЕФА
- 1977 — 1-е место в первой лиге чемпионата СССР (выход в высшую лигу)
1/8 финала Кубка СССР
- 1978 — 5-е место в чемпионате СССР
1/8 финала Кубка СССР
- 1979 — чемпион СССР (10-й титул)
1/4 финала Кубка СССР

- 1980 — 2-е место в чемпионате СССР
1/2 финала Кубка СССР
- 1981 — 2-е место в чемпионате СССР
Финалист Кубка СССР
1/4 финала Кубка европейских чемпионов
- 1982 — 3-е место в чемпионате СССР
2-е место 7-й зоны Кубка СССР
1/16 финала Кубка УЕФА
- 1983 — 2-е место в чемпионате СССР
1/8 финала Кубка СССР
1/8 финала Кубка УЕФА
- 1984 — 2-е место в чемпионате СССР
1/4 финала Кубка СССР
1/4 финала Кубка УЕФА
- 1985 — 2-е место в чемпионате СССР
1/8 финала Кубка СССР
1/8 финала Кубка УЕФА
- 1986 — 3-е место в чемпионате СССР
1/2 финала Кубка СССР
1/2 финала Кубка Федерации футбола СССР
1/8 финала Кубка УЕФА
- 1987 — чемпион СССР (11-й титул)
1/8 финала Кубка СССР
Обладатель Кубка Федерации футбола СССР (1-й титул)
1/8 финала Кубка УЕФА
- 1988 — 4-е место в чемпионате СССР
1/4 финала Кубка СССР
1/2 финала Кубка Федерации футбола СССР
1/16 финала Кубка УЕФА
- 1989 — чемпион СССР (12-й титул)
1/4 финала Кубка СССР
3-е место группы В Кубка Федерации футбола СССР
1/8 финала Кубка европейских чемпионов

- 1990 — 5-е место в чемпионате СССР
1/8 финала Кубка СССР
1/16 финала Кубка УЕФА
- 1991 — 2-е место в чемпионате СССР
1/4 финала Кубка СССР
1/2 финала Кубка европейских чемпионов
- 1992 — чемпион России (13-й титул)
Обладатель Кубка СССР—СНГ (10-й титул)
1/16 финала Кубка УЕФА
- 1993 — чемпион России (14-й титул)
1/16 финала Кубка России
1/2 финала Кубка кубков УЕФА
- 1994 — чемпион России (15-й титул)
Обладатель Кубка России (11-й титул)
3-е место группы А Лига чемпионов УЕФА
- 1995 — 3-е место в чемпионате России
1/2 финала Кубка России
3-е место группы В Лига чемпионов УЕФА
- 1996 — чемпион России (16-й титул)
Финалист Кубка России
1/4 финала Лига чемпионов УЕФА
- 1997 — чемпион России (17-й титул)
1/4 финала Кубка России
1/16 финала Кубка УЕФА
- 1998 — чемпион России (18-й титул)
Обладатель Кубка России (12-й титул)
1/2 финала Кубка УЕФА
- 1999 — чемпион России (19-й титул)
1/16 финала Кубка России
3-е место группы С Лига чемпионов УЕФА

- 2000 — чемпион России (20-й титул)
1/2 финала Кубка России
3-е место группы G первого группового этапа Лига чемпионов УЕФА
- 2001 — чемпион России (21-й титул)
1/4 финала Кубка России
4-е место группы С второго группового этапа Лига чемпионов УЕФА
- 2002 — 3-е место в чемпионате России
1/16 финала Кубка России
4-е место группы H первого группового этапа Лига чемпионов УЕФА
- 2003 — 10-е место в чемпионате России
Обладатель Кубка России (13-й титул)
4-е место группы В первого группового этапа Лига чемпионов УЕФА
- 2004 — 8-е место в чемпионате России
1/16 финала Кубка России
1/16 финала Кубка УЕФА
Третий раунд Кубка Интертото
- 2005 — 2-е место в чемпионате России
1/16 финала Кубка России
- 2006 — 2-е место в чемпионате России
Финалист Кубка России
- 2007 — 2-е место в чемпионате России
1/2 финала Кубка России
3-е место группы В Лига чемпионов УЕФА
1/16 финала Кубка УЕФА
- 2008 — 8-е место в чемпионате России
1/16 финала Кубка России
Третий отборочный раунд Лига чемпионов УЕФА
1/16 финала Кубка УЕФА
- 2009 — 2-е место в чемпионате России
1/4 финала Кубка России
Третий отборочный раунд Лига чемпионов УЕФА

- 2010 — 4-е место в чемпионате России
1/8 финала Кубка России
- 2011/12 — 2-е место в чемпионате России
1/2 финала Кубка России 2010/2011
1/8 финала Кубка России 2011/2012
3-е место группы F Лига чемпионов УЕФА
1/4 финала Лига Европы УЕФА 2010/2011
Раунд плей-офф Лига Европы УЕФА 2011/2012
- 2012/13 — 4-е место в чемпионате России
1/8 финала Кубка России
4-е место группы G Лига чемпионов УЕФА
- 2013/14 — 6-е место в чемпионате России
1/8 финала Кубка России
Раунд плей-офф Лиги Европы УЕФА
- 2014/15 — 6-е место в чемпионате России
1/8 финала Кубка России
- 2015/16 — 5-е место в чемпионате России
1/8 финала Кубка России
- 2016/17 — чемпион России (22-й титул)
1/16 финала Кубка России
Третий квалификационный раунд Лиги Европы УЕФА
- 2017/18 — 3-е место в чемпионате России
1/2 финала Кубка России
Обладатель Суперкубка России (1-й титул)
3-е место группы E Лига чемпионов УЕФА
1/16 финала Лиги Европы УЕФА
- 2018/19 — 5-е место в чемпионате России
1/4 финала Кубка России
Третий квалификационный раунд Лига чемпионов УЕФА
4-е место группы G Лиги Европы УЕФА
- 2019/20 — 7-е место в чемпионате России
1/2 финала Кубка России
Раунд плей-офф Лиги Европы УЕФА

- 2020/21 — 2-е место в чемпионате России
1/8 финала Кубка России
- 2021/22 — 10-е место в чемпионате России
Обладатель Кубка России (14-й титул)
Третий квалификационный раунд Лига чемпионов УЕФА
1/8 финала Лиги Европы УЕФА
- 2022/23 — 3-е место в чемпионате России
2-й этап 1/2 финала нижней сетки плей-офф Кубка России
- 2023/24 — 5-е место в чемпионате России
Финал нижней сетки плей-офф Кубка России
- 2024/25 — 4-е место в чемпионате России
Финал нижней сетки плей-офф Кубка России

## Визитная карточка
С 1936 по 1976; с 1978 по 1991 выступал в высшей лиге чемпионата СССР по футболу;
В 1977 — в Первой лиге СССР по футболу;
С 1992 года — в Высшем дивизионе России.

### Клубные цвета
| Красный | Белый |

### Эмблема клуба
- Эмблемой общества «Спартак» с момента его образования в 1935 году был придуманный Николаем Старостиным[220] красный ромб с белой окантовкой, с буквой «С» в центре, через которую проходит белая же полоса. Белая полоска внутри ромба шла параллельно другой стороне, нежели сейчас[221].
- В 1949 году эмблема команды снова была изменена, белая полоска внутри ромба изменила направление.
- В 1987 году ВСО «Спартак» было упразднено, и единственным обладателем прав на эмблему стал образованный в 1989 году ФК «Спартак». В 1991 году общество «Спартак» было возрождено, и спартаковский патриарх Николай Старостин сделал благородный жест, отдав ему права на эмблему. Общество налево и направо продавало права на использование эмблемы, и любой, заплатив, мог выпускать официальную спартаковскую атрибутику. С подобного рода продукцией клуб бороться не мог, доходы текли в руки удачливых бизнесменов. Переговоры между обществом и клубом о судьбе эмблемы и возможной полной продаже прав на неё клубу идут уже много лет, но безрезультатно. В 1998 году, когда стало ясно, что консенсуса достичь невозможно, руководство клуба приняло решение изменить официальную эмблему, что диктовалось, в первую очередь, экономической необходимостью. В результате появилась новая эмблема — с футбольным мячом, вписанным в «С» (дизайн буквы тоже изменился)[220]. Презентация новой эмблемы состоялась на встрече команды с болельщиками в ДК «Автомобилист» в марте 1998 после знаменитой победы над амстердамским «Аяксом» в четвертьфинале Кубка УЕФА.
- В 2002 году с образованием Премьер-лиги клуб получил право «повесить» золотую звезду на эмблему клуба за пять выигранных чемпионатов России (пятое чемпионство команда выиграла в 1997 году, к 2002 на её счету было 9 золотых медалей). В 2003 году звезду немного уменьшили.
- 10 июня 2013 года на общем собрании клубов Премьер-лиги было принято решение о том, что титулы чемпионов СССР будут включены в список регалий команд, соответственно это позволило «Спартаку» разместить четыре золотые звезды на эмблеме клуба[222]. В тот же день появилась информация о новой эмблеме клуба[223]. 26 июня 2013 года было объявлено официально о редизайне эмблемы[224], также было объявлено, что это лишь часть большого проекта по ребрендингу. Так как официально добавить звёзды клуб смог только после утверждения на исполкоме РФС 28 июня решения о учёте регалий советского периода, несколько дней клуб использовал обновлённую эмблему, но с одной звездой[225].
- 3 февраля 2018 года клуб заключил долгосрочный лицензионный договор, в соответствии с которым ФК «Спартак» получил права на использование всех спартаковских товарных знаков, принадлежащих МФСО «Спартак», в том числе эмблемы с аутентичным ромбом без мяча в центре[226].
- 21 февраля 2022 года был представлен новый логотип. Ключевые элементы логотипа остались прежними: ромб и красно-белые цвета, и буква «С» — самая характерная часть логотипа[227]. 13 апреля 2022 года были внесены изменения в дизайн обновлённого логотипа, после изучения многочисленных комментариев было решено замкнуть линию мяча[228]. Кроме того, представлена специальная эмблема в честь столетия клуба, ретро-дизайн отсылает к историческому ромбу с диагональю слева направо, который был у «Спартака» конца 1930-х и начала 1940-х годов[228].

История эмблемы клуба
1935—1949
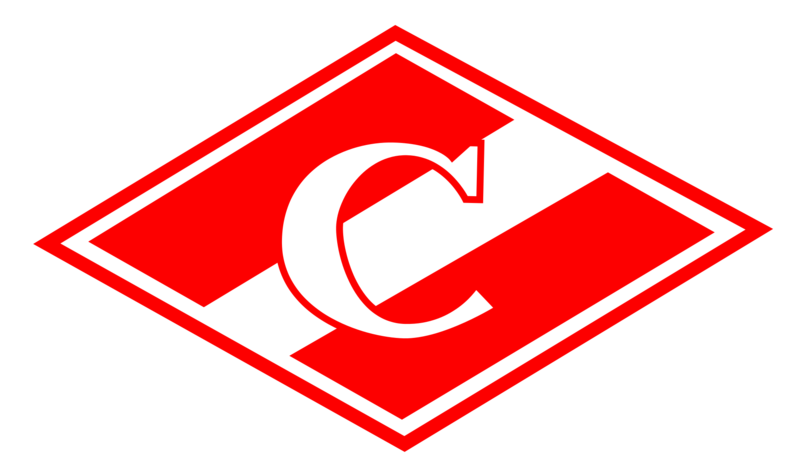
1949—1997
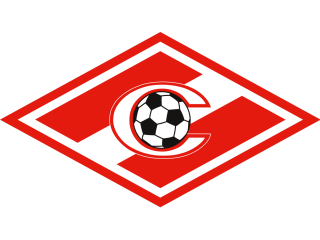
1998—2003
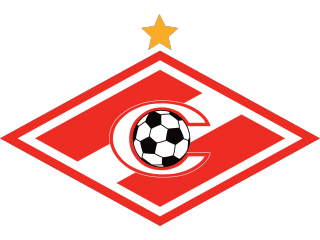
2003—2013
2013—2021
2022—н. в.

### Гимн
10 февраля 2010 года был представлен гимн («Спартак», «Спартак» Москва…). Автор музыки — Виктор Дробыш. Автор слов — Роман Емельянов. Одним из его исполнителей был рок-музыкант Валерий Кипелов, являющийся давним болельщиком этой команды.

### Форма
| 1922—1925 | 1926 | 1927 | 1928—1930 | 1934 | 1935 | 1936—1938 | 1939—1952 |  |

| 1953—1957, 1971—1972, 1977—1978 | 1958—1970, 1973—1975 | 1976, 1979, 1982, 1990 | 1980—1981, 1983—1984, 1987—1988 | 1985 | 1986 | 1989 | 1991 |  | 1992 |  |

|  | 1993 |  | 1994 | 1996 |  | 1995, 1997 | 1998 | 1999 | 2000 |  | 2001 |  |

| 2006 | 2007 | 2008 | 2009 | 2010 | 2011/12 | 2012/13 |  | 2013/14 | 2014/15 |  |

| 2015/16 | 2016/17 | 2017/18 | 2018/19 | 2019/20 | 2020/21 | 2021/22, 2022/23 | 2023/24 | 2024/25 |

| 1938—1941 | 1941—1946 | 1947—1948 | 1949—1951 | 1955, 1957—1977 | 1956 |  | 1978—1983, 1985 |  | 1984 | 1984 (запасная) | 1986 |  |

| 1987, 1990 |  | 1988 | 1988 (запасная) |  | 1989 | 1991 | 1992 | 1993 | 1994 |  | 1995 | 1996 |  |

| 1997 | 1998 | 1998 (запасная) | 1999 | 2000 | 2000 (запасная) |  | 2001 | 2001 (запасная) | 2006 | 2007 |  |

| 2008 | 2009—2010 | 2011/12 | 2011/12 (запасная) | 2012/13 | 2012/13 (запасная) | 2013/14 |  | 2014/15 | 2015/16 | 2016/17 |

| 2017/18 | 2018/19 | 2019/20 | 2020/21 | 2021/22, 2022/23 | 2023/24 | 2023/24 (запасная) | 2024/25 | 2024/25 (запасная) |

Впервые команда примерила форму с нетрадиционными для современности клубными цветами — светло-голубая майка — в далёком 1926 году, когда перешла под управление Союза пищевиков и стала именоваться «Пищевиками» (до этого команда носила названия «Московский кружок спорта» и «Красная пресня»). Главный атрибут спартаковской формы на протяжении всей её истории — поперечная полоса — появилась на футболке «Пищевиков» в 1928 году. Посреди полосы была тогдашняя эмблема клуба. В 1931 году единый профсоюз пищевиков был ликвидирован, команда перешла под руководство Всекопромсовета (МСПК) и была переименована в «Промкооперацию». Как следствие, эмблему с груди убрали. Впервые команда вышла на поле в красных майках с белой поперечной полосой весной 1934 года. Эмблема уже футбольного клуба «Спартак» вернулась на форму в 1938 году. В это же время цветами второй формы стали светло-голубая футболка образца 1926 года и впервые появившиеся в чёрном варианте трусы. В 1945 году «спартаковцы» примерили в качестве второй формы синюю футболку, а двумя годами позже — зелёную.
С 1957 года и до конца советской эпохи команда выступала в традиционных красно-белых цветах, лишь дважды примерив другую форму в матчах на международной арене.
В первый раз это случилось 28 ноября 1984 года. «Спартак» прибыл в Тбилиси на матч 1/8 финала Кубка УЕФА против немецкого «Кёльна». Обе команды привезли на игру по одному комплекту форм, выдержанных в красных тонах. И поскольку в еврокубках было принято, что именно гости выбирают форму на матч, «спартаковцам» в срочном порядке пришлось искать замену. Администраторами команды была арендована форма на базе местного тбилисского «Динамо» (белые футболки и синие трусы), а буквы «Д» на груди пришлось залепить пластырем, поскольку игроки отказывались играть в форме соперников по советскому чемпионату. Константин Бесков в раздевалке стадиона сказал команде, что они «должны обыгрывать „Кёльн“ в любой форме». Матч закончился победой советской команды со счётом 1:0. 5 октября 1988 года в столице Северной Ирландии Белфасте в рамках 1/16 финала Кубка европейских чемпионов 1988/89 «спартаковцы» вышли на матч против местного «Гленторана» в белых трусах и в «шахматной» футболке с чёрно-бордовыми квадратиками. Матч завершился со счётом 1:1.
В российской истории в сезонах 1993 и 1994 годов у команды была дополнительная форма с красно-чёрным узором футболки. Помимо этого, в гостевых еврокубковых матчах «Спартак» несколько раз использовал форму с нетрадиционными для себя цветами, поскольку «хозяйская» форма соперников совпадала с клубными цветами красно-белых, так, в гостевом матче Лиги чемпионов 1993/94 с «Монако» «Спартак» играл в синей форме, а в противостоянии с «Аяксом» 1998 года провёл в чёрно-бордовой форме оба матча. Впервые в современной истории в течение всего сезона 2013/14 в качестве гостевой использовалась чёрная форма. Она же вернулась в качестве дополнительной третьей формы в сезоне 2016/17. Также в ней команда провела один матч в сезоне 2021/22 против «Легии» (1:0) в заключительном матче группового этапа Лиги Европы.

### Титульные и технические спонсоры

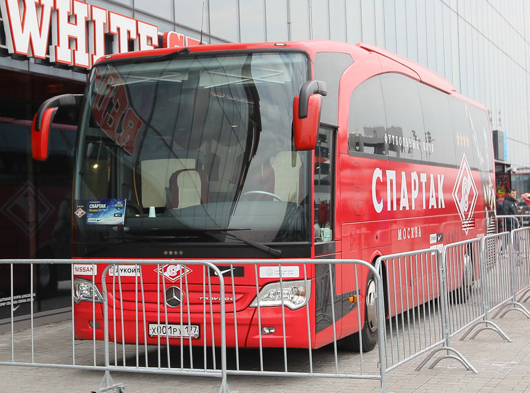
Автобус «Спартака»

С 2000 года титульным спонсором «Спартака» является российская нефтяная компания «Лукойл».
| Годы       | Технический спонсор | Годы       | Титульный спонсор |
| ---------- | ------------------- | ---------- | ----------------- |
| 1976—1987  | Adidas              | 1935—1986  | Без спонсора      |
| 1976—1987  | Adidas              | 1987       | Ocrim             |
| 1988       | Erima               | 1988       | Danieli           |
| 1989—2002  | Adidas              | 1989       | JINDO             |
| 1989—2002  | Adidas              | 1990—1992  | UNIPACK           |
| 1989—2002  | Adidas              | 1993—1994  | OLBI              |
| 1989—2002  | Adidas              | 1995—1996  | Уренгойгазпром    |
| 1989—2002  | Adidas              | 1997—1998  | AKAI              |
| 1989—2002  | Adidas              | 1999       | Без спонсора      |
| 1989—2002  | Adidas              | Лукойл     |                   |
| 2003—2004  | Umbro               | 2000—н. в. |                   |
| 2005—2022  | Nike                | 2000—н. в. |                   |
| 2023—2024  | Wildberries         | 2000—н. в. |                   |
| 2024—н. в. | Jögel               | 2000—н. в. |                   |

## Дерби и противостояния

### Дерби
У «Спартака» есть четыре главных дерби:
- «Старейшее российское дерби» с «Динамо». Обусловлено дружественным отношением болельщиков «Динамо» с самым принципиальным соперником «Спартака» — ЦСКА[242].
- «Главное московское дерби» с ЦСКА — дерби двух самых популярных московских клубов.
- Дерби «Спартака» и «Торпедо» — имеет статус дружеского (из-за того, что оба клуба играли в «Лужниках») и малозначительного.
- Дерби «Спартака» и «Локомотива» — обусловлено исключительно спортивной конкуренцией.

### Противостояния
У «Спартака» есть два принципиальных противостояния:
- «Советское футбольное дерби» — противостояние с «Динамо» (Киев). Является классическим в советском футболе и в футболе Восточной Европы. В постсоветской футбольной истории клубы встречались четыре раза в официальных турнирах (официальный последний раз — в 2008 году).
- «Противостояние между Москвой и Санкт-Петербургом» — противостояние с «Зенитом» (также известное как «Дерби двух столиц» или «русское Класико») — двух самых популярных клубов страны[12].

## Еврокубки
Клубы, с которыми наиболее часто «Спартак» встречался в еврокубках:
- «Бавария» (Мюнхен) (8 матчей: 0 побед, 3 ничьи, 5 поражений)
- «Реал Мадрид» (8 матчей: 3 победы, 2 ничьи, 3 поражения)
- «Спарта» (Прага) (7 матчей: 2 победы, 3 ничьи, 2 поражения)
- «Кёльн» (6 матчей: 3 победы, 1 ничья, 2 поражения)
- «Интер» (Милан) (6 матчей: 0 побед, 1 ничья, 5 поражений)
- «Олимпик Марсель» (6 матчей: 2 победы, 0 ничьих, 4 поражения)
- «Базель» (6 матчей: 2 победы, 1 ничья, 3 поражения)
- «Ливерпуль» (6 матчей: 2 победы, 1 ничья, 3 поражения)
- «Легия» (Варшава) (6 матчей: 3 победы, 1 ничья, 2 поражения)

## Достижения
«Спартак» является самым титулованным клубом России (38 трофеев). Клубу принадлежат рекорды по количеству побед в чемпионате России (10 титулов) и в Кубке СССР (10 побед). Кроме того, «Спартак» шесть раз в своей истории выигрывал «дубль» (победы в чемпионате и кубке в течение одного сезона) и является единственной командой в СССР которая дважды подряд выигрывала «дубль» (сезоны 1938, 1939). «Спартак» является самой успешной из российских команд в главном клубном турнире Европы (1/2 финала Кубка европейских чемпионов в сезоне 1990/91). Также клуб в 1995 году повторил рекорд по числу побед в групповом этапе Лиги чемпионов (6 побед в 6 матчах).

### Национальные
Чемпионат СССР / Чемпионат России (10, рекорд)
- Чемпион (22): 1936 (осень), 1938, 1939, 1952, 1953, 1956, 1958, 1962, 1969, 1979, 1987, 1989 / 1992, 1993, 1994, 1996, 1997, 1998, 1999, 2000, 2001, 2016/17
- Серебряный призёр (18): 1937, 1954, 1955, 1963, 1968, 1974, 1980, 1981, 1983, 1984, 1985, 1991 / 2005, 2006, 2007, 2009, 2011/12, 2020/21
- Бронзовый призёр (13): 1936 (весна), 1940, 1948, 1949, 1957, 1961, 1970, 1982, 1986 / 1995, 2002, 2017/18, 2022/23

Кубок СССР (10, рекорд) / Кубок России
- Обладатель (14): 1938, 1939, 1946, 1947, 1950, 1958, 1963, 1965, 1971, 1991/92 / 1993/94, 1997/98, 2002/03, 2021/22
- Финалист (7): 1948, 1952, 1957, 1972, 1981 / 1995/96, 2005/06

Суперкубок России
- Обладатель: 2017

Первая лига СССР
- Победитель: 1977

Приз Всесоюзного комитета / Кубок федерации футбола СССР
- Победитель: 1987

### Турниры УЕФА
Кубок европейских чемпионов
- 1/2 финала: 1990/91

Кубок УЕФА
- 1/2 финала: 1997/98

Кубок обладателей кубков УЕФА
- 1/2 финала: 1992/93

Кубок Интертото
- 1/4 финала: 2004

### Международные
Кубок чемпионов Содружества (6, рекорд)
- Обладатель (6): 1993, 1994, 1995, 1999, 2000, 2001
- Финалист (3): 1997, 1998, 2002

### Ранние и региональные турниры
Кубок КФС — «Коломяги»
- Финалист (2): 1921, 1922

Кубок чемпионов двух столиц (Кубок Тосмена) (2, рекорд)
- Победитель (2): 1924, 1929
- Финалист: 1923

Чемпионат Москвы
- Чемпион (7): 1923 (весна), 1924 (весна), 1927 (осень), 1929 (весна), 1934 (весна), 1938 (весна), 1942 (осень)
- Серебряный призёр (3): 1924 (осень), 1929 (осень), 1935 (весна)
- Бронзовый призёр (6): 1926, 1927 (весна), 1928, 1942 (весна), 1943, 1944

Кубок Москвы
- Победитель: 1942

### «Дубли»
Чемпионат СССР / Чемпионат России, Кубок СССР / Кубок России
- Дубль (6): 1938, 1939, 1958, / 1992, 1994, 1998

## Текущий состав

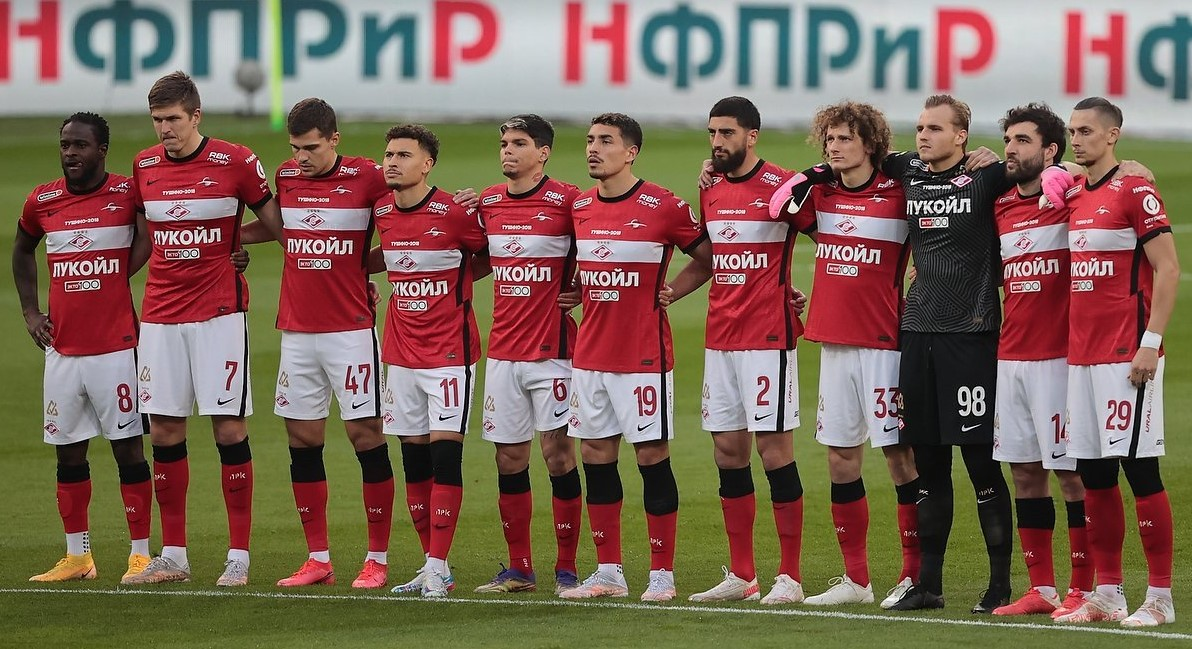
Игроки «Спартака» в матче чемпионата России 2020/21 против «Химок»

### Основной состав
| 1  | Флаг России    | Вр  | Илья Помазун                        | 1996 |  |  |  |  |  |
| 56 | Флаг России    | Вр  | Александр Довбня                    | 1987 |  |  |  |  |  |
| 98 | Флаг России    | Вр  | Александр Максименко (вице-капитан) | 1998 |  |  |  |  |  |
|    |                |     |                                     |      |  |  |  |  |  |
| 2  | Флаг Молдовы   | Защ | Олег Рябчук                         | 1998 |  |  |  |  |  |
| 4  | Флаг Парагвая  | Защ | Алексис Дуарте                      | 2000 |  |  |  |  |  |
| 6  | Флаг Сербии    | Защ | Срджан Бабич                        | 1996 |  |  |  |  |  |
| 14 | Флаг России    | Защ | Илья Самошников                     | 1997 |  |  |  |  |  |
| 68 | Флаг России    | Защ | Руслан Литвинов                     | 2001 |  |  |  |  |  |
| 82 | Флаг России    | Защ | Даниил Хлусевич                     | 2001 |  |  |  |  |  |
| 88 | Флаг России    | Защ | Егор Гузиев                         | 2005 |  |  |  |  |  |
| 97 | Флаг России    | Защ | Даниил Денисов                      | 2002 |  |  |  |  |  |
|    |                |     |                                     |      |  |  |  |  |  |
| 5  | Флаг Аргентины | ПЗ  | Эсекьель Барко                      | 1999 |  |  |  |  |  |
| 7  | Флаг Аргентины | ПЗ  | Пабло Солари                        | 2001 |  |  |  |  |  |
| 10 | Флаг Бразилии  | ПЗ  | Маркиньос                           | 1999 |  |  |  |  |  |

| 18 | Флаг России             | ПЗ  | Наиль Умяров           | 2000 |  |  |  |  |  |
| 19 | Флаг Парагвая           | ПЗ  | Хесус Медина           | 1997 |  |  |  |  |  |
| 24 | Флаг России             | ПЗ  | Никита Массалыга       | 2007 |  |  |  |  |  |
| 25 | Флаг России             | ПЗ  | Данил Пруцев           | 2000 |  |  |  |  |  |
| 27 | Флаг России             | ПЗ  | Игорь Дмитриев         | 2004 |  |  |  |  |  |
| 28 | Флаг России             | ПЗ  | Даниил Зорин           | 2004 |  |  |  |  |  |
| 35 | Флаг Люксембурга        | ПЗ  | Кристофер Мартинс      | 1997 |  |  |  |  |  |
| 47 | Флаг России             | ПЗ  | Роман Зобнин (капитан) | 1994 |  |  |  |  |  |
| 77 | Флаг ДР Конго           | ПЗ  | Тео Бонгонда           | 1995 |  |  |  |  |  |
| 83 | Флаг Португалии         | ПЗ  | Жедсон Фернандеш       | 1999 |  |  |  |  |  |
|    |                         |     |                        |      |  |  |  |  |  |
| 9  | Флаг Коста-Рики         | Нап | Манфред Угальде        | 2002 |  |  |  |  |  |
| 11 | Флаг Тринидада и Тобаго | Нап | Ливай Гарсия           | 1997 |  |  |  |  |  |
| 91 | Флаг России             | Нап | Антон Заболотный       | 1991 |  |  |  |  |  |

### Молодёжный состав
| 32 | Флаг России | Вр  | Руслан Пичиенко       | 2008 |  |  |  |  |  |
| 45 | Флаг России | Вр  | Александр Прохоров    | 2007 |  |  |  |  |  |
| 49 | Флаг России | Вр  | Владислав Джураев     | 2007 |  |  |  |  |  |
| 54 | Флаг России | Вр  | Даниил Лукин          | 2007 |  |  |  |  |  |
|    |             |     |                       |      |  |  |  |  |  |
| 44 | Флаг России | Защ | Артём Носачёв         | 2007 |  |  |  |  |  |
| 53 | Флаг России | Защ | Георгий Долбиев       | 2007 |  |  |  |  |  |
| 57 | Флаг России | Защ | Николай Дергач        | 2008 |  |  |  |  |  |
| 62 | Флаг России | Защ | Кирилл Сечкин         | 2006 |  |  |  |  |  |
| 63 | Флаг России | Защ | Ярослав Мельников     | 2007 |  |  |  |  |  |
| 67 | Флаг России | Защ | Никита Ромась         | 2008 |  |  |  |  |  |
| 71 | Флаг России | Защ | Александр Добродицкий | 2007 |  |  |  |  |  |
| 83 | Флаг России | Защ | Матвей Кузнецов       | 2008 |  |  |  |  |  |
| 85 | Флаг России | Защ | Максим Серов          | 2008 |  |  |  |  |  |
|    |             |     |                       |      |  |  |  |  |  |
| 24 | Флаг России | ПЗ  | Никита Массалыга      | 2007 |  |  |  |  |  |
| 33 | Флаг России | ПЗ  | Герман Парфёнов       | 2006 |  |  |  |  |  |
| 36 | Флаг России | ПЗ  | Эльвин Аллахвердиев   | 2007 |  |  |  |  |  |
| 40 | Флаг России | ПЗ  | Иван Сорокин          | 2008 |  |  |  |  |  |
| 42 | Флаг России | ПЗ  | Арсений Кондояниди    | 2007 |  |  |  |  |  |

| 48 | Флаг России | ПЗ  | Иван Кобелев     | 2007 |  |  |  |  |  |
| 51 | Флаг России | ПЗ  | Кирилл Макаров   | 2006 |  |  |  |  |  |
| 69 | Флаг России | ПЗ  | Илья Иварлак     | 2009 |  |  |  |  |  |
| 70 | Флаг России | ПЗ  | Макар Высоченко  | 2008 |  |  |  |  |  |
| 74 | Флаг России | ПЗ  | Захар Дятлов     | 2007 |  |  |  |  |  |
| 75 | Флаг России | ПЗ  | Рем Хэдрик       | 2007 |  |  |  |  |  |
| 76 | Флаг России | ПЗ  | Никита Кочанов   | 2008 |  |  |  |  |  |
| 78 | Флаг России | ПЗ  | Павел Пелевин    | 2008 |  |  |  |  |  |
| 87 | Флаг России | ПЗ  | Даниил Макушенко | 2008 |  |  |  |  |  |
| 91 | Флаг России | ПЗ  | Андрей Трофимов  | 2006 |  |  |  |  |  |
|    |             |     |                  |      |  |  |  |  |  |
| 34 | Флаг России | Нап | Георгий Рыков    | 2007 |  |  |  |  |  |
| 65 | Флаг России | Нап | Дмитрий Шопин    | 2007 |  |  |  |  |  |
| 73 | Флаг России | Нап | Вадим Цыганков   | 2008 |  |  |  |  |  |
| 79 | Флаг России | Нап | Даниил Житников  | 2007 |  |  |  |  |  |
| 89 | Флаг России | Нап | Виктор Солопов   | 2007 |  |  |  |  |  |
| 94 | Флаг России | Нап | Роман Фролов     | 2008 |  |  |  |  |  |
| 96 | Флаг России | Нап | Захар Чушкин     | 2008 |  |  |  |  |  |

### Вне состава
| \| № \| \| Поз. \| Имя \| Год рождения \| \| - \| \| ---- \| ------------- \| ------------ \| \| \| \| ПЗ \| Максим Лайкин \| 2003 \| |             |      |               |              |
| № |             | Поз. | Имя           | Год рождения |
| | Флаг России | ПЗ   | Максим Лайкин | 2003         |

### Игроки в аренде
| \| № \| \| Поз. \| Имя \| Год рождения \| \| -- \| \| ---- \| ---------------------------------------------------- \| ------------ \| \| 17 \| \| ПЗ \| Антон Зиньковский (в «Сочи» до 30 июня 2026) \| 1996 \| \| 23 \| \| Защ \| Никита Чернов (в «Крыльях Советов» до 30 июня 2026) \| 1996 \| \| 59 \| \| ПЗ \| Артём Крутовских (в «Чайке» до 30 июня 2026) \| 2007 \| \| 80 \| \| Защ \| Юрий Коледин (в «Леон Сатурне» до 31 декабря 2025) \| 2004 \| \| 84 \| \| ПЗ \| Даниил Плотников (в «Химике» до 31 декабря 2025) \| 2006 \| \| 91 \| \| Нап \| Антон Рощин (в «Ленинградце» до 30 июня 2026) \| 2005 \| \| 93 \| \| Нап \| Артём Быковский (в «Тюмени» до 30 июня 2026) \| 2004 \| \| 94 \| \| Нап \| Александр Помалюк (в «Чертаново» до 31 декабря 2025) \| 2007 \| |             |      |                                                      |              |
| № |             | Поз. | Имя                                                  | Год рождения |
| 17 | Флаг России | ПЗ   | Антон Зиньковский (в «Сочи» до 30 июня 2026)         | 1996         |
| 23 | Флаг России | Защ  | Никита Чернов (в «Крыльях Советов» до 30 июня 2026)  | 1996         |
| 59 | Флаг России | ПЗ   | Артём Крутовских (в «Чайке» до 30 июня 2026)         | 2007         |
| 80 | Флаг России | Защ  | Юрий Коледин (в «Леон Сатурне» до 31 декабря 2025)   | 2004         |
| 84 | Флаг России | ПЗ   | Даниил Плотников (в «Химике» до 31 декабря 2025)     | 2006         |
| 91 | Флаг России | Нап  | Антон Рощин (в «Ленинградце» до 30 июня 2026)        | 2005         |
| 93 | Флаг России | Нап  | Артём Быковский (в «Тюмени» до 30 июня 2026)         | 2004         |
| 94 | Флаг России | Нап  | Александр Помалюк (в «Чертаново» до 31 декабря 2025) | 2007         |

## Трансферы

### Последние трансферы
Последние трансферы клуба см. здесь: ФК «Спартак» Москва в сезоне 2025/2026#Трансферы.

### Рекордные трансферы
Рекордные футбольные трансферы в истории «Спартака» в евро без учёта инфляции.

| Пришли | Пришли           | Пришли            | Пришли      | Пришли            | Пришли |
| №      | Игрок            | Страна            | Откуда      | Стоимость (€ млн) | Год    |
| ------ | ---------------- | ----------------- | ----------- | ----------------- | ------ |
| 1      | Жедсон Фернандеш | Португалия        | Бешикташ    | 20,78             | 2025   |
| 2      | Ливай Гарсия     | Тринидад и Тобаго | АЕК (Афины) | 18,7              | 2025   |
| 3      | Гус Тил          | Нидерланды        | АЗ          | 18                | 2019   |
| 4      | Эсекьель Барко   | Аргентина         | Ривер Плейт | 14                | 2024   |
| 5      | Манфред Угальде  | Коста-Рика        | Твенте      | 13                | 2024   |

| Ушли | Ушли              | Ушли       | Ушли              | Ушли              | Ушли |
| №    | Игрок             | Страна     | Куда              | Стоимость (€ млн) | Год  |
| ---- | ----------------- | ---------- | ----------------- | ----------------- | ---- |
| 1    | Квинси Промес     | Нидерланды | Севилья           | 21                | 2018 |
| 2    | Роман Павлюченко  | Россия     | Тоттенхэм Хотспур | 17,4              | 2008 |
| 3    | Фернандо          | Бразилия   | Бэйцзин Гоань     | 15                | 2019 |
| 4    | Эммануэль Эменике | Нигерия    | Фенербахче        | 13                | 2013 |
| 5    | Зе Луиш           | Кабо-Верде | Порту             | 10,75             | 2019 |

## Руководство клуба
- Александр Матыцын — председатель совета директоров[9]
- Олег Малышев — генеральный директор
- Франсис Кахигао[англ.] — спортивный директор[257]
- Марко Бискупович[англ.] — заместитель спортивного директора[258]
- Артём Ребров — технический координатор
- Дмитрий Волков — финансовый директор
- Вячеслав Соловьёв — коммерческий директор[259]
- Дмитрий Зеленов — руководитель пресс-службы
- Михаил Пряничников — директор по коммуникациям
- Кирилл Козлов — руководитель медицинского департамента

## Тренерский штаб

### Основной состав

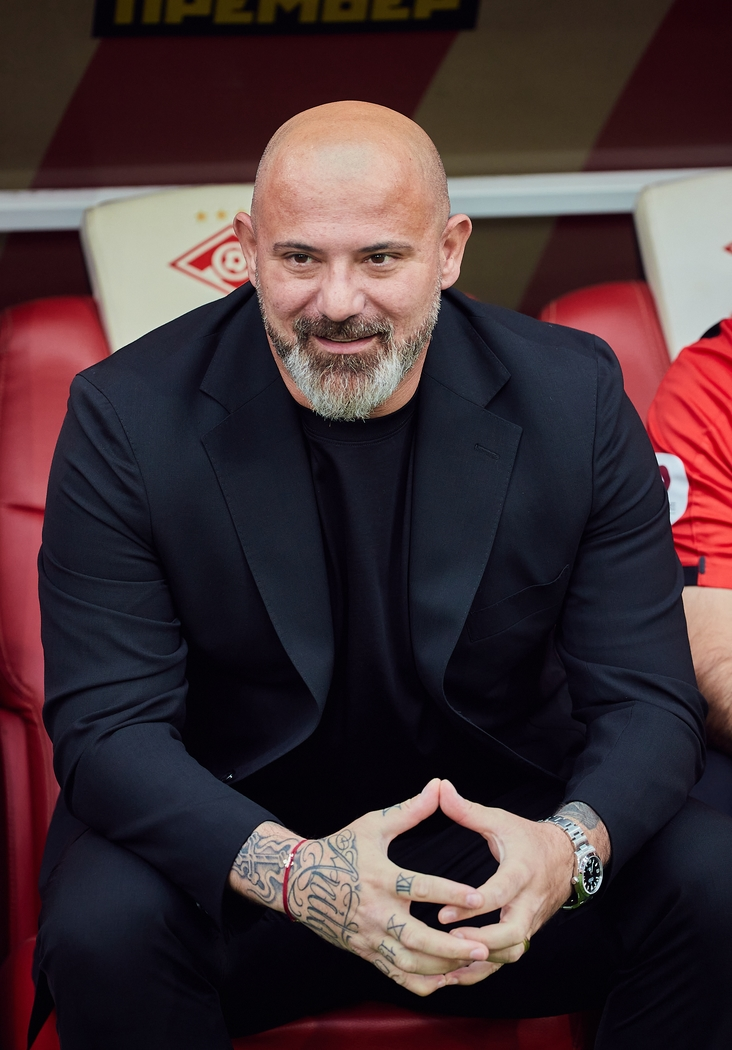
Деян Станкович — главный тренер «Спартака» с 2024 года

- Деян Станкович — главный тренер
- Ненад Сакич — ассистент главного тренера
- Ненад Джорджевич — ассистент главного тренера
- Вадим Романов — ассистент главного тренера
- Пьерлуиджи Бривио — тренер вратарей
- Александр Мельников — тренер вратарей
- Федерико Паннончини — тренер по физической подготовке
- Александр Зайченко — тренер по физической подготовке
- Амадор Санчес — тренер по физической подготовке
- Винченцо Сассо — аналитик
- Андер Карбахо — аналитик[260]
- Даниил Баженов — аналитик[260]
- Андреа Фардоне — аналитик[261]

### Молодёжный состав
- Игорь Рябов — главный тренер
- Дмитрий Ратников — ассистент главного тренера
- Григорий Меликов — тренер вратарей
- Евгений Белов — тренер-аналитик
- Вадим Боровский — тренер по физической подготовке

## Стадион

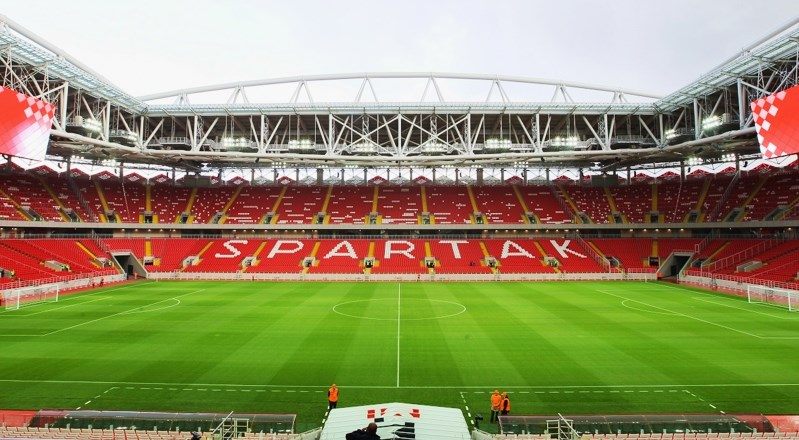
«Лукойл Арена»

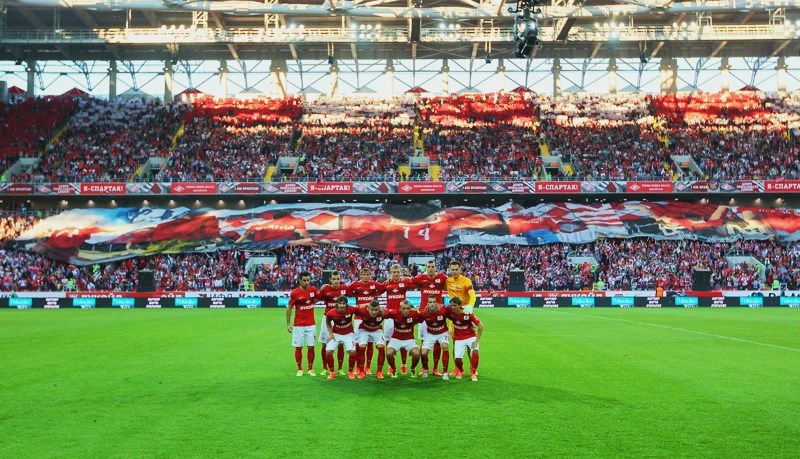
«Спартак» в матче открытия стадиона против «Црвены звезды»

До 2014 года у «Спартака» не было собственного стадиона. На протяжении своей истории команда играла домашние матчи на разных московских стадионах, прежде всего на «Локомотиве» и в «Лужниках». После покупки клуба Андреем Червиченко в начале 2000-х годов им были сделаны несколько заявлений о скорейшем строительстве стадиона, однако постройка так и не началась.
После того как контрольный пакет акций клуба был выкуплен Леонидом Федуном, им были предприняты реальные шаги к продвижению проекта стадиона, и в 2006 году правительством Москвы был выделен участок Тушинского аэрополя под строительство стадиона. Проект предусматривал основную арену на 42 000 зрителей с естественным газоном и спортивно-развлекательный зал для занятий теннисом, гандболом, баскетболом и волейболом на 12 000 зрителей. К моменту постройки стадиона была расконсервирована и достроена находящаяся неподалёку станция метро «Волоколамская» Таганско-Краснопресненской линии, законсервированная в 1975 году и получившая перед открытием название «Спартак». Церемония закладки первого камня прошла 2 июня 2007 года.
19 февраля 2013 года было объявлено, что в результате соглашения с банком «Открытие» стадион на протяжении 6 лет будет носить название «Открытие Арена». Первый матч на новом стадионе состоялся 5 сентября 2014 года, когда «Спартак» принял сербскую «Црвену звезду» — 1:1. Первый официальный матч прошёл 14 сентября: в 7-м туре чемпионата России «Спартак» обыграл московское «Торпедо» — 3:1.
Ввод «Открытие Арены» в эксплуатацию и последовавший за этим рост выручки юридического лица позволили клубу занять 36-е место в рейтинге самых быстрорастущих компаний России по версии РБК. В строительство 45-тысячника владелец «Спартака» вложил 14,5 миллиарда рублей. По подсчётам РБК, в сезоне-2014/15 основными статьями доходов от стадиона стали продажа клубом билетов (315 миллионов рублей), абонементов (68,5 миллиона), атрибутики (200 миллионов), сдача в аренду VIP-лож (250 миллионов), помещений для точек общепита (20—28 миллионов) и всего стадиона (30 миллионов), а также рекламные контракты (до 200 миллионов рублей в год с банком «Открытие»).

## Тренировочная база
До 2020 года основная команда тренировалась на спортивно-тренировочной базе, расположенной в Подмосковье в посёлке Черкизово, недалеко от села Тарасовка. Земля под Тарасовку досталась «Спартаку» в 1930-е годы, когда клуб спонсировала Промкооперация. На участке построили стадион на несколько тысяч мест и деревянную гостиницу, где спартаковцы жили следующие сорок лет. В Тарасовке тренировались не только спартаковцы. Долгое время это была самая современная база страны, поэтому туда регулярно заезжала сборная СССР. В 1956 году там готовилась команда, в итоге ставшая чемпионом мельбурнской Олимпиады. Там же проходили сборы перед ЧМ-1958. В середине 70-х годов спартаковскую базу уже сложно было назвать современной. С приходом Константина Бескова в «Спартак» в 1977 году он сразу же занялся модернизацией базы, именно при Бескове в Тарасовке построили новую гостиницу. Старое двухэтажное здание, которое появилось в 30-е годы, раздражало тем, что было близко от железнодорожной магистрали Москва — Ярославль. Бесков говорил, что когда спит в Тарасовке и проходит поезд, то ему кажется, будто он в купе. В начале 90-х годов при Олеге Романцеве Тарасовку обнесли забором, это было сделано из-за того, что местные жители могли спокойно зайти на территорию базы и делать что захотят. В 2011 году база была капитально отремонтирована и реконструирована. Внутренней дизайн базы выполнен в красно-белых тонах, отремонтированы номера футболистов и тренерского штаба, реабилитационно-восстановительный центр, баня и бассейн. С октября 2019 года на тарасовской базе проводит свои тренировки молодёжная команда, также до мая 2022 года тренировки проводил и «Спартак-2». 16 февраля 2020 года «Тамбов» арендовал базу и начал на ней тренироваться до конца сезона 2019/20.
С 2016 года возле «Открытие Арены» началось строительство новой базы «Спартака». 17 апреля 2017 года база была сдана в эксплуатацию. Тренировочная база состоит из шести футбольных полей с натуральным и искусственным покрытием. Помимо футбольных полей, инфраструктура включает одноэтажное здание футбольной базы площадью 2,8 тыс. м². В подземном этаже размещены помещения для хранения оборудования и специальной техники по уходу за футбольными полями. В надземной части — главный вестибюль, зона регистрации, гардероб, раздевалки с душевыми и санузлами, массажные, комнаты тренеров, кладовые для хранения формы и бутс, тренажёрный зал и зал тактической подготовки, медицинский и процедурный кабинеты. Фасады здания выполнены в официальных цветах клуба «Спартак». База использовалась на чемпионате мира по футболу 2018. В октябре 2019 года после прихода на пост главного тренера Доменико Тедеско, «Спартак» решил переехать на базу в Тушино, так как Тарасовка смутила Тедеско с точки зрения логистики — ему не понравились удалённость от города и постоянная напряжённая дорожная ситуация на этом направлении.

## Академия ФК «Спартак»
Академия была создана в 1934 году.
В январе 2010 года спартаковская СДЮШОР получила новое название — «Академия „Спартак“ по футболу имени Ф. Ф. Черенкова». Считается лучшей футбольной академией среди академий в Московской федерации футбола. На стадионе Академии, вмещающем 3077 зрителей, проводят свои матчи вторая и молодёжная команды «Спартака».
27 августа 2018 года в манеже академии прошла траурная церемония прощания с олимпийским чемпионом по футболу 1956 года и ветераном ФК «Спартак» Алексеем Парамоновым.

## Персоналии

### Футболисты, сыгравшие 100 и более матчей за клуб
В список футболистов, сыгравших 100 и более матчей за клуб, входят 157 человек. Учитываются только матчи официальных турниров (Чемпионат СССР, Кубок СССР, Чемпионат России, Кубок России, Кубок Федерации футбола СССР, приз Всесоюзного комитета, Кубок Премьер-лиги, Суперкубок России, Кубок чемпионов УЕФА / Лига чемпионов УЕФА, Кубок УЕФА / Лига Европы УЕФА, Кубок обладателей кубков УЕФА, Кубок Интертото).
- Николай Абрамов
- Айртон
- Дмитрий Аленичев
- Вячеслав Амбарцумян
- Джано Ананидзе
- Дмитрий Ананко
- Валерий Андреев
- Ари
- Никита Баженов
- Сергей Базулев
- Зелимхан Бакаев
- Василий Баранов
- Владимир Бесчастных
- Сальваторе Боккетти
- Денис Бояринцев
- Александр Бубнов
- Владимир Букиевский
- Виктор Булатов
- Михаил Булгаков
- Владимир Быстров
- Веллитон
- Юрий Гаврилов
- Эдгар Гесс
- Валерий Гладилин
- Георгий Глазков
- Денис Глушаков
- Сергей Горлукович
- Ринат Дасаев
- Николай Дементьев
- Даниил Денисов
- Георгий Джикия
- Артём Дзюба
- Валерий Дикарев
- Андрей Ещенко
- Самюэль Жиго
- Роман Зобнин
- Валентин Ивакин
- Андрей Иванов
- Михаил Игнатов
- Анатолий Ильин
- Анатолий Исаев
- Мартин Йиранек
- Александр Калашников
- Максим Калиниченко
- Василий Калинов
- Рафаэл Кариока
- Валерий Карпин
- Валерий Кечинов
- Николай Киселёв
- Войцех Ковалевски
- Сергей Ковальчук
- Радослав Ковач
- Юрий Ковтун
- Александр Кокорев
- Дмитрий Комбаров
- Иван Конов
- Алексей Корнеев
- Анатолий Крутиков
- Борис Кузнецов
- Евгений Кузнецов
- Василий Кульков
- Илья Кутепов
- Алексей Леонтьев
- Руслан Литвинов
- Евгений Ловчев
- Геннадий Логофет
- Зе Луиш
- Евгений Макеев
- Александр Максименко
- Константин Малинин
- Рамиз Мамедов
- Кристофер Мартинс
- Владимир Маслаченко
- Анатолий Маслёнкин
- Лоренсо Мельгарехо
- Александр Минаев
- Игор Митрески
- Иван Мозер
- Геннадий Морозов
- Александр Мостовой
- Моцарт
- Игорь Нетто
- Юрий Никифоров
- Сергей Новиков
- Сергей Ольшанский
- Виктор Онопко
- Николай Осянин
- Александр Павленко
- Роман Павлюченко
- Виктор Папаев
- Алексей Парамонов
- Дмитрий Парфёнов
- Сергей Паршивлюк
- Николай Паршин
- Виктор Пасулько
- Владимир Петров
- Николай Писарев
- Александр Пискарев
- Борис Поздняков
- Дмитрий Попов
- Квинси Промес
- Александр Прохоров
- Данил Пруцев
- Андрей Пятницкий
- Артём Ребров
- Владимир Редин
- Валерий Рейнгольд
- Робсон
- Сергей Родионов
- Сергей Рожков
- Олег Романцев
- Александр Рысцов
- Константин Рязанцев
- Сергей Сальников
- Александр Самедов
- Виктор Самохин
- Юрий Севидов
- Юрий Седов
- Александр Селихов
- Виктор Семёнов
- Евгений Сидоров
- Джемал Силагадзе
- Никита Симонян
- Александр Соболев
- Алексей Соколов
- Василий Соколов
- Виктор Соколов
- Анатолий Солдатов
- Александр Сорокин
- Владимир Сочнов
- Андрей Старостин
- Владимир Степанов
- Юрий Суслопаров
- Марек Сухи
- Борис Татушин
- Виктор Терентьев
- Олег Тимаков
- Егор Титов
- Андрей Тихонов
- Николай Тищенко
- Наиль Умяров
- Юрий Фалин
- Александр Филимонов
- Вагиз Хидиятуллин
- Дмитрий Хлестов
- Даниил Хлусевич
- Галимзян Хусаинов
- Илья Цымбаларь
- Фёдор Черенков
- Станислав Черчесов
- Сергей Шавло
- Игорь Шалимов
- Александр Ширко
- Валерий Шмаров
- Мартин Штранцль
- Владимир Янкин
- Георгий Ярцев

### Главные тренеры
- Антонин Фивебр (1936)
- Михаил Козлов (1936)

Первый тренер клуба — Антонин Фивебр

- Константин Квашнин (1937—1938)
- Пётр Попов (1938—1939)
- Владимир Горохов (1940)
- Пётр Попов (1941)
- Владимир Горохов (1942—1943)
- Константин Квашнин (1944)
- Пётр Исаков (1945, и. о.)
- Альберт Вольрат (1945—1947)
- Константин Квашнин (1948)
- Абрам Дангулов (1949—1951)
- Георгий Глазков (1951)
- Василий Соколов (1952—1954)
- Николай Гуляев (1955—1959)
- Никита Симонян (1960—1965)
- Николай Гуляев (1966)
- Сергей Сальников (1967)
- Никита Симонян (1967—1972)
- Николай Гуляев (1973—1975)
- Анатолий Крутиков (1976)
- Константин Бесков (1977—1988)
- Олег Романцев (1989—1995)
- Георгий Ярцев (1996)
- Олег Романцев (1997—2003)
- Андрей Чернышов (2003)
- Владимир Федотов (2003, и. о.)
- Невио Скала (2004)
- Александр Старков (2004—2006)
- Владимир Федотов (2006—2007)
- Станислав Черчесов (2007—2008)
- Игорь Ледяхов (2008, и. о.)
- Микаэль Лаудруп (2008—2009)
- Валерий Карпин (2009—2012)
- Унаи Эмери (2012)
- Валерий Карпин (2012—2014)
- Дмитрий Гунько (2014)
- Мурат Якин (2014—2015)
- Дмитрий Аленичев (2015—2016)
- Массимо Каррера (2016—2018)
- Рауль Рианчо (2018, и. о.)
- Олег Кононов (2018—2019)
- Сергей Кузнецов (2019, и. о.)
- Доменико Тедеско (2019—2021)
- Руй Витория (2021)
- Паоло Ваноли (2022)
- Гильермо Абаскаль (2022—2024)
- Владимир Слишкович (2024, и. о.)
- Деян Станкович (2024—н. в.)

### Начальники команды
- Николай Старостин (1934—1935)[278]
- Сергей Руднев (1936)[279]
- Иван Филиппов (1936—1941)[280]
- Владимир Степанов (1944)[281]
- Николай Дурнев (1952—1956)[282]
- Василий Соколов (1954)[283]
- Николай Старостин (1955—1964)[278]
- Никита Симонян (1965)[284]
- Анатолий Беленков (1965)[285]
- Андрей Сосульников (1966)[286]
- Николай Старостин (1967—1975)[278]
- Иван Варламов (1976)[287]
- Николай Старостин (1977—1996)[278]
- Валерий Жиляев (1996—2012)[288]
- Рустам Хафизов (2012—2014)[289]
- Евгений Дёмин (2015—2017)[290]
- Василий Козловцев (2017—н. в.)[291]

### Руководители клуба
- Юрий Шляпин (1989—1993)[b][292][293]
- Олег Романцев (1993—2002)[c][292][293]
- Андрей Червиченко (2002—2004)[c][292][293]
- Леонид Федун (2004—2022)[d][292][293]
- Александр Матыцын (2022—н. в.)[e][9][294]

### Капитаны «Спартака» в чемпионате СССР

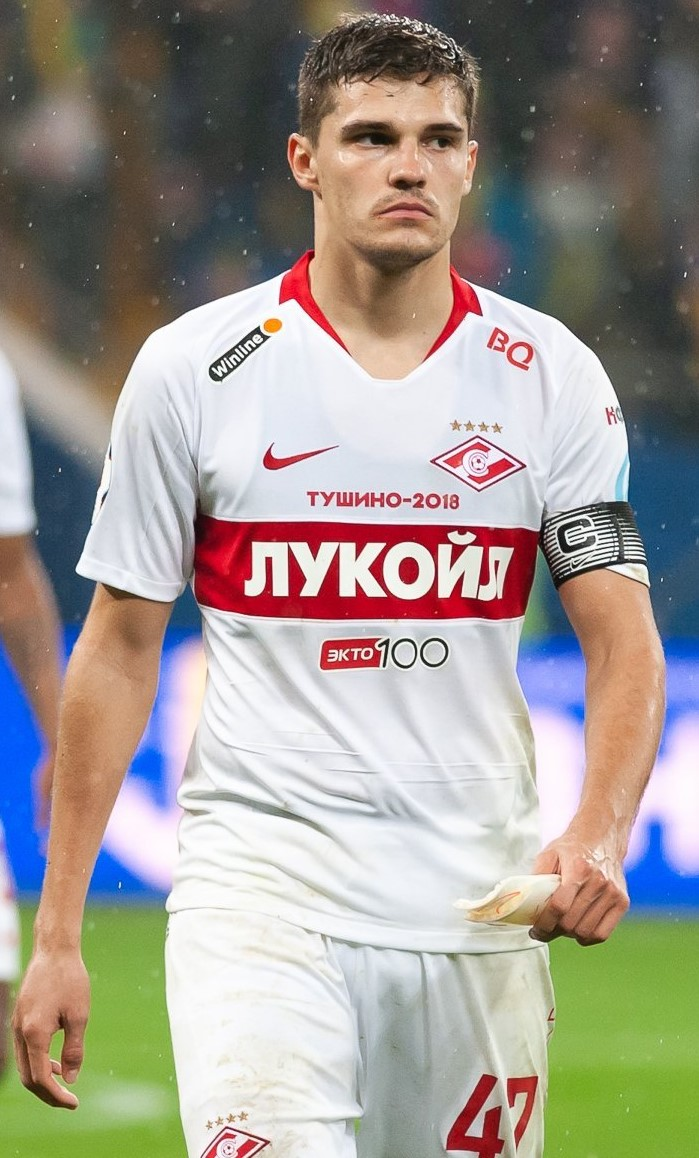
Роман Зобнин — капитан команды с 2024 года

| Период    | Капитан             |
| --------- | ------------------- |
| 1935—1936 | Александр Старостин |
| 1937—1941 | Андрей Старостин    |
| 1952—1966 | Игорь Нетто         |
| 1966—1967 | Владимир Маслаченко |
| 1967—1972 | Галимзян Хусаинов   |
| 1972—1974 | Геннадий Логофет    |
| 1975—1978 | Евгений Ловчев      |
| 1979—1983 | Олег Романцев       |
| 1983—1988 | Ринат Дасаев        |
| 1989—1990 | Фёдор Черенков      |
| 1990—1991 | Василий Кульков     |

### Капитаны «Спартака» в чемпионате России
| Период     | Капитан            |
| ---------- | ------------------ |
| 1992—1993  | Станислав Черчесов |
| 1994—1995  | Виктор Онопко      |
| 1995—1996  | Юрий Никифоров     |
| 1997—1998  | Илья Цымбаларь     |
| 1999—2000  | Андрей Тихонов     |
| 2000—2003  | Егор Титов         |
| 2004       | Юрий Ковтун        |
| 2004—2005  | Дмитрий Аленичев   |
| 2005—2008  | Егор Титов         |
| 2008       | Моцарт             |
| 2008       | Радослав Ковач     |
| 2009—2010  | Мартин Йиранек     |
| 2010—2011  | Алекс              |
| 2011—2012  | Сергей Паршивлюк   |
| 2012—2013  | Андрей Дикань      |
| 2013—2014  | Дмитрий Комбаров   |
| 2014—2016  | Артём Ребров       |
| 2016—2019  | Денис Глушаков     |
| 2019—2024  | Георгий Джикия     |
| 2024—н. в. | Роман Зобнин       |

## Достижения игроков и тренеров

### Футболисты года СССР
Следующие футболисты становились футболистами года в СССР, являясь игроками «Спартака»:
- Евгений Ловчев — 1972
- Ринат Дасаев — 1982
- Фёдор Черенков (2) — 1983, 1989

### Лучшие бомбардиры чемпионата СССР
Следующие футболисты становились лучшими бомбардирами чемпионата СССР, являясь игроками «Спартака»:
- Георгий Глазков — 1936 (о)
- Леонид Румянцев — 1937
- Никита Симонян (3) — 1949, 1950, 1953
- Анатолий Ильин (2) — 1954, 1958
- Юрий Севидов — 1962
- Николай Осянин — 1969
- Георгий Ярцев — 1978
- Юрий Гаврилов — 1983
- Сергей Родионов — 1989
- Валерий Шмаров — 1990

### Вратари года в СССР
Следующие футболисты становились лучшими вратарями года в СССР, являясь игроками «Спартака»:
- Александр Прохоров (2) — 1974, 1975
- Ринат Дасаев (6) — 1980, 1982, 1983, 1985, 1987, 1988
- Станислав Черчесов (2) — 1989, 1990

### Тренер года в России
Следующие тренеры становились тренерами года в России, руководя «Спартаком»:
- Олег Романцев (8) — 1993, 1994, 1995, 1997, 1998, 1999, 2000, 2001
- Георгий Ярцев — 1996
- Массимо Каррера — 2016/17

### Футболисты года в России (еженедельник «Футбол»)
Следующие футболисты становились футболистами года в России, являясь игроками «Спартака»:
- Виктор Онопко (2) — 1992, 1993
- Илья Цымбаларь — 1995
- Андрей Тихонов — 1996
- Дмитрий Аленичев — 1997
- Егор Титов (2) — 1998, 2000
- Квинси Промес — 2017

### Футболисты года в России («Спорт-Экспресс»)
Следующие футболисты становились футболистами года в России, являясь игроками «Спартака»:
- Игорь Ледяхов — 1992
- Виктор Онопко — 1993
- Илья Цымбаларь — 1995
- Андрей Тихонов — 1996
- Дмитрий Аленичев — 1997
- Егор Титов (2) — 1998, 2000

### Лучшие бомбардиры чемпионата России
Следующие футболисты становились лучшими бомбардирами чемпионата России, являясь игроками «Спартака»:
- Роман Павлюченко (2) — 2006, 2007
- Веллитон (2) — 2009, 2010
- Юра Мовсисян — 2012/13
- Квинси Промес — 2017/18
- Манфред Угальде — 2024/25

### Вратари года в России
Следующие футболисты становились вратарями года в России, являясь игроками «Спартака»:
- Станислав Черчесов — 1992
- Александр Филимонов — 1998
- Артём Ребров — 2014/15
- Александр Максименко — 2019/20 — 2020/21

### Обладатели Кубка африканских наций
Следующие футболисты становились обладателями Кубка африканских наций, являясь игроками «Спартака»:
- Эммануэль Эменике — 2013

### Чемпионы Европы
Следующие футболисты становились чемпионами Европы, являясь игроками «Спартака»:
- Анатолий Крутиков — 1960
- Анатолий Маслёнкин — 1960
- Игорь Нетто — 1960

### Олимпийские чемпионы
Следующие футболисты становились олимпийскими чемпионами, являясь игроками «Спартака»:
- Анатолий Ильин — 1956
- Анатолий Исаев — 1956
- Анатолий Маслёнкин — 1956
- Игорь Нетто — 1956
- Михаил Огоньков — 1956
- Алексей Парамонов — 1956
- Сергей Сальников — 1956
- Никита Симонян — 1956
- Борис Татушин — 1956
- Николай Тищенко — 1956
- Евгений Кузнецов — 1988
- Клементе Родригес — 2004

### МФФИИС
Следующие футболисты, игравшие за «Спартак», числятся лучшими вратарями мира по версии МФФИИС:
- Ринат Дасаев — 1988

### ФИФА 100
Следующие футболисты, игравшие за «Спартак», числятся в списке ФИФА 100:
- Ринат Дасаев

### Клуб 100 российских бомбардиров
Следующие футболисты, игравшие за «Спартак», числятся в списке клуба 100 российских бомбардиров:
- Роман Павлюченко
- Сергей Родионов
- Александр Мостовой
- Владимир Бесчастных
- Фёдор Черенков
- Юрий Гаврилов
- Андрей Тихонов
- Валерий Карпин
- Артём Дзюба
- Дмитрий Сычёв
- Егор Титов
- Ари
- Павел Погребняк
- Александр Кокорин

### Клуб Григория Федотова
Следующие футболисты, игравшие за «Спартак», числятся в списке клуба Григория Федотова:
- Роман Павлюченко
- Никита Симонян
- Сергей Родионов
- Александр Мостовой
- Владимир Бесчастных
- Галимзян Хусаинов
- Валерий Карпин
- Артём Дзюба
- Фёдор Черенков
- Юрий Гаврилов
- Сергей Сальников
- Андрей Тихонов
- Дмитрий Сычёв
- Всеволод Бобров
- Николай Дементьев
- Егор Титов
- Павел Погребняк
- Анатолий Ильин

### Клуб Игоря Нетто
Следующие футболисты, игравшие за «Спартак», числятся в списке клуба Игоря Нетто:
- Дмитрий Аленичев
- Владимир Бесчастных
- Денис Глушаков
- Ринат Дасаев
- Артём Дзюба
- Валерий Карпин
- Юрий Ковтун
- Евгений Ловчев
- Александр Мостовой
- Игорь Нетто
- Юрий Никифоров
- Виктор Онопко
- Роман Павлюченко
- Александр Самедов
- Вагиз Хидиятуллин
- Дмитрий Хлестов
- Роман Широков

### Клуб Льва Яшина
Следующие футболисты, игравшие за «Спартак», числятся в списке клуба Льва Яшина:
- Ринат Дасаев
- Анзор Кавазашвили
- Александр Филимонов
- Станислав Черчесов
- Владимир Маслаченко
- Руслан Нигматуллин
- Йонас Баужа
- Александр Беленов

## Рекордсмены клуба

### Игроки-рекордсмены
| Рекордсмены клуба по количеству матчей | Рекордсмены клуба по количеству матчей |
| Игрок                                  | Матчи                                  |
| -------------------------------------- | -------------------------------------- |
| Фёдор Черенков                         | 514                                    |
| Егор Титов                             | 446                                    |
| Ринат Дасаев                           | 428                                    |
| Геннадий Логофет                       | 418                                    |
| Галимзян Хусаинов                      | 408                                    |
| Игорь Нетто                            | 406                                    |
| Сергей Родионов                        | 388                                    |
| Юрий Гаврилов                          | 347                                    |
| Сергей Шавло                           | 315                                    |
| Алексей Парамонов                      | 310                                    |

| Лучшие бомбардиры в истории клуба | Лучшие бомбардиры в истории клуба |
| Игрок                             | Голы                              |
| --------------------------------- | --------------------------------- |
| Никита Симонян                    | 162                               |
| Сергей Родионов                   | 155                               |
| Галимзян Хусаинов                 | 129                               |
| Фёдор Черенков                    | 129                               |
| Юрий Гаврилов                     | 115                               |
| Квинси Промес                     | 114                               |
| Егор Титов                        | 106                               |
| Анатолий Ильин                    | 91                                |
| Андрей Тихонов                    | 90                                |
| Роман Павлюченко                  | 89                                |

### В чемпионатах СССР
| #  | Футболист         | Период               | Игр |
| -- | ----------------- | -------------------- | --- |
| 1  | Игорь Нетто       | 1949—1966            | 367 |
| 2  | Фёдор Черенков    | 1977—1990, 1991      | 366 |
| 3  | Геннадий Логофет  | 1961—1975            | 350 |
| 4  | Галимзян Хусаинов | 1961—1973            | 347 |
| 5  | Ринат Дасаев      | 1978—1988            | 335 |
| 6  | Юрий Гаврилов     | 1977—1985            | 280 |
| 7  | Сергей Родионов   | 1979—1990            | 279 |
| 8  | Анатолий Крутиков | 1959—1969            | 269 |
| 9  | Алексей Парамонов | 1947—1959            | 264 |
| 10 | Василий Соколов   | 1938—1941, 1942—1951 | 259 |

| #  | Футболист         | Период               | Голов |
| -- | ----------------- | -------------------- | ----- |
| 1  | Никита Симонян    | 1949—1959            | 135   |
| 2  | Сергей Родионов   | 1979—1990            | 119   |
| 3  | Галимзян Хусаинов | 1961—1973            | 102   |
| 4  | Юрий Гаврилов     | 1977—1985            | 90    |
| 5  | Фёдор Черенков    | 1977—1990, 1991      | 89    |
| 6  | Анатолий Ильин    | 1949—1962            | 83    |
| 7  | Сергей Сальников  | 1946—1949, 1955—1960 | 63    |
| 8  | Алексей Парамонов | 1947—1959            | 62    |
| 9  | Николай Дементьев | 1946—1954            | 56    |
| 10 | Георгий Ярцев     | 1977—1980            | 55    |

### В чемпионатах России
| #   | Футболист            | Период               | Игр |
| --- | -------------------- | -------------------- | --- |
| 1   | Егор Титов           | 1995—2008            | 324 |
| 2   | Дмитрий Комбаров     | 2010—2019            | 226 |
| 3   | Роман Зобнин         | 2016—н. в.           | 216 |
| 4—5 | Андрей Тихонов       | 1992—2000, 2011      | 192 |
| 4—5 | Квинси Промес        | 2014—2018, 2021—2023 | 192 |
| 6   | Дмитрий Хлестов      | 1992—2000, 2002      | 183 |
| 7   | Евгений Макеев       | 2009—2017            | 165 |
| 8   | Георгий Джикия       | 2017—2024            | 164 |
| 9   | Александр Максименко | 2017—н. в.           | 156 |
| 10  | Сергей Паршивлюк     | 2007—2016            | 148 |

| #  | Футболист           | Период               | Голов |
| -- | ------------------- | -------------------- | ----- |
| 1  | Квинси Промес       | 2014—2018, 2021—2023 | 94    |
| 2  | Егор Титов          | 1995—2008            | 87    |
| 3  | Роман Павлюченко    | 2003—2008            | 69    |
| 4  | Андрей Тихонов      | 1992—2000, 2011      | 68    |
| 5  | Веллитон            | 2007—2012            | 57    |
| 6  | Владимир Бесчастных | 1992—1994, 2001—2002 | 56    |
| 7  | Александр Соболев   | 2020—2024            | 43    |
| 8  | Илья Цымбаларь      | 1993—1999            | 42    |
| 9  | Александр Ширко     | 1995—2001            | 40    |
| 10 | Валерий Кечинов     | 1993—2000            | 35    |

### Рекордсмены «Спартака» в еврокубках
| #   | Футболист           | Период                | Игр |
| --- | ------------------- | --------------------- | --- |
| 1   | Егор Титов          | 1995—2008             | 77  |
| 2   | Дмитрий Хлестов     | 1989—2000, 2002       | 60  |
| 3—4 | Фёдор Черенков      | 1977—1990, 1991, 1993 | 54  |
| 3—4 | Сергей Родионов     | 1979—1990, 1993—1995  | 54  |
| 5   | Андрей Тихонов      | 1992—2000, 2011       | 53  |
| 6—7 | Ринат Дасаев        | 1978—1988             | 50  |
| 6—7 | Дмитрий Ананко      | 1991—2002             | 50  |
| 8   | Александр Филимонов | 1996—2001             | 47  |
| 9   | Илья Цымбаларь      | 1993—1999             | 43  |
| 10  | Робсон              | 1997—2001             | 39  |

| #   | Футболист        | Период                     | Голов |
| --- | ---------------- | -------------------------- | ----- |
| 1   | Сергей Родионов  | 1979—1990, 1993—1995       | 22    |
| 2—3 | Юрий Гаврилов    | 1977—1985                  | 18    |
| 2—3 | Андрей Тихонов   | 1992—2000, 2011            | 18    |
| 4—5 | Фёдор Черенков   | 1977—1990, 1991, 1993      | 15    |
| 4—5 | Егор Титов       | 1995—2008                  | 15    |
| 6   | Роман Павлюченко | 2003—2008                  | 14    |
| 7   | Александр Ширко  | 1995—2001                  | 11    |
| 8   | Валерий Карпин   | 1990—1994                  | 10    |
| 9   | Николай Писарев  | 1992—1995, 1998, 2000—2001 | 9     |
| 10  | Илья Цымбаларь   | 1993—1999                  | 8     |

### Рекордсмены среди вратарей
Рекордсмены по числу сухих матчей за «Спартак»
| #     | Футболист            | Период                           | Сухих матчей |
| ----- | -------------------- | -------------------------------- | ------------ |
| 1     | Ринат Дасаев         | 1978—1988                        | 185          |
| 2     | Станислав Черчесов   | 1984—1987, 1989—1993, 1995, 2002 | 103          |
| 3—4   | Владимир Маслаченко  | 1962—1968                        | 89           |
| 3—4   | Александр Филимонов  | 1996—2001                        | 89           |
| 5     | Александр Прохоров   | 1972—1978                        | 69           |
| 6     | Александр Максименко | 2017—н. в.                       | 68           |
| 7     | Артём Ребров         | 2011—2021                        | 47           |
| 8     | Анзор Кавазашвили    | 1969—1971                        | 45           |
| 9     | Алексей Леонтьев     | 1940—1949                        | 43           |
| 10—11 | Валентин Ивакин      | 1957—1962                        | 34           |
| 10—11 | Войцех Ковалевски    | 2003—2007                        | 34           |

## Болельщики

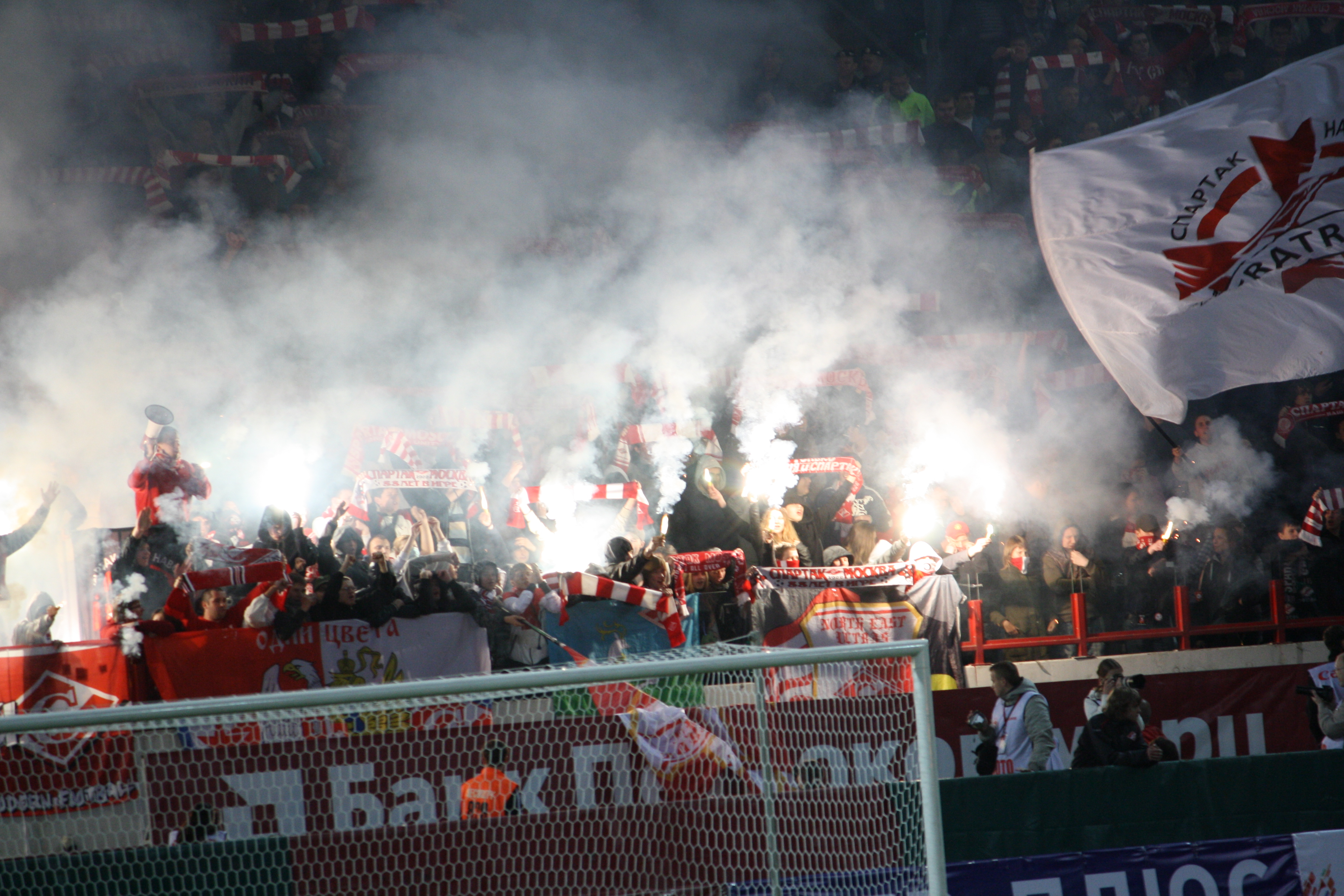
Поддержка болельщиков «Спартака» в 2010 году

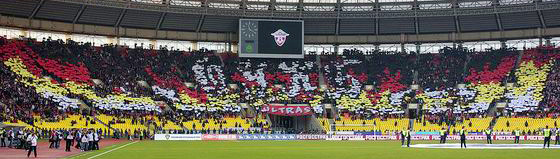
Перфоманс ОУКБ (аббревиатура, означающая «отсоси у красно-белых») на матче с ЦСКА. Сезон 2008 года

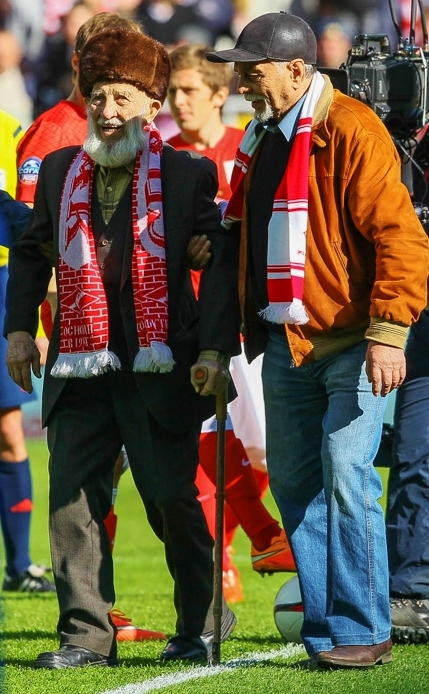
Самый известный и старейший болельщик «Спартака» на матче «Спартак» — «Динамо» в 2015 году — 102-летний Отто Фишер (слева), поддерживал клуб с 1920-х годов

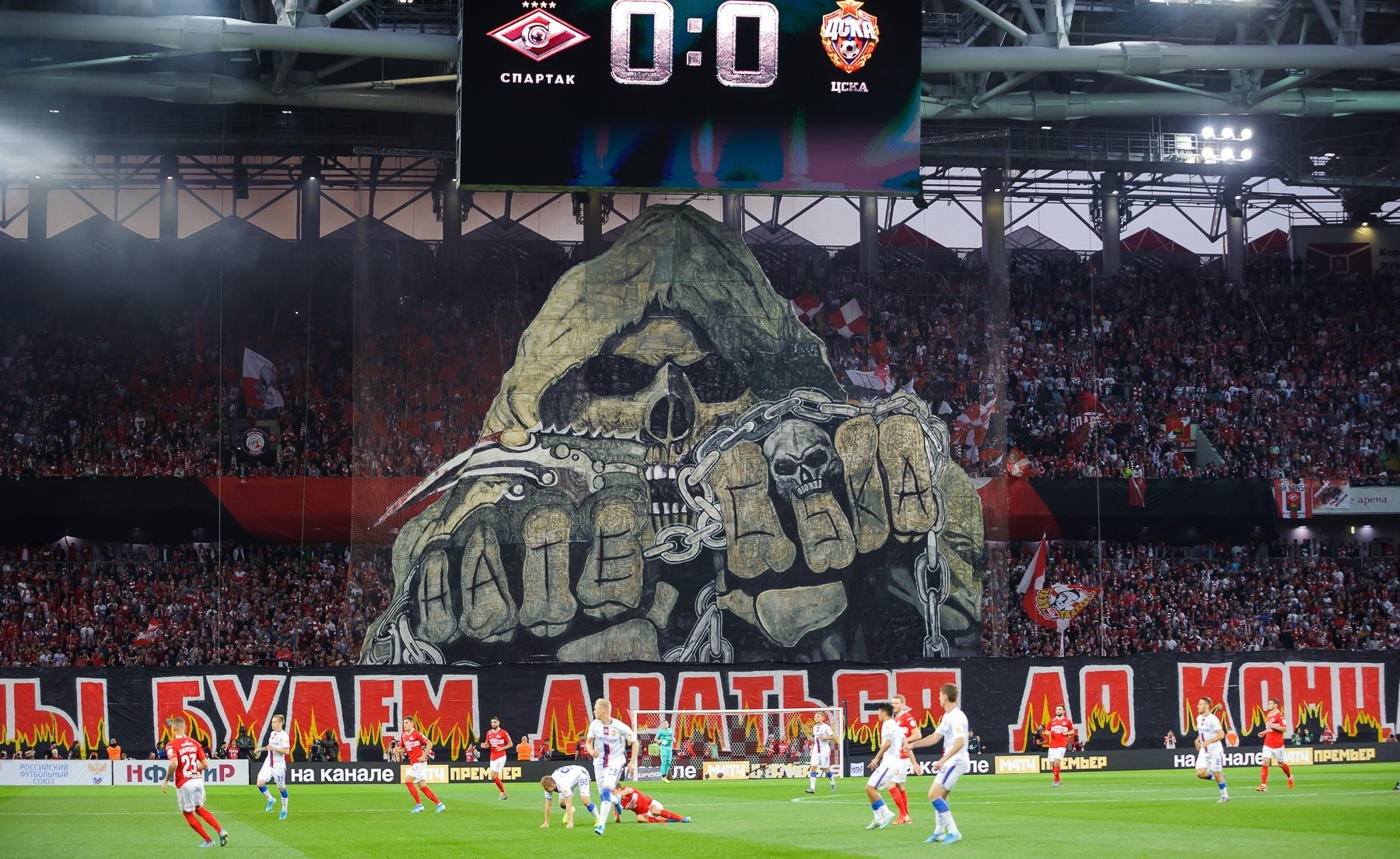
Перфоманс «Hate CSKA» на матче с ЦСКА (19 августа 2019)

### Посещаемость матчей «Спартака» в премьер-лиге
Заголовки таблицы
- Все матчи — посещаемость всех 30 матчей с участием команды.
- Домашние — посещаемость всех 15 домашних матчей команды.
- Гостевые — посещаемость всех 15 матчей команды в гостях.
- Всего — общее число болельщиков посетивших матчи.
- В среднем — среднее число болельщиков пришедших на матч.
- Заполняемость — средний процент заполняемости стадиона «Лужники», на котором команда проводила свои домашние матчи в сезонах с 2002 по 2012/13. В сезоне 2013/14 «Спартак» играл на стадионе «Локомотив», начиная с сезона 2014/15 на стадионе «Лукойл Арена».

 Цветом выделены лучшие показатели за всё время выступлений «Спартака» в премьер-лиге
| Чемпионат | Всего     | В среднем | Всего    | В среднем | Всего    | В среднем | Заполняемость |
| Чемпионат | Все матчи | Все матчи | Домашние | Домашние  | Гостевые | Гостевые  | Заполняемость |
| --------- | --------- | --------- | -------- | --------- | -------- | --------- | ------------- |
| 2002      | 414 100   | 13 803    | 160 000  | 10 667    | 254 100  | 16 940    | 13 %          |
| 2003      | 399 600   | 13 320▼   | 142 900  | 9 527▼    | 256 700  | 17 113▲   | 12 %▼         |
| 2004      | 384 852   | 12 828▼   | 171 152  | 11 410▲   | 213 700  | 14 247▼   | 15 %▲         |
| 2005      | 578 725   | 19 291▲   | 287 000  | 19 133▲   | 291 725  | 19 448▲   | 24 %▲         |
| 2006      | 523 455   | 17 449▼   | 230 232  | 15 349▼   | 293 223  | 19 548▲   | 20 %▼         |
| 2007      | 640 639   | 21 355▲   | 287 000  | 19 133▲   | 353 639  | 23 576▲   | 24 %▲         |
| 2008      | 598 783   | 19 959▼   | 268 000  | 17 867▼   | 330 783  | 22 052▼   | 23 %▼         |
| 2009      | 622 158   | 20 739▲   | 352 800  | 23 520▲   | 269 358  | 17 957▼   | 30 %▲         |
| 2010      | 548 455   | 18 282▼   | 320 354  | 21 357▼   | 228 101  | 15 207▼   | 27 %▼         |
| 2011/12   | 917 648   | 20 856▲   | 452 042  | 20 547▼   | 465 606  | 21 164▲   | 26 %▼         |
| 2012/13   | 585 400   | 19 513▼   | 260 486  | 17 366▼   | 324 914  | 21 661▲   | 22 %▼         |
| 2013/14   | 450 462   | 15 015▼   | 167 746  | 12 750▼   | 282 716  | 18 750▼   | 44 %▲         |
| 2014/15   | 600 057   | 20 002▲   | 373 972  | 24 932▲   | 226 085  | 15 072▼   | 55 %▲         |
| 2015/16   | 621 697   | 20 723▲   | 377 683  | 25 179▲   | 244 014  | 16 268▲   | 56 %▲         |
| 2016/17   | 726 276   | 24 209▲   | 491 404  | 32 760▲   | 234 872  | 15 658▼   | 72 %▲         |
| 2017/18   | 746 265   | 24 875▲   | 452 836  | 30 189▼   | 293 429  | 19 562▲   | 66 %▼         |
| 2018/19   | 810 977   | 27 032▲   | 464 122  | 30 941▲   | 346 855  | 23 124▲   | 68 %▲         |
| 2019/20   | 615 346   | 20 511▼   | 327 558  | 21 837▼   | 287 788  | 19 185▼   | 48 %▼         |
| 2020/21   | 323 027   | 10 768▼   | 139 990  | 9 333▼    | 183 037  | 12 202▼   | 21 %▼         |
| 2021/22   | 288 288   | 9 610▼    | 106 796  | 7 120▼    | 181 492  | 12 099▼   | 16 %▼         |
| 2022/23   | 392 176   | 13 072▲   | 163 683  | 10 912▲   | 228 493  | 15 232▲   | 24 %▲         |
| 2023/24   | 524 694   | 17 490▲   | 229 285  | 15 286▲   | 295 409  | 19 694▲   | 34 %▲         |
| 2024/25   | 575 257   | 19 175▲   | 299 688  | 19 979▲   | 275 569  | 18 371▼   | 44 %▲         |

Данные по посещаемости домашних матчей «Спартака» в Премьер-лиге взяты с официального сайта Российской премьер-лиги и могут отличаться от данных самого клуба и из других источников.

### История фанатского движения

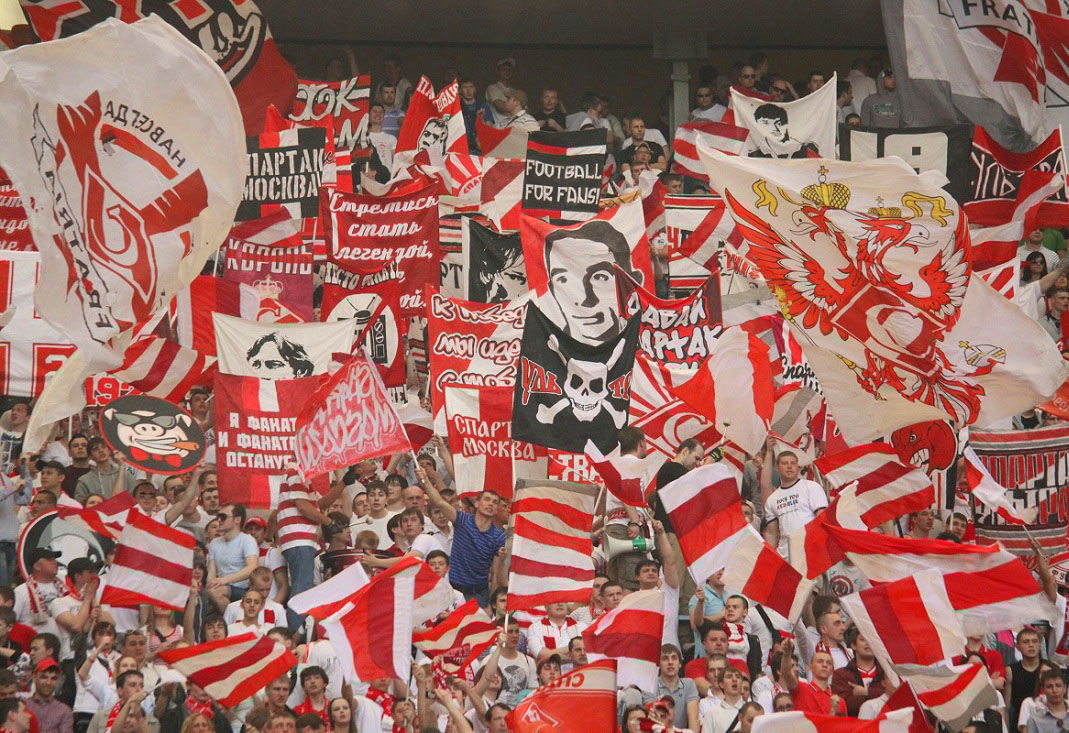
Визуальная поддержка. Двуручники, флаги и флажки

Первые фанаты в Советском Союзе появились именно у московского «Спартака». История фанатского движения красно-белых отсчитывается с начала 70-х годов. Первым матчем, на который впервые пришли фанаты, принято считать игру «Спартак» — «Днепр» 15 ноября 1972 года. Поначалу милиция не знала, как реагировать на новое явление. Начало первого пика фанатизма пришлось на 1977 год, когда «Спартак» впервые в своей истории оказался за чертой участников высшего дивизиона. Армия фанатов стала расти, были созданы первые речёвки и песни.

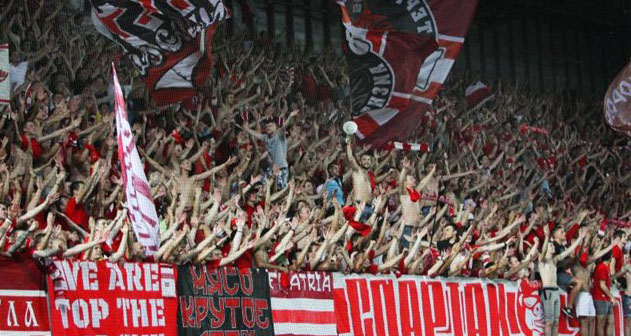
«Hands in the air» на трибуне «Спартака»

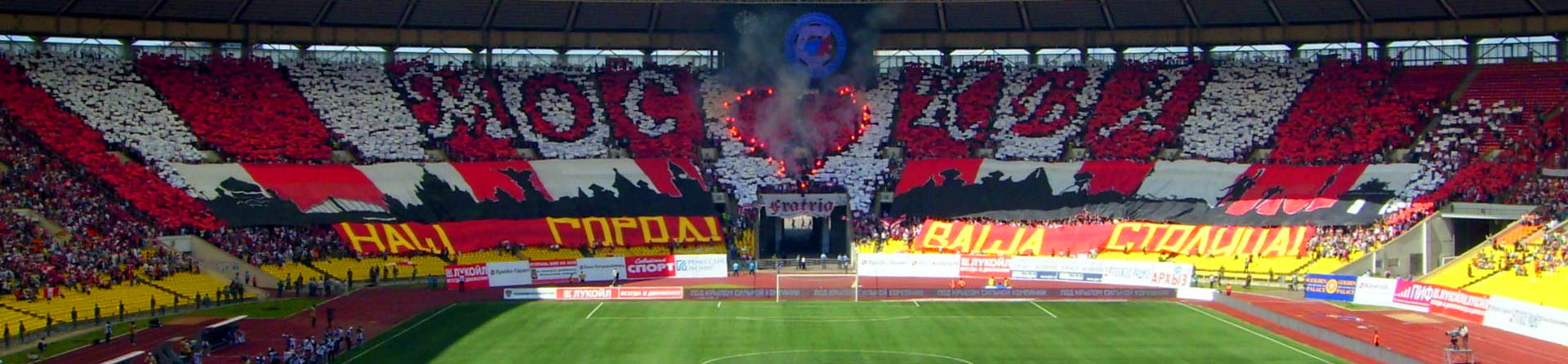
«МОСКВА. Наш город! Ваша столица!» вошёл в историю как один из лучших массовых перформансов на российской ультрас-сцены. Сезон 2007 года

С 2005 года организованной поддержкой команды на стадионе занимается организация болельщиков московского «Спартака» «Фратрия». 16 мая 2012 года, после окончания сезона 2011/12 было объявлено что отныне номер 72 (год, который стал отправной точкой для фанатского движения красно-белых) навсегда закрепляется за фанатами красно-белых.
У болельщиков «Спартака» дружественные отношения с фанатами российского клуба «Торпедо» (Москва). Из зарубежных команд особенно хорошие отношения сложились с сербским клубом «Црвена звезда» и с греческим клубом «Олимпиакос» (Пирей). Болельщики всех трёх клубов объединяются под слоганом «Православные братья».
2 октября 2020 года объединение фанатов Supporters group объявило о своём выходе из состава «Фратрии», решив двигаться самостоятельно, тем самым став независимыми друг от друга структурами.

### Известные болельщики
- Александр Абдулов †[318]
- Ольга Абрамова[319]
- Пётр Авен[320][321]
- Илья Азар[322]
- Владимир Андреев[318]
- Кирилл Андреев[323]
- Борис Андрианов[318]
- Алексей Арбузов †[318]
- Сергей Ахапов[324]
- Сергей Ахромеев[318]
- Александр (Албар) Барыкин †[318]
- Марат Башаров[318]
- Сергей Беликов[318]
- Сергей Белоголовцев[318]
- Сергей Блинников[318]
- Никита Богословский †[318]
- Михаил Борисов[318]
- Егор Бортник (Лёва Би-2)[318]
- Елена Борщёва[325]
- Игорь Бочкин[326]
- Александр Буйнов[318]
- Сергей Бунтман[327]
- Антон Бурдасов[328]
- Святослав Бэлза †[318]
- Евгений Весник †[318]
- Валентин Гафт[318]
- Алексей Глызин[318]
- Александр Градский †[329]
- Виктор Гришин †[318]
- Армен Джигарханян †[318]
- Михаил Евдокимов †[330]
- Денис Евстигнеев[318]
- Евгений Евстигнеев †[318]
- Константин Есенин †[318]
- Олег Ефремов †[318]
- Михаил Ефремов[318]
- Михаил Жаров[318]
- Георгий Жжёнов †[318]
- Михаил Жигалов[318]
- Александр Жуков[331]
- Виктор Зинчук[318]
- Игорь Золотовицкий[318]
- Валентин Зорин †[318]
- Игорь Ильинский †[318][332]
- Фазиль Искандер †
- Александр Калягин[318]
- Юлианна Караулова[333]
- Сергей Карякин[318]
- Гарри Каспаров[318]
- Лев Кассиль †[318]
- Евгений Кафельников[334]
- Игорь Кваша †[318]
- Валерий Кипелов[318]
- Игорь Кириллов[318]
- Кирилл Клеймёнов[335]
- Борис Клюев †[318]
- Илья Ковальчук[318]
- Иван Козловский †[318]
- Фёдор Конюхов[318]
- Виктор Коршунов †[318]
- Александр Косарев †[318]
- Николай Крючков †[318]
- Анатолий Кторов †[318]
- Анатолий Кузичев[336]
- Леонид Куксо †[318]
- Александр Кутиков[318]
- Сергей Лавров[337][338]
- Сергей Лавыгин[339]
- Валерий Лёвушкин[318]
- Александр Легков[318]
- Владислав Листьев †[318]
- Борис Любимов[318]
- Алексей Маклаков[318]
- Юлия Маслаченко[340]
- Денис Мацуев[318]
- Никита Михалков[341]
- Спартак Мишулин †[318]
- Алексей Морозов[318]
- Ирина Муравьёва[318]
- Алия Мустафина[318]
- Анастасия Мыскина[318]
- Дмитрий Назаров[342]
- Владимир Наумов[318]
- Вячеслав Невинный †[318]
- Николай Озеров †[318]
- Булат Окуджава †[318]
- Юрий Олеша †[318]
- Тигран Петросян †[318]
- Андрей Пионтковский[318]
- Александр Пожаров[318]
- Станислав Поздняков[318]
- Оксана Почепа («Акула»)[318]
- Владимир Пресняков-ст.[318]
- Андрей Прокунин[343]
- Александр Рекунков †[318]
- Марк Розовский[318]
- Юрий Ряшенцев[318]
- Всеволод Санаев †[318]
- Марат Сафин[318]
- Динара Сафина[318]
- Виктор Сергачёв †[318]
- Рубен Симонов †[318]
- Анастасия Скопцова[344]
- Артур Смольянинов[318]
- Иван Стебунов[345]
- Александр Степанов (ST)[346]
- Сергей Степанченко[318]
- Олег Стриженов †[318]
- Валерий Сюткин[318]
- Олег Табаков †[318]
- Шамиль Тарпищев[318]
- Вячеслав Тихонов †[318]
- Юрий Трифонов †[318]
- Николай Трубач[318]
- Владимир Ухин †[318]
- Александр Фатюшин †[318]
- Владимир Фекленко[318]
- Арнольд Федун †[347]
- Дмитрий Харатьян[318]
- Карен Хачанов[348]
- Константин Черненко †[318]
- Валерий Чкалов †[318]
- Сергей Шакуров[318]
- Варлам Шаламов †[318]
- Станислав Шаталин †[318]
- Тимур Шаов[318]
- Игорь Шаферан †[318]
- Михаил Ширвиндт[318]
- Дамир Юсупов[349]
- Александр Ягья[318]
- Юрий Яковлев †[318]
- Михаил Яншин †[318]

### Комментарии
1. ↑  Де-факто «Спартак» выступал в форме от компании Joma, но без логотипа испанского производителя, которую поставляла компания Wildberries[238][239][240].
2. ↑  Президент клуба
3. 1 2  Владелец и президент клуба
4. ↑  Владелец и председатель совета директоров клуба
5. ↑  Председатель совета директоров клуба
6. ↑  На заседании исполкома РФС 15 мая 2020 из-за пандемии COVID-19 было принято решение допускать только до 10 % болельщиков от вместимости стадионов.
7. 1 2  В сезоне действовали различные ограничения на посещаемость в связи с пандемией COVID-19.
8. 1 2 3 4  24 января 2022 года фанатские объединения «Спартака» выступили с заявлением о бойкоте всех матчей команды из-за принятия закона о введении Fan ID[305].
9. 1 2  Посещаемость стадиона «Открытие Банк Арена» с января 2022 по январь 2023 года была ограничена 18 тысячами зрителей из-за несоответствия требованиям приказа МВД № 1092, в связи с отсутствием на арене системы контроля и управления доступом (СКУД)[306][307][308].
10. 1 2 3  С 1 декабря 2022 года на всех матчах Российской премьер-лиги действует Fan ID, без оформления которого на стадионы не попасть[309]. В связи с чем посещаемость на матчи РПЛ упала в два-три-четыре раза[310].